# 2016年のテレビ (日本)
2016年のテレビでは、2016年のテレビ分野（主に日本）の動向についてまとめる。

## テレビ番組関係の出来事

### 1月
- 2日 - 日本テレビ系『ぐるぐるナインティナイン』の新年最初の放送で新春スペシャルを放送。その中で、名物コーナー『グルメチキンレース・ゴチになります!』の新メンバーに女優の二階堂ふみが加入。21歳の二階堂はゴチ史上最年少メンバーとなり、またバラエティ番組初レギュラーとなる[1]。
- 4日
  - 日本テレビ系『Oha!4 NEWS LIVE』（日テレNEWS24〈CS〉制作）がリニューアル、前任のメインキャスター中田有紀の後任として、月・火曜には畑下由佳（同局アナウンサー）を前年までの金曜ニュースキャスターから昇格させ、木・金曜には後藤晴菜（同）を新規起用。なお、水曜に限り、メインキャスターを立てず、部門担当キャスターによる合同制で番組を進行する体制となった[2]。
  - テレビ山梨（UTY、山梨県）で水曜19時枠に放送されていた『ウッティタウン6丁目』が、この日から帯の夕方ワイド番組としてリニューアル（月 - 金曜16:53 - 17:50）[3]。
- 6日 - 北朝鮮の水素爆弾による核実験成功のニュースを受け、NHK総合と民放のワイドショーおよび報道番組は北朝鮮関連の内容に差し替えた。特にNHK総合は番組内容を大幅に変更し『ひるブラ』『クローズアップ現代』などが休止となったほか、11時05分から生中継し中断された『平成28年消防出初め式』は翌7日未明（当日深夜）に録画で改めて放送された[4]。
- 9日
  - 日本テレビ系『ぶらり途中下車の旅』の3代目ナレーターとして、俳優の小日向文世が登板[5]。
  - 関西テレビ制作・フジテレビ系『にじいろジーン』のリポーターとして、女流お笑い芸人のいとうあさこが新たに登場[6]。
- 10日
  - TBS系『噂の!東京マガジン』、総合司会の森本毅郎が腰の手術・リハビリから復帰し出演を再開したが、今度はレギュラー出演者の笑福亭笑瓶が2015年12月29日にゴルフ中に体調不良を起こし救急搬送された影響[7][注 1]により同日と翌週17日の番組を欠席。24日放送分から復帰した[9]。
  - フジテレビ系
    - 『みんなのKEIBA』（東日本地区および沖縄テレビ）は、前年までの優木まおみ（タレント）・福原直英（フジテレビアナウンサー）[注 2]に代わり、新司会者として佐野瑞樹・小澤陽子（共に同局アナウンサー）が登場[10]。
    - 『ワイドナショー』の2015年12月20日放送分でMr.Childrenの歌詞盗作騒動を取り上げた際、盗作したとされる女性作詞家の顔写真を誤って別の女性の顔写真を放送したとして、同日の番組エンディングで謝罪した[11]。

  - テレビ朝日系日曜午前10 - 11時台の2時間枠にて旅情報番組『極上!旅のススメ』レギュラー放送開始（ - 9月25日）。
- 12日 - ロックバンド・BREAKERZのメインボーカルで歌手・タレントのDAIGOが女優の北川景子と結婚したことを受け、日本テレビ系でDAIGOがレギュラー出演する『火曜サプライズ』『幸せ!ボンビーガール』（両番組ともこの日は2時間スペシャル）は、内容を一部、緊急生放送に差し替えた[12]。
- 14日 - 12時25分頃、北海道浦河沖を震源とするM6.7の地震が発生。その際にNHK総合は『サラメシ（再放送）』を打ち切りし、ニュースセンターから地震関連の臨時ニュースを13時5分まで放送。その後、14時の定時ニュースにて気象庁地震火山部による記者会見を中継した。この影響により12時45分から放送予定であった『連続テレビ小説 あさが来た』第88話（再放送）は翌15日の12時30分 - 12時45分に臨時枠移動の上、放送された。
- 17日
  - 日本テレビ系
    - 『所さんの目がテン!』の実験プレゼンターとして、渡辺徹・榊原郁恵夫妻の長男で俳優の渡辺裕太が新たに加入[13]。
    - 『世界の果てまでイッテQ!』のレギュラーで、妊娠・出産のため2014年5月から芸能活動を休止していたお笑いトリオ・森三中の大島美幸が、同日放送された同番組の2時間スペシャルで復帰[14]。
- 18日 - アイドルグループ・SMAPのメンバー5人のうち木村拓哉以外の4人が、所属事務所のジャニーズ事務所を退社することにより解散する可能性が出てきたことを一部スポーツ紙が報道したことを受け、フジテレビ系『SMAP×SMAP』（関西テレビ・フジテレビ共同制作）は同日の内容の一部を急遽生放送に差し替え[15]、メンバー全員が騒動について謝罪した上で、グループの存続を発表した[16]。なお同日放送分の視聴率は、フジテレビでは31.2%（ビデオリサーチ調べ、関東地区・世帯・リアルタイム）、関西テレビでは29.7%（ビデオリサーチ、関西地区・世帯・リアルタイム）をそれぞれ記録した[17]。
- 25日 - フジテレビ系で22日に放送した特番『ヒデ&ジュニアのニッポン超安全サミット2016』にて、四国地方の地形を確認ミスによりオーストラリアの地形にする不適切な日本地図を使用・表示したとして、同局が番組サイトで謝罪した[18]。
- 29日 - 日本テレビ系『NEWS ZERO』のスポーツ解説者として、前年引退した元中日ドラゴンズ投手の山本昌が新たに登場[19]。

### 2月
- 1日 - 毎日放送『ちちんぷいぷい』にて、金本知憲監督率いる阪神タイガースの沖縄県・宜野座村での春季キャンプの模様を地上波における異例の現地からの生中継が行われた[20][注 3]。
- 4日 - テレビ朝日系、黒柳徹子（女優・司会者）司会の長寿トーク番組『徹子の部屋』にこの日のゲストとして、永六輔（タレント・放送作家・作詞家）と大橋巨泉（司会者・放送作家・ジャズ評論家）が揃って出演。なお、永・大橋ともに7月に死去（後述）したため、これが最後のテレビ出演となった[注 4]。
- 5日 - 19時ごろ、桜島（鹿児島県）が噴火したため、NHK総合は『NHKニュース7』を4分拡大、後続の特別番組『究極・冬なま!夜こそ楽しもう』を19時34分開始に変更し短縮・一時中断した[22]。
- 7日
  - フジテレビ系の子供向けアニメ『Go! Go! チャギントン』の4代目ナビゲーターに、当時入社1年目の同局アナウンサー宮司愛海が同日放送から就任[23]。
  - （日本時間）9時32分ごろ、北朝鮮がミサイルを発射した為NHK総合および一部民放では、通常のレギュラー番組を中断または休止した。なお『NHKのど自慢』大阪府吹田市の回が12時50分に繰り下げて放送された[24]ほか、中断された『日曜討論』が16時10分に改めて放送された[25]。
  - TBS系にて『第65回別府大分毎日マラソン』（RKB毎日放送・大分放送共同制作）を生中継。しかし、TBSの音声スタッフが視覚障害者女子の部で優勝した選手を取材した際、無許可でゴール手前100メートルからコースに進入し男性伴走者の音声を収録したとして、同局が翌8日、文書にて謝罪した[26]。
- 9日 - 日本テレビ系「プラチナイト」火曜日『徳井と後藤と麗しのSHELLYが今夜くらべてみました』の女性MC、前週2日放送分をもって産前産後休業（以下、産休と記す）に入ったSHELLY（タレント）に代わり、指原莉乃（HKT48）が登板。同時に番組の正式タイトルも『徳井と後藤と芳しの指原が今夜くらべてみました』に変更[27]（11月15日よりSHELLY復帰に伴い再変更、指原も引き続き出演）。
- 11日 - テレビ朝日系『徹子の部屋』の40周年を記念し、19時から2時間特番『徹子の部屋 祝40周年 最強夢トークスペシャル』を放送、スペシャルゲストとして明石家さんま（タレント）と所ジョージ（同）が出演した[注 5]。
- 12日
  - TBS系『中居正広の金曜日のスマたちへ』が番組タイトルを『中居正広の金曜日のスマイルたちへ』に変更。ただし略称は従来通り『金スマ』のまま[29]。
  - 朝日放送[注 6]制作『探偵!ナイトスクープ』の2代目局長を務める西田敏行（俳優）が、同日朝にベッドから転倒した際に首を痛め、大事を取って3月4・11日放送分の収録を休んだことが14日に明らかに。当該放送分は石田靖・たむらけんじが局長代理を務めた。またレギュラー出演者のカンニング竹山もインフルエンザのため収録を欠席した[30]。
- 23日 - フジテレビ系のクイズバラエティ番組『ペケポンプラス』が最終回、前身番組『ペケ×ポン』時代を含め9年間に亘る歴史に幕[31]。
- 27日 - フジテレビ系で放送された『めちゃ×2イケてるッ!』の4時間生放送特番『〜真冬に汗をかきまくれ 国民投票だよ全員集合 全力の生スペシャル』で同番組のオーディションから合格して芸能界入りを果たし、レギュラーメンバーとなった三中元克が視聴者からのレギュラーオーディション国民投票の結果、投票総数63万483票、合格44%、不合格56%に留まり不合格が確定、レギュラーを降板することが決定した[32]。
- 29日 - 日本テレビ系朝の情報番組『ZIP!』が2016年2月1日週から22日週まで4週連続で週間平均視聴率（ビデオリサーチ調べ、関東地区・世帯・リアルタイム。以下略）で横並びトップを獲得し、同年2月月間（1日から28日まで[注 7]）の平均視聴率は9.3%を獲得し、番組開始以来初めて月間平均視聴率で同時間帯単独首位を獲得したことがわかった[33]。

### 3月
- 2日 - TBS系『水曜日のダウンタウン』の2月3日放送分で印籠を使った企画で虚偽の内容を放送し「（視聴者から）観光をキャンセルしたなどと市のイメージを悪くさせられた」として、茨城県水戸市は同日までに放送倫理・番組向上機構（以下BPOと表記）に対して意見書を送付したことを明らかにした。これに対しTBSは「誠意をもって対応させていただく」などとコメントした[34]。その後、BPOの放送倫理検証委員会は11日、今回の件について審議の対象とはしないことを表明したが[35]、TBS社長の武田信二は23日の定例会見において水戸市に対して「大変不快な思いをさせてしまった」と謝罪・陳謝すると同時に、制作サイドに対しては苦言を呈した[36]。
- 5日
  - フジテレビで1973年10月から土曜の午後に36年半弱放送されていた単発特別番組枠『土曜スペシャル』（関東ローカル）が、この日の放送を以て一旦中断。2年後の2018年4月14日より再開する。
  - TBS系にて、小久保裕紀（元福岡ソフトバンクホークス）監督率いる野球日本代表（侍ジャパン）が出場の国際強化試合「日本×台湾」第1戦（ナゴヤドーム）を生中継（19:00 - 20:54、20:52よりBS-TBSで放送継続）。なお翌6日も第2戦（京セラドーム大阪）が行われ、BS-TBSで中継された。
- 6日 - 関西テレビ制作・フジテレビ系にて、毎年恒例の"ひとり芸日本一"決定戦『Cygames R-1ぐらんぷり2016』決勝戦を生放送（19:00 - 20:54）。ハリウッドザコシショウ（SMA NEET Project所属）が優勝[37]。
- 11日 - 東日本大震災から5年の節目を迎えたこの日、NHK・民放各局において、震災発生時刻である14時46分をはさむ時間帯を中心に（一部の局では12日未明にも）震災関連番組を編成した。
  - NHK総合では、同日から13日までの3日間にわたり『特集 明日へ つなげよう〜東日本大震災5年〜』と題した特集番組を放送[38]。また『NHKニュース7』を30分拡大で放送し、20時からの『NHKスペシャル「私を襲った津波〜その時 何が起きたのか〜」』など、12日未明まで震災関連特番を随時放送した。
  - 日本テレビ系『情報ライブ ミヤネ屋』（読売テレビ制作）は通常放送を行うも「東日本大震災5年 復興の現在地〜失って得たモノ〜」と題し、全編震災関連の内容で放送[39]、『news every.』も金曜日のため臨時に月 - 木曜日と同様の枠切りによる3部制で放送した。
  - テレビ朝日系では『スーパーJチャンネル』を110分前拡大し『ANN報道特別番組 スーパーJチャンネルSP 東日本大震災から5年〜全編LIVE“25"のいま〜』を放送（14:00 - 19:00）[40]（15:50 - 17:53、18:15 - 19:00はローカル枠）。また翌日（12日）未明（当日深夜）の討論番組『朝まで生テレビ!』（通常：月1回最終金曜日の翌日未明・早朝）では「激論!ド〜する?!原発〜再稼働・核のゴミ・住民は…〜」をテーマに討論を行った。
  - TBS系では、13:55 - 15:53の枠で『Nスタ』の特番『Nスタ 3.11震災5年 記憶を未来へ伝える力』を通常放送とは別枠で全国放送[41][注 8]。
  - テレビ東京系は夕方の『NEWSアンサー』を17:50まで拡大し『アンサースペシャル ふくしまの真実』と題して放送。
  - フジテレビ系では『直撃LIVE グッディ!』を全編震災関連の内容に変更（全編ローカルセールス枠である第2部を通常時非ネットとする局でも全局臨時ネットとするが、第2部を通常時ネットしている一部局に限り、自社制作報道番組のため、第2部の途中に設けられる臨時の飛び降り点15:29で飛び降り）。
  - 東北3県のNHK・民放各局でもローカル枠にて独自に特別番組が編成された。
- 14日 - フジテレビの長寿ミニ紀行・グルメ番組『くいしん坊!万才』の第11代くいしん坊・松岡修造（スポーツキャスター・タレント。元プロテニスプレーヤー）が同日放送分で総出演回数800回を達成[42]。松岡はこれまでの最多記録だった友竹正則（声楽家。第3代、1979年 - 1981年、794回）を抜いて歴代第1位[43]（2017年現在も記録更新中）。
- 15日 - NHK総合の公開歌謡番組『NHK歌謡コンサート』（1993年4月17日 - ）が同日のNHK大阪ホールからの公開生放送をもって最終回、23年の歴史に幕[注 9]。
- 16日
  - テレビ朝日系の投稿バラエティ番組『ナニコレ珍百景』（2008年1月 - ）がレギュラー放送を終了、ネオバラエティ時代を含め8年3ヶ月の歴史に幕[44]。以後は単発特番として放送[注 10]。
  - NHK総合の生活情報番組『ためしてガッテン』（1995年3月 - ）が最終回、21年の歴史に幕を降ろすとともに、番組開始当初からレギュラーパネリストとして出演した山瀬まみ（タレント）が同番組を卒業。なお、4月13日からは同番組のコンセプトをそのまま引き継いだ『ガッテン!』（後述）にリニューアル[45]。
- 17日 - NHK総合『クローズアップ現代』が19時台後半での放送を終了、初代キャスターを24年間務めた国谷裕子が勇退[46]。
- 18日
  - 日本テレビ系
    - 金曜20時枠のワールドバラエティ番組『ネプ&イモトの世界番付』（2011年10月にレギュラー放送開始）がこの日の2時間SP[注 11]で最終回、4年半の歴史に幕[47]。
    - 系列局・福岡放送（FBS）でも、金曜19時枠のローカルバラエティ番組『ナイトシャッフルG』が最終回、前身番組『ナイトシャッフル』（1994年5月 - 2015年3月）から通算して21年11ヶ月の歴史に幕。
- 20日 - テレビ大分（TOS）のローカルバラエティ番組『スパーク オン ウェイヴ』（1990年4月 - ）がレギュラー放送を終了、同番組は29日19時に放送の1時間特番『スパーク オン ウェイヴ 26年間ありがとう!最終回SP』を最後に、26年間の歴史に幕[48]。
- 25日
  - テレビ朝日系の歌謡番組『ミュージックステーション』で1992年から使用されてきた番組テーマ曲「#1090 〜Thousand Dreams〜」（松本孝弘作曲）が、番組開始30周年を迎えるのを機に「#1090 〜Million Dreams〜」としてリアレンジ・新録音されたバージョンにリニューアル、同日放送の3時間SPから使用開始。
  - TBS系『NEWS23』アンカーマンの岸井成格（毎日新聞特別編集委員、『サンデーモーニング』コメンテーター）が退任[49][50]。なおTBSは1月15日に岸井と「スペシャルコメンテーター」として新たに契約を結び、以後は同番組を含むTBS系の報道・情報番組に随時出演、『サンデーモーニング』のレギュラー出演も継続[50]。TBSが同業他社出身のジャーナリストと専属契約を結ぶのは開局以来初めてとなる[51]。なお、2月8日より産休から復帰したキャスター・膳場貴子も4月から別番組担当（後述）のため降板[52][53]。
- 26日
  - 日本テレビ系土曜朝の情報番組『ズームイン!!サタデー』のマスコットキャラクターで、『ズームイン!!SUPER』（2001年10月 - 2011年3月）から引き継いだ「ズーミン」と「チャーミン」が番組キャラクターを卒業[54][注 12]。
  - テレビ東京系、田勢康弘（ジャーナリスト）冠司会の土曜昼の報道番組『田勢康弘の週刊ニュース新書』（2008年4月5日 - ）が最終回、8年間の歴史に幕[55]。
  - フジテレビ系の長寿音楽番組『シオノギ ミュージックフェア』（地域限定スポンサードネット番組）で、1995年10月から番組歴代最長となる20年半にわたって司会を務めた、6・7代目司会者鈴木杏樹（女優）と2001年4月から15年にわたって司会を務めた、7代目司会者恵俊彰（ホンジャマカ）がそれぞれ卒業[56]。
  - 北海道新幹線の開業記念特番として、北海道エリア（札幌地区）のNHK・民放各局で特別番組が放送された。
    - NHKでは、札幌局制作で、生放送特番『北海道新幹線大開業スペシャル』（10:05 - 11:20）を総合テレビ（北海道・東北6県）とBS1（全国放送）で同時放送[57]。
    - 北海道放送（HBC）は夕方ワイド番組『今日ドキッ!』をベース番組に『今日ドキッ!増刊号 北海道にガッチャンコ!新幹線がやって来た まるわかりスペシャル』を2部構成で放送（第1部：5:45 - 7:30[注 13]、第2部：9:25 - 11:45）[58][59]。
    - 札幌テレビ放送（STV）では『みるみる北の新幹線!北海道開業スペシャル』を2部構成（第1部：5:58 - 6:28、第2部：9:30 - 11:25）で放送[60][59]。
    - 北海道テレビ放送（HTB）は朝ワイド番組『イチオシ!モーニング』の特番として『イチオシ!モーニングスペシャル 新幹線がやってきた!ユメをのせて出発進行』を2部構成（第1部：5:30 - 8:00[注 14]、第2部：9:50 - 11:45）で放送[59][61]。
    - テレビ北海道（TVh）では生放送特番『体感LIVE!新幹線1番列車 〜期待と課題載せ出発進行〜』（6:30 - 7:00）を放送[62]。
    - 北海道文化放送（UHB）は夕方ワイド番組『みんなのテレビ』の特別番組として『みんなの新幹線 〜WELCOME TO北海道〜』（9:55 - 11:15）と、スピンオフ特番『北海道〜東北ゆったりしあわせ旅』（12:00 - 12:55）の2本を放送[63][64][59]。
- 27日
  - テレビ朝日系の昼のワイド番組『サンデースクランブル』（2005年1月 - 。一部地域除く）が最終回、11年3ヶ月の歴史に幕[65]。
  - TBS系のドキュメンタリー番組『夢の扉+』が最終回、前身番組『夢の扉 〜NEXT DOOR〜』時代からの通算で11年半にわたる地上波における放送に幕[注 15]。
  - フジテレビ系のニュース番組『産経テレニュースFNN[注 16]』（1966年10月 - [注 17]）が終了、49年半の歴史に幕。なお、4月3日から日曜早朝は『FNNニュース』、昼前は『FNNスピークWeekend』にそれぞれ改題された。
- 28日
  - NHK総合『ニュースウオッチ9』の出演者が変更。リポーターを担当するアナウンサーが児林大介→伊藤海彦へ、気象情報を担当する気象予報士が井田寛子→斉田季実治にそれぞれ交代[66]。
  - 日本テレビ系
    - 『ZIP!』がこの日からリニューアル。毎年恒例のお天気キャスター交代があり、第6代お天気キャスターとして長沢裕（タレント）が登板[67][68]。25日まで第5代お天気キャスターを務めた榊原美紅（ファッションモデル、2015年3月30日より在任）は「ZIP!ファミリー」として引き続き出演[注 18]。
    - 『スッキリ!!』に、25日で降板の上重聡（同局アナウンサー。2015年3月30日より在任）[69]に代わる新サブ司会者として、近藤春菜（ハリセンボン）が新規加入し、森圭介、岩本乃蒼（共に同局アナウンサー）がサブ司会者に昇格[70]。
    - 『PON!』（中京テレビでもネット受け）は月 - 木曜の週4回放送となり[71]、司会はビビる大木（タレント）が月 - 水曜→月・火・木曜、岡田圭右（ますだおかだ）は木・金曜→水・木曜の担当にそれぞれ変更、サブ司会は引き続き青木源太（同局アナウンサー）が全曜日を担当。「エンタメ専門情報リサーチTV」と銘打って、芸能情報に特化した内容にリニューアル[72]（PON!#2016年も参照）。また、同番組に内包のミニアニメを交えた子育て情報番組『ママモコモてれび』は31日放送分で終了、単独番組時代を含め4年の歴史に幕。
    - 『NEWS ZERO』に、獨協医科大学国際疫学研究室助教で、元NHKアナウンサーでもあった小正裕佳子が新たに加入し[73]、気象情報担当は2年間担当した塩川菜摘に代わって、良原安美（月・火曜担当）と井上清華（水・木曜担当）の2名（いずれもスプラウト所属フリーアナウンサー）を起用[74]。

  - TBS系
    - 『あさチャン!』の気象情報担当が交代（尾崎朋美→井田寛子）[75]。
    - 『NEWS23』が番組内容をリニューアル[50]。新キャスターに星浩（朝日新聞特別編集委員）が起用され、月 - 木曜が2部制に移行し、放送時間が23:00 - 翌日0:10（ただし第2部〈23:55 - 翌日0:10〉はローカルセールス枠）に変更[52]。これによりフライングスタートは再廃止となった。また、新キャスター陣として駒田健吾、皆川玲奈、宇内梨沙（いずれもTBSアナウンサー）が加入し、駒田と皆川がニュース、宇内がスポーツコーナーをそれぞれ担当[76][注 19]。さらに、エンディングテーマ曲をヴァイオリニストの葉加瀬太郎が担当[77]。

  - 5大系列局のローカル編成
    - 朝日放送『ナイトinナイト』月曜日枠、赤井英和（俳優）とトミーズ雅（漫才師）の元プロボクサーコンビの司会で親しまれたバラエティ番組『ごきげん!ブランニュ』（2001年4月 - ）が最終回、15年の歴史に幕[78]。
    - 読売テレビ『朝生ワイド す・またん!』の月曜日担当司会として、入社2年目の女性アナウンサー諸國沙代子が登板[79]。
    - 広島テレビ『テレビ派』が放送時間を拡大し15時48分開始となる[80]。
    - RKB毎日放送『今日感テレビ』は、2003年6月の番組開始から12年半にわたって総合司会を務めた川上政行（フリーアナウンサー、元宮崎放送・TVQ九州放送アナウンサー）が25日で卒業したのに伴い、新たな総合司会者に田畑竜介、池尻和佳子（共に同局アナウンサー）が揃って就任。
- 29日
  - テレビ東京系『開運!なんでも鑑定団』の初代司会者を22年間務めた石坂浩二（俳優）[81]、2代目アシスタントを21年半務めた吉田真由子（タレント）[82]が卒業[83]。
  - フジテレビ系『バイキング』の火曜日MCを2014年4月の番組開始から2年間務めたNAOTO（EXILE、三代目 J Soul Brothers）が卒業[84]。
  - TOKYO MX『5時に夢中!』に2011年10月から4年半にわたって火曜日のレギュラーコメンテーターとして出演した岡本夏生（タレント、元レースクイーン）が卒業[85]。
  - 毎日放送にて、浜田雅功（ダウンタウン）ら出演のロケバラエティ『ごぶごぶ』（関西ローカル、深夜）が最終回、月1回の放送時代を含め9年1ヶ月の歴史に幕[86]。
- 30日
  - 北海道テレビのバラエティ番組『水曜どうでしょう』でDVD発売記念特番「水曜どうでしょうを語ろう」を実施。番組初のスタジオロケとなった[87]。
- 31日
  - 日本テレビ系『ヒルナンデス!』の木曜日レギュラーとして、2011年3月の番組開始から5年間出演していた村上信五（関ジャニ∞）が卒業[88]。
  - テレビ朝日系『報道ステーション』の初代キャスターを2004年4月の番組開始から12年間務めた古舘伊知郎（フリーアナウンサー、元同局アナウンサー）が勇退[89][90][91]。
  - フジテレビ系『ライオンのごきげんよう』（1991年1月7日 - ）が最終回[92]。これにより、前身番組の『ライオンのいただきます（→II）』（1984年10月 - 1990年12月）から約31年半続いた平日13時台のライオン一社提供による小堺一機司会のトークバラエティ番組が幕[注 20]。なお、前日にはスペシャル番組として『ライオンのごきげんようゴールデン! 大物だらけのサイコロSP』（19:00 - 20:54）が放送された。また、同日だけで東海テレビ制作昼の帯ドラマとともに、フジテレビの平日の昼を長年支えた長寿番組が2枠幕を下ろした。
  - TOKYO MX『5時に夢中!』のアシスタントを2010年4月1日より6年間務めた内藤聡子が、東京都新宿区のスタジオアルタ[注 21]より生放送されたスペシャル版『出張!5時に夢中! in 新宿スタジオアルタFinal〜内藤聡子卒業SP〜』をもって番組を卒業[94]。なお翌月より後任として上田まりえ（タレント、元日本テレビアナウンサー）が登場[94]。

### 4月
- 1日
  - NHK Eテレの教養番組『課外授業 ようこそ先輩』（1998年4月 - [注 22]）が終了、18年間の歴史に幕[95]。
  - 日本テレビの金曜日の通販番組『女神のマルシェ』および、長寿アニメ『それいけ!アンパンマン』の放送枠を夕方から移動。『女神の〜』は16時台前半→10時台後半、『アンパンマン』は16時台後半→11時台前半へ、ともに5時間25分前倒し。なお『アンパンマン』が制作局の日本テレビで午前中に放送枠を移動するのは1988年10月の番組開始以来初めて。これに伴い、夕方ニュース『news every.』は平日版で唯一2部制のまま存置されていた金曜日も月 - 木曜日と同様の枠切りによる3部制に移行[71]。
  - TBS系金曜23時のトーク番組『A-Studio』は毎年恒例のアシスタント交代を実施、7代目を務めた早見あかり（女優）に代わり、8代目となる森川葵（同）が登場[96]。また、同日放送分から解説放送を開始し、金曜23時枠最初の副音声付番組となった。
  - テレビ東京系
    - 子供向け情報番組『おはスタ』のメインMCを1997年10月の番組開始から18年半にわたって務めた山寺宏一（声優・俳優）が卒業[注 23][98][注 24]。さらに1998年4月に『アイスタ』から開始し18年にわたって放送した第1部も『おはスタ645』を最後に廃止となる。
    - 平日夕方『L4 YOU!』の前座番組で、東京証券取引所からの株式市況（大引け）中継を交えた株式・トレンド情報番組『L4 YOU!プラス』が終了、前身の『きょうの株式』から通算して39年半にわたる歴史に幕。さらに『L4 YOU!』そのものもこれまでのネットワークセールス枠から地域限定スポンサードネット枠に降格。
    - 深夜スポーツニュース番組[注 25]『ネオスポ!』（2009年4月 - ）が同日深夜放送分[注 26]をもって終了、7年間の歴史に幕。

  - フジテレビ系
    - 『めざましテレビ』MCの加藤綾子（同局アナウンサー、当時）が同番組を卒業[99]。また加藤は4月末をもって同局退社、ジャパン・ミュージックエンターテインメント所属のフリーアナウンサーに転身[注 27]。
    - 前日終了の帯番組2枠の穴埋め代替を兼ねて『バイキング』は、4日から正式に1月4日の正月SP時と同時刻での放送となるのを前に、旧編成最終日となったこの日、13:55までの1時間拡大SPを放送[104]。通常放送の枠拡大となるSP放送は2回目。これにより、同局は4日の新編成開始を前に、同日4時から19時までの連続した約15時間がミニ枠1枠を除き生放送編成となった（9月30日まで）。

  - 5大系列局のローカル編成・BS
    - 山梨放送（YBS）の夕方ワイド番組『ててて!TV』が放送時間を拡大し15時50分開始に[105]。
    - BS日テレの報道番組『深層NEWS』がリニューアル。キャスターが玉井忠幸（読売新聞編集局次長兼編集委員）から吉田清久（読売新聞編集委員兼医療部長）に交代。同じく新キャスターとして右松健太（日本テレビアナウンサー、当時。後の報道局記者）を起用[106]。
    - BS朝日のスポーツ・エンターテインメント番組『スポーツクロス』のアシスタントキャスターが、倉持明日香（タレント）から高柳愛実（同）に交代[107][注 28]。
- 2日
  - 日本テレビ系土曜昼のトークバラエティ番組『メレンゲの気持ち』のMC陣に、Hey! Say! JUMPの伊野尾慧が同日放送分より新加入。なお、同番組に男性MCが加わるのは、1996年4月の番組開始から21年目にして初[108]で、MC陣はこれまでの3人体制（久本雅美、いとうあさこ、三吉彩花）に伊野尾を加えて4人体制となった。
  - テレビ朝日系土曜21 - 22時台に単発のドラマ・バラエティーを放送する新枠『土曜プライム』を開始[109]。これまでの『土曜ワイド劇場』は『プライム』の一企画扱いに降格となる[110]が、単独番組としての『ワイド劇場』に割り当てられていた月1回の朝日放送制作回は新枠でも設けられる。また、20:58 - 21:00のミニ枠も『今夜の土曜プライム』に改題され、『プライム』で『ワイド劇場』を放送しない日にも放送される。
  - TBS系
    - 土曜早朝の報道番組『報道LIVE あさチャン!サタデー』がリニューアル。番組全体の放送時間が15分繰り上げ・15分短縮、5:30 - 7:00に変更[注 29]。ほか、前週までメインキャスターを務めた久保田智子（TBSアナウンサー兼報道記者）に代わり、林みなほ（同局アナウンサー）を新たに起用[111]。
    - 土曜朝・昼の生情報番組『王様のブランチ』（第1部…9:30 - 11:45・第2部…11:59 - 14:00）の新レギュラーに、女流お笑いコンビ・おかずクラブが隔週レギュラーとして加入。また第2部の新レギュラーに綾部祐二（ピース）が加わった[112]。
    - 土曜夕方の報道番組『報道特集』は、膳場貴子が新キャスターに就任[52]。

  - テレビ東京系
    - 子供番組『しまじろうのわお!』（テレビせとうち制作）の新レギュラーに、ファッションモデルで女優の東加奈子が「コハクお姉さん」役で登場[113]。
    - 『ネオスポ!』の後継となるスポーツ情報番組として『追跡LIVE!Sports ウォッチャー』が放送開始。週末版はピース（又吉直樹／綾部祐二）がMCを務め、キャスターを土曜を狩野恵里、日曜を秋元玲奈（いずれもテレビ東京アナウンサー）が担当。コメンテーターとして中畑清、セルジオ越後、緒方耕一（日曜のみ）、秋田豊の各氏が出演。平日版は同局アナウンサーによる日替わりキャスターが担当[114]。

  - フジテレビ系
    - この日未明（1日深夜）、平日深夜最終版[注 30]のニュース番組『あしたのニュース』（2015年4月 - ）[注 31]及びスポーツ情報番組『すぽると!』（2001年4月 - ）[注 32]がそれぞれ終了。前者は1年、後者は15年の歴史に幕[115]。
    - 関西テレビ制作『にじいろジーン』、女優の清水富美加がレギュラーに加入[116][注 33]。
    - 土曜午前10時台前半にて『ごきげんよう』に代わるライオン一社提供ドキュメントバラエティ番組『ライオンのグータッチ』（9:55 - 10:25）[注 34]放送開始。MCは佐藤隆太（俳優）、博多大吉（博多華丸・大吉）、西野七瀬（乃木坂46）のトリオ。
    - 土曜午後の新単発特別番組枠として『土チャレ』（14時 - 15時、関東ローカル）を放送開始[注 35]。
    - 『MUSIC FAIR』の8代目司会者として、仲間由紀恵（女優）と軽部真一（同局アナウンサー）が就任。仲間はレギュラーでの音楽番組の司会は初めてで、軽部もフジテレビの現役アナウンサーでのレギュラー司会を務めるのは1964年の同番組開始以来初となる[117]。
    - FNN・FNS系列の地方局（ブロックネット・ローカル）
      - 福島テレビ『サタふく』が放送時間を拡大、11時開始に[注 36][118]。
- 3日・4日
  - 日本テレビ系週末深夜のスポーツワイド番組『Going!Sports&News』のお天気キャスター、土曜日担当が大川藍（ファッションモデル）→伊藤萌々香（フェアリーズ）、日曜日担当が松井愛莉（ファッションモデル）→古畑星夏（モデル・女優）にそれぞれ交代[119]。伊藤は3日（2日深夜）から、古畑は4日（3日深夜）から登場[注 37]。
  - フジテレビ系週末のスポーツ情報番組『スポーツLIFE HERO'S』（日曜0:35 - 1:15〈土曜深夜〉・23:15 - 翌0:30）が放送開始[120]。同番組のメインキャスターは、日曜未明の「土曜版」では中村光宏・宮澤智（同局アナウンサー）、日曜深夜の「日曜版」は佐野瑞樹と5月1日付でフリーアナウンサーに転向する加藤綾子（同）が担当[121][122]。なお、加藤は番組としての初回となった、同日未明の「土曜版」にも特別に出演した。
- 3日
  - テレビ朝日系『ビートたけしのTVタックル』が放送枠を再移動（月曜日21時枠→月曜日ネオバラエティ枠→日曜正午枠（11:55 - 12:55）[123]）[注 38]。
  - テレビ東京系『日曜ビッグバラエティ』枠で放送のシリーズ特別番組『元祖!大食い王決定戦』で長年MC・実況を務めたタレントの中村ゆうじが、同日放送された、第60回『元祖!大食い王決定戦〜爆食女王 新時代突入戦〜』を最後に勇退[124][125]。
  - フジテレビ系
    - 日曜朝の報道番組『新報道2001』は、吉田恵（フリーアナウンサー、3月27日降板）[126]に代わる新女性キャスターとして大島由香里（フジテレビアナウンサー）が登板[127]。これと同時に、8:25以降の末尾30分がローカルセールス枠に転換された。
    - FNN・FNS系列の地方局（ブロックネット・ローカル）
      - 関西テレビを中心とするFNS西日本エリアネットの競馬中継『競馬BEAT』は、前週の同番組放送を最後に産休入りした杉崎美香（フリーアナウンサー）に代わり、竹上萌奈（関西テレビアナウンサー）を同日放送からアシスタント司会に起用[128]。なお、関西テレビが自社の女性アナウンサーを競馬中継に司会として起用するのは、1959年放送開始の『競馬中継（関西テレビ版）』から2016年までの歴史を通して初となる。

  - RKB毎日放送はじめTBS系九州ブロック6局[注 39]の共同制作によるドキュメンタリー番組『窓をあけて九州』（1979年 - 2012年）が『新 窓をあけて九州』（日曜10:00 - 10:15）のタイトルで4年ぶりに復活。
- 4日
NHK[129]。
  - NHK総合
    - 若者向け音楽番組『MUSIC JAPAN』（2007年4月 - ）が同日未明（3日深夜）の放送をもって終了、9年の歴史に幕[130][注 40]。放送時間を5度移動し、2014年度からは月曜未明（日曜深夜）に放送していた。なお、最終回は0:05 - 1:30まで放送時間を拡大し「MJ SPECIAL NIGHT」と題した特別番組を放送、第1部はBABYMETAL（アイドルグループ）に密着した『MJ presents BABYMETAL革命〜少女たちは世界と戦う〜』を、続く第2部はこれまでに番組に出演したアーティストの歌唱・演奏を振り返る総集編の2部構成で放送した。
    - 平日13時台の生放送番組『スタジオパークからこんにちは』が枠を再拡大。13:55 - 14:05に『みんなのうた』『ニュース（14時）』による一時中断を経て、14:55までに枠拡大、2部制復活。トーク番組であるが、枠の再拡大に伴い、生活情報や企画コーナーなどを強化[131][132]とされていたが、同月1日終了の『ろーかる直送便』の内容を引き継いだ、地方の放送局で放送された再放送番組を放送。また同番組の司会には伊藤雄彦、真下貴の両アナウンサーを起用[133][134]。
    - 月 - 木曜19時台後半の報道番組『クローズアップ現代』が22時台前半へ移動、タイトルも『クローズアップ現代+』としてリニューアル[135][132]。なおキャスターは固定せず、伊東敏恵、鎌倉千秋、小郷知子、松村正代、久保田祐佳、杉浦友紀、井上あさひ（京都局）の7人の女性アナウンサーが持ち回り制で担当する[133][134]。
    - 月 - 金曜23時台に新設の『ニュースチェック11』（23:15 - 23:55）では、キャスターに有馬嘉男（報道局記者）と桑子真帆（アナウンサー）を起用。脇を固める形でニュースリーダーに森田洋平、スポーツコーナーに大成安代（いずれもNHKアナウンサー）、気象情報に三宅惇子（気象予報士）をそれぞれ起用[133][134][136]。

  - NHK Eテレ
    - 長寿子供番組『おかあさんといっしょ』のうたのおねえさんが三谷たくみから小野あつこへ8年ぶりに交代。さらにぬいぐるみ人形劇で、第13作目となる新シリーズ『ガラピコぷ〜』が開始。同番組のぬいぐるみ人形劇でロボットを題材とした作品は1959年の番組開始以来初[137][138]。

  - NHK BS1
    - 『国際報道2016』の新キャスターとして、前ワシントン支局長の田中淳子（報道局記者）と児林大介（アナウンサー）が就任[注 41]、またサブキャスターとして読売テレビを退社しフリーアナウンサーとなった増井渚を起用[140]。

  - NHK BSプレミアム
    - 音楽番組『The Covers』のMCに、女優の仲里依紗が加わる。

日本テレビ系
  - 『Oha!4 NEWS LIVE』（日テレNEWS24〈CS〉制作）がリニューアル。新出演者に小菅晴香・榊菜美（いずれもセント・フォース所属のフリーアナウンサー、元北海道文化放送アナウンサー）が加入、小菅はニュースキャスターを、気象予報士でもある榊は気象担当キャスターとして登板。さらに、メーンキャスター不在だった水曜日のメーンキャスターには月・火曜日のメーンを務める畑下由佳が担当する。その他企画リポーターとして早稲田大学2年の宮本真智、慶應義塾大学2年の奥村莉子ら現役女子大生も新たに登場[141]。
  - 『ZIP!』では、コーナーアニメ「あさアニメ」の第5弾として『朝だよ!貝社員』が放送開始[142]。また日本全国を旅する『あおぞらキャラバン』のコーナーではアーティストのセレイナ・アンと、オールド・イングリッシュ・シープドッグの「そら」が新登場[143]。
  - 『NEWS ZERO』の新テーマ曲として、宇多田ヒカル（シンガーソングライター）の新曲「真夏の通り雨」を同日放送より採用[144]。
  - 日曜夕方の『真相報道 バンキシャ!』の2015年度[注 42]平均視聴率13.6%（ビデオリサーチ調べ、関東地区・世帯・リアルタイム）を記録。2002年10月の番組開始以来初めて、民放の同時間帯初の単独トップを獲得[145]。
  - NNN・NNS系列の地方局（ローカル編成）
    - 福岡放送の早朝ワイド番組『バリはやッ!』が『バリはやッ!ZIP!』に改題[146]、放送時間を6時30分までに拡大[147][注 43]。

TBS系
  - 午後の情報番組『ゴゴスマ -GO GO!Smile!-』（CBC制作）が同日から東北放送（TBC、宮城県）でも番販ネットを開始（ただし、TBSと同様の15:51飛び降りネット）。これにより同番組は3局ネットとなった[148]。また直前番組『ひるおび!』との接続がステブレレスに変更された。

テレビ東京系
  - 平日朝の帯番組を刷新。情報番組『チャージ730!』が『モーニングチャージ!』と改題して放送時間を平日朝6:40 - 7:05に変更、空いた平日朝7:35に紀行番組『歴史の道 歩き旅』を新たに開始。これに伴い『おはスタ』は2部制を廃止して7:05 - 7:30の放送となる[149]とともに、山寺宏一の後任MCとして、声優の小野友樹と花江夏樹のコンビが登場[150]。
  - 平日深夜の経済ニュース番組『ワールドビジネスサテライト』の月 - 水曜「トレたま」担当キャスターに、北村まあさ（フリーアナウンサー、元テレビ金沢アナウンサー）を起用[151]。

フジテレビ系
  - 平日枠の生放送番組を刷新。まず『めざましテレビ』は、加藤綾子の勇退に伴う後継の女性メイン司会者として、情報担当キャスターを務めていた永島優美（同局アナウンサー）が昇格、永島の後任情報担当として宮司愛海（同）を新たに起用[152]。また、お天気キャスターは小野彩香に代わり阿部華也子が登板。小野は前座番組『めざましテレビ アクア』のエンタメ担当キャスターに就任[153]。これと同時に『めざましテレビ』は番組セットを大幅リニューアル、番組タイトルロゴも初代ロゴマーク（1994年4月 - 2012年3月）[注 44]が4年ぶりに復活した。
  - 『バイキング』はこの週から50分後拡大の11:55 - 13:45に[注 45]、さらにこの週より火曜日新MCを柳原可奈子（ピン芸人）[注 46]と高橋真麻（フリーアナウンサー、元フジテレビアナウンサー）が隔週交代で起用[84]（同番組で女性タレントが日替わりMCを務めるのは2014年4月の番組以来初となる）、各曜日新レギュラーとして、火曜日にヒロミ（タレント）とYOU（同）、水曜日に松嶋尚美（タレント）、木曜日に横澤夏子（ピン芸人）とREINA（セクシーチョコレート）、金曜日に橋本マナミ（タレント）をそれぞれ起用。3月28日まで月曜日レギュラーだったアンガールズ（お笑いコンビ）は水曜日に、3月29日まで火曜日レギュラーだった小林麻耶（フリーアナウンサー、元TBSアナウンサー）は木曜日にそれぞれ移動。新テーマ曲はSuperflyが担当[154]。
  - 『直撃LIVE グッディ!』が番組全体の放送時間を10分前拡大とし、第1部を13:45 - 14:50・第2部を14:50 - 15:50となるよう枠拡大[64]ほか、新気象予報士として、1日まで5年間『NHKニュース7』に契約出演[155]していた寺川奈津美が加わる[155]。同日からの『バイキング』『グッディ!』の拡大により、平日の同局は4時から19時までの連続した約15時間がミニ枠1枠を除き、同月1日の『バイキングSP』にともなう特別編成を経て、正式に生放送編成に移行[156][157]。
  - 夕方ニュース『みんなのニュース』平日第1部（15:50 - 16:50）[注 47]をリニューアル、同日より同パートを通称『みんなのニュース Hop!』として新装開店。「Hopper」と呼ばれるレギュラーキャスターとして若手男性俳優が日替わりで務め、月：鈴木勝大、火：渡部秀、水：白石隼也、木：中尾明慶、金：永瀬匡の5名が各曜日出演[158]。しかし、10月改編時のリニューアルに伴い、わずか半年で終わった。
    - なお『バイキング』が直前番組『FNNスピーク』と直後の『グッディ!』との接続をステブレレスに変更、また『みんなのニュース』と19時台番組との接続もステブレレスに変更した。これによりフジテレビ平日では、11:30の『FNNスピーク』から20時台番組までが全てステブレレス接続となった。

  - 『あしたのニュース』『すぽると!』の後継となる平日深夜の新報道番組『ユアタイム〜あなたの時間〜』（月 - 木曜23:30 - 翌0:25、金曜23:58 - 翌0:55）が放送開始。ユアタイムメーンパートナー（メインキャスター）にファッションモデルの市川紗椰、ユアタイムパートナー（レギュラー）には野島卓（サブMC・ニュース担当）、田中大貴（スポーツ担当）両アナウンサー、ニュースコンシェルジュ（コメンテーター）にはDJでジャーナリストのモーリー・ロバートソンと、フジテレビ報道局の風間晋をそれぞれ起用[159][注 48]。
- 5日
  - TBS系火曜19時枠、所ジョージ司会のバラエティ番組『所さんのニッポンの出番!』のレギュラーとして出演していたジャニーズ事務所所属のアイドル・KAT-TUNの田口淳之介（3月15日降板）[注 49]の後任として、同じKAT-TUNメンバーの中丸雄一が同日放送の2時間スペシャルから新加入[163]。
  - テレビ東京系『開運!なんでも鑑定団』、石坂浩二の後任の新司会者として、福澤朗（キャスター、元日本テレビアナウンサー）が就任[82]。同じく司会を務めている今田耕司（タレント）は続投。
  - 毎日放送では『ごぶごぶ』の後番組として、同じ浜田雅功ら出演による新バラエティ番組『ケンゴローサーカス団』（関西ローカル、火曜深夜）を放送開始[86]。
- 6日 - テレビ朝日系『ナニコレ珍百景』の後番組として、同じネプチューンメインの番組であり、日曜未明（土曜深夜）枠から『あいつ今何してる?』がゴールデンタイム進出、同日放送の2時間SPより水曜19時に枠移動・拡大[44]。
- 7日
  - NHK総合『LIFE!〜人生に捧げるコント〜 series-4』（内村光良ほか出演）を放送開始。前3シーズンより25分短い木曜22:25 - 22:50枠での放送となり、シリーズ史上初めて1年間に亘って放送[164]（ - 2017年3月予定）。
  - 日本テレビ系
    - 『スッキリ!!』の木曜コメンテーターとして春香クリスティーン（タレント）が新加入（12月29日放送分まで出演[165]）。
    - 『ヒルナンデス!』の木曜日レギュラーに、ジャニーズ事務所所属のアイドル・ジャニーズWESTのメンバー中間淳太と桐山照史が新加入[88][166]。
    - 『情報ライブ ミヤネ屋』（読売テレビ制作）の木曜日の新気象キャスターに、3月31日で卒業した酒井千佳（気象予報士、フリーアナウンサー）の後任として奈良岡希実子（同）が就任[167]。
    - 『秘密のケンミンSHOW』（読売テレビ制作）の新アシスタントとして、入社2年目の平松翔馬（読売テレビアナウンサー）が新たに加入、同日放送の2時間スペシャルから登場[168]。

  - TBS系、木曜22時枠のバラエティ番組『櫻井有吉アブナイ夜会』（2014年4月17日 - 2016年3月24日）をリニューアルし、タイトルを『櫻井・有吉 THE夜会』と改め再スタート。引き続き櫻井翔（嵐）と有吉弘行がMCを務める。
  - フジテレビ系『めざましテレビ』木曜新レギュラーとして、伊野尾慧（Hey! Say! JUMP）が新加入[169]。
  - BSジャパンにて『開運!なんでも鑑定団』のスピンオフ番組として、同番組前司会の石坂浩二が司会を務める『開運!なんでも鑑定団 極上!お宝サロン』が放送開始[83][170][注 50]。
- 8日 - テレビ朝日系にて、3月まで火曜・金曜の21時枠で放送していた『ロンドンハーツ』『世界の村で発見!こんなところに日本人』（後者は朝日放送制作）両番組の放送日時をそれぞれ入れ替え[171]、同時に『ロンドン〜』を『金曜★ロンドンハーツ』へ改題[109]、同日19時から放送された4時間特番『金曜★ロンドンハーツ&アメトーーーク! 姉妹番組4時間SP!!』[注 51]で金曜移動後初放送となった。
- 9日
  - NHK総合の法律バラエティ『バラエティー生活笑百科』（大阪局制作）に、1987年9月から2001年1月まで相談員（パネリスト）としてレギュラー出演していた落語家の桂南光が、室長（司会）の笑福亭仁鶴の室長補佐（サブ司会）として、同日から15年ぶりにレギュラー復帰[173]。
  - テレビ朝日系『ANNスーパーJチャンネル・土曜版』の開始時刻を関東地区ほか一部地域において、16時30分に繰り上げ、90分番組に拡大[174]。
  - TBS系『王様のブランチ』の新レギュラーに、横澤夏子が同日から、おかずクラブと交代で隔週レギュラーとして加入[112]。
  - テレビ東京系『土曜スペシャル』がリニューアル、新たに番組ナビゲーターとして、俳優の内藤剛志を起用。架空の旅行会社「ナイトウ旅行社」が登場し、内藤は社長役で登場する[175]。なお、同月から放送時間が18:30 - 19:54に短縮となった（後述の『家、ついて行ってイイですか?』の移動に伴う）ほか、テレビ愛知でも同時ネット開始。
  - フジテレビ土曜17時台前半に『ライオンのごきげんよう』に代わる小堺一機司会の新トーク番組『かたらふ〜ぼくたちのスタア〜』を放送開始[176]。
- 10日
  - テレビ朝日の日曜朝6時台後半枠が、これまでのアニメ放送枠に代わり、新スポーツ情報番組『スポーツサンデー』を新たに開始[177]。進行はテレビ朝日アナウンサーの大西洋平と青山愛が担当[178][注 52]（ - 12月25日）。
  - 朝日放送で、3月まで日曜23時台に放送されていた、なるみ（タレント）と岡村隆史（ナインティナイン）が司会を務めるトークバラエティ『なるみ・岡村の過ぎるTV』（関西ローカル）が4月11日から『ナイトinナイト』月曜日に『ごきげん!ブランニュ』（3月28日終了）の後番組として移動するのに伴い、その後番組として、小籔千豊（タレント・吉本新喜劇座長）と山里亮太（南海キャンディーズ）らが出演する新トークバラエティ『ハッキリ5〜そんなに好かれていない5人が世界を救う〜』（関西ローカル、日曜23:15 - 翌0:10）が放送開始[179]（9月25日終了）。
  - テレビ大分で『スパーク オン ウェイヴ』の後継番組『スパーク魂』（日曜23時25分 - 23時55分）が放送開始[180]。
- 11日
  - NHK総合、月曜夜の笑福亭鶴瓶司会による紀行番組『鶴瓶の家族に乾杯』の放送時間が30分繰り上げ拡大（19:30 - 20:43、73分枠）、番組内容もこれまでの前後編から1話完結形式に変更[132]。
  - テレビ朝日系
    - 『ワイド!スクランブル』では同日より同局新人アナウンサー桝田沙也香が加入し、気象情報などを担当[181]。
    - 『報道ステーション』がリニューアル（第2シリーズ開始）。2代目メインキャスターに、古舘時代にフィールドキャスターを務めた富川悠太（テレビ朝日アナウンサー）が就任[91]。また『報道ステーション SUNDAY』『グッド!モーニング』両番組コメンテーターの後藤謙次（共同通信客員論説委員・政治ジャーナリスト）[注 53]が月〜木曜のコメンテーターに就任。なお『〜SUNDAY』への出演は継続[182]。またスポーツコーナーは3月まで担当した青山愛から、1年先輩にあたる寺川俊平（同局アナウンサー）に交代[183]、寺川（俊）は月〜木までを担当[184]。また3月まで気象情報を担当した林美沙希から、3年後輩にあたる平成28年度入社の新人アナウンサー森川夕貴に交代、新規加入の喜田勝（気象予報士）とのコンビで気象情報を担当するほか[181][183]、フィードリポーターとして板倉朋希・平石直之の両アナウンサーがそれぞれ新たに加入[183]。また、金曜日のスポーツコーナーには元競泳選手の寺川綾が15日から登板[185]。
    - 『ネオバラエティ』月曜日枠（月曜深夜、ABCでは火曜未明）にて、橋下徹（弁護士、元政治家）の政界引退後初のレギュラーで、羽鳥慎一（フリーアナウンサー）とのタッグによる冠バラエティ番組『橋下×羽鳥の新番組（仮）』が放送開始[186][187]（7月4日より、橋下の都知事選不出馬に伴い、タイトルを『橋下×羽鳥の番組』に改題）。

  - TBS系
    - 月曜20時台にて『世にも不思議なランキング なんで?なんで?なんで?』（2015年12月7日終了）から3か月ぶりの後番組として、トークバラエティ番組『直撃!コロシアム!! ズバッと!TV』[188]が放送開始（初回・第2回は2週連続で19時開始の2時間スペシャル）。司会者にはジャーナリストの辛坊治郎（元読売テレビアナウンサー・解説委員）を起用[189]。なお、辛坊にとっては日本テレビ系列以外で初のレギュラーテレビ番組だった[189]他、山里亮太（南海キャンディーズ）も司会を務めた（7月25日をもって終了）。
    - 月曜21・22時台に、3月28日までの『月曜ゴールデン』の後継となる新枠『月曜名作劇場』を新設。新枠は2時間サスペンスドラマに限らず、それ以外の特別ドラマや単発バラエティや映画も放送する総合エンターテインメント枠となる[190][注 54]（2017年1月より20・21時台に繰り上げ）。
- 12日 - NHK総合の歌謡番組『NHK歌謡コンサート』をリニューアルし、これまでの演歌・歌謡曲はもちろん、若者向けのJ-POP系の音楽も取り入れた内容の新歌謡番組『うたコン』を放送開始。放送時間も30分繰り上げて19:30 - 20:15とし、同日放送の初回を含めて月1回程度20:43まで枠拡大[130][132]。司会は谷原章介（俳優）と橋本奈穂子（NHKアナウンサー）[191]（基本的にはNHKホールからだが、毎月最終週はNHK大阪ホールから公開放送）。
- 13日
  - NHK総合では『ためしてガッテン』のリニューアル版『ガッテン!』（水曜19:30 - 20:15）が放送開始[132]。さらに水曜夜の爆笑問題『探検バクモン』が22:55 - 23:20→20:15 - 20:43へ繰り上げ移動。
  - テレビ朝日系『ネオバラエティ』水曜日のトークバラエティ『マツコ&有吉の怒り新党』のアシスタント・進行役が交代。2011年4月の番組開始から3月30日まで5年間「総裁秘書」を務めた夏目三久（フリーアナウンサー、元日本テレビアナウンサー）[192]に代わり、青山愛（同局アナウンサー）が就任[193]、同時に肩書も「庶務」に変更。
  - 毎日放送『水野真紀の魔法のレストランR』（関西ローカル）が同日放送より月曜→水曜19時枠へ3度目となる放送枠移動。新レギュラーとしてスザンヌ（タレント）と篠原信一（柔道家・タレント）が加入[86]。
- 14日 - 21時26分に、熊本県を震源とする平成28年熊本地震が発生したことにより、NHKと民放各局では放送中の番組を中断・休止し、報道特別番組を熊本や福岡にある系列局からのリポートを交え、15日未明（一部の局では早朝）まで放送した[194]。
  - NHK総合では『ニュースウォッチ9』を放送中に地震が発生し、そのまま同番組は22時45分までの緊急拡大版となった。その後も、『ニュースチェック11』などを休止し翌日午前4時30分まで地震関連のニュースを放送した。
- 15日
  - この日も、前夜の熊本地震により、NHK総合・民放各局では早朝から昼過ぎまで、一部の予定番組（一部報道・情報番組含む）を休止して報道特別番組を放送のほか、報道・情報番組も地震関連を中心に放送された。
  - NHK総合では、未明の特設ニュースに続き4時30分からの『NHKニュースおはよう日本』が番組の大部分を地震報道に充てた特別編成で放送された。さらに、日中も8時15分 - 11時54分・13時 - 17時に地震関連のニュースを放送した。さらに、『正午のニュース』が地震関連ニュースを中心に12時45分まで拡大放送（全国ニュースは12時40分まで）されたほか、夕方の『ニュース シブ5時』（10分繰り下げ・短縮し17時から放送）や夜の『NHKニュース7』（30分拡大し20時まで放送）も地震関連ニュースを中心に放送した。
  - テレビ東京系の歌謡番組『木曜8時のコンサート〜名曲!にっぽんの歌〜』が金曜19時台（18:53 - 19:56）へ移動、『金曜7時のコンサート〜名曲!にっぽんの歌〜』に改題[195]（枠移動後初回は20:50までの2時間SP。番組は9月9日終了、5年の歴史に幕）。
  - フジテレビ系のニュースバラエティ『全力!脱力タイムズ』の女性キャスターが春日由実（同局アナウンサー）→小澤陽子（同）に交代、この日から登場[196]。
- 16日
  - 熊本地震で、この日未明（15日深夜）に本震が発生し、NHK総合では本震発生直後からこの日いっぱい、民放各局では本震発生直後から昼頃（一部系列では夕方）まで、大部分の予定番組を休止して報道特別番組を放送した。
    - NHK総合
      - 連続テレビ小説『とと姉ちゃん』も含めた大部分の番組を休止し、17日未明（16日深夜）まで地震関連ニュースを断続的に長時間放送[注 55]。また、『正午のニュース』（12時 - 13時、45分拡大・全国ニュースは12時55分まで）や『NHKニュース7』（19時 - 20時、30分拡大）を地震関連ニュースを中心に拡大放送した。なお『とと姉ちゃん』は18日に第12話の本放送を第13話の本来の本放送時間帯に、第13話の本放送を15分繰り下げ、第12話の再放送を18日12:30 - 12:45に、それぞれ臨時枠移動を行った（第13話の再放送は通常通り）。
      - この日の『NHKスペシャル』（21時 - 22時）は、当初の予定を変更し『緊急報告 熊本地震「震度7 活断層の脅威」』を現地からの中継を交えて放送。なお同番組では、被災地・熊本県出身の武田真一（NHKアナウンサー）が司会を務めた[197]。

    - 日本テレビ系
      - 関東地区では『プロ野球中継「巨人×広島」』の地上波放送（15:00 - 17:00、ローカルセールス枠）を取り止め『特報・熊本など余震続く 大雨警戒』（ローカルセールス枠）に差し替えた[注 56]。
      - 同日開始予定の土曜ドラマ『お迎えデス。』（初回15分拡大）も『NNN報道特番・熊本など余震続く 大雨警戒』に差し替えた[注 57]ため、23日開始に変更[199]。

    - テレビ朝日系『池上彰のニュースそうだったのか!!2時間SP』では予定内容を変更して緊急生放送とし、池上彰（ジャーナリスト）が今回の地震および活断層などについて解説を行った。
    - 『キユーピー3分クッキング』は、CBC版[注 58]が『JNN報道特番』放送の為休止となった（NTV版は通常通り放送）。

  - テレビ東京系にて、土曜23:55 - 翌0:50に放送されていた『家、ついて行ってイイですか?』がゴールデンタイム進出、土曜20時台（19:54 - 20:54）の放送に。なお、初回は18:30からの2時間半SPで放送された。
- 17日
  - 熊本地震関連
    - NHK総合ではこの日も随時ニュース編成のため『NHKのど自慢』の公開生放送（愛媛県新居浜市）を休止、公開収録に変更して5月4日に放送した。なお『大河ドラマ・真田丸』等は通常通り放送された。
    - 日本テレビ系では報道特別番組『特報 熊本地震"震度7"から3日』（15:00 - 16:25、くまもと県民テレビ制作）を放送した[注 59]。
    - テレビ朝日系では『極上!旅のススメ』を急遽休止し『ワイド!スクランブル・特別編』（10:00 - 11:45）を放送した。
    - フジテレビ系では『みんなのニュース』の特別番組として『緊急 みんなのニュース 熊本大地震その時何が』（10:00 - 11:15）を放送した[200]。

  - TBS系日曜19時台のバラエティー番組『この差って何ですか?』が従前より30分繰り上げ・29分拡大となる、18:30 - 19:56の86分番組に変更[201][202]（枠拡大初回は20:56までの2時間半スペシャル）。
  - フジテレビ系の日曜19時からの単発番組枠『日曜ファミリア』を、21時台に連続ドラマ枠を3年ぶりに再新設[注 60]（第1作は『OUR HOUSE』[203]、- 6月12日）したのに伴い、同日放送の『やっちまったTV』から2時間に短縮（9月18日放送『あのアスリートを一流にした劇的スイッチ!』をもって終了）。
- 18日 - NHK総合では『クローズアップ現代+』を45分拡大（22:00 - 23:10）して「大地震 連鎖の脅威〜ドキュメント熊本地震〜」、また『時論公論』を5分拡大（23:55 - 翌0:10）して「熊本・大分の地震」と、地震関連特集をそれぞれ放送した[注 61]。なお、同日予定の『プロフェッショナル 仕事の流儀』（第294回）は5月9日へ移動。
- 19日
  - NHK総合『サラメシ』が放送枠を月曜22:55 - 23:20→火曜20:15 - 20:43枠へ移動。但し、同日は『NHKニュース7』が2分拡大したため20:17 - 20:45の放送となった[204]。
  - 朝日放送制作・テレビ朝日系『世界の村で発見!こんなところに日本人』が、前述の『金曜★ロンドンハーツ』との交換により火曜21時枠へ移動[171]、火曜移動初回は2時間スペシャルで放送。なお同日より新たに、AKB48卒業後初のテレビレギュラーとなる高橋みなみをはじめ、森山良子（歌手）、須賀健太（俳優）がレギュラーとして加入[205][注 62]。
- 22日 - NHK総合の歴史教養番組『歴史秘話ヒストリア』（大阪局制作）の新キャスターに、井上あさひ（京都局アナウンサー）が就任。同時に放送枠も水曜22時枠→金曜20時枠に移動[206]。
- 23日
  - NHK総合にて、これまで特番で放送し人気を博したバナナマン（お笑いコンビ）司会の音楽バラエティ『バナナ♪ゼロミュージック』が土曜22時台後半でレギュラー放送開始（22:20 - 22:50、初回は22:30 - 23:00）。なお当初16日開始予定が熊本地震関連の報道特番により休止となったため、1週遅れでの開始となった[注 63]。
  - TBS系土曜7時台前半に全国ネットのアニメ枠を新設、第1作は、タカラトミーの原作・企画による『カミワザ・ワンダ』。同時間帯でテレビアニメが放送されるのは、TBSローカルの『ゴーゴー五つ子ら・ん・ど』以来14年ぶり[注 64]、TBS制作による全国ネットのテレビアニメ（深夜枠除く）では『探偵学園Q』以来13年ぶりとなる[207]。なお、16日開始予定が熊本地震関連の報道特番で休止となったため[208]、1週遅れでの開始となった。
  - フジテレビ系土曜19時台にウッチャンナンチャンの南原清隆がMCを務める『超ハマる!爆笑キャラパレード』を開始（初回は2時間SP）。南原が同局の番組でMCを務めるのは『これでいいのダ!日本列島あかるいニュース』（2004年4月 - 8月）以来12年ぶり[209]。
- 24日・30日 - NHK総合にて『MUSIC JAPAN』の後継の若者向け音楽番組として、『シブヤノオト』と『NAOMIの部屋』の2番組が放送開始。前者は徳井義実（チュートリアル）と清水富美加のMCにより24日より日曜夕方に、後者は渡辺直美（ピン芸人）のMCにより30日（29日深夜）より土曜未明（金曜深夜）に、それぞれ月1回ペースで放送される[210]。
- 24日 - TBS系日曜20時台にて、3月終了の『駆け込みドクター!運命を変える健康診断』の後番組として、2015年12月26日に『スパニチ!!』（関東ローカル）枠にて放送されたクイズ&ゲームバラエティー『珍種目No.1は誰だ!? ピラミッド・ダービー』をレギュラー化[注 65]。司会は設楽統（バナナマン）とウエンツ瑛士（俳優・タレント）が務める[211]。
- 25日 - TBS系月曜19時台にて『私の何がイケないの?・第2期』（3月14日終了）の後番組として、同番組から引き続き有田哲平（くりぃむしちゅー）司会によるご対面バラエティ番組『ご対面バラエティー 7時にあいましょう』が開始[211]（ - 12月19日）。
- 26日
  - フジテレビ系火曜19時（ローカルセールス）枠にて『ペケポン』シリーズの後継番組として、前番組と同様、くりぃむしちゅー、タカアンドトシ、柳原可奈子がレギュラー出演するトークバラエティ『人気者から学べ そこホメ!?』を開始[212]（全編ローカルセールス枠、初回は2時間SP。8月30日終了、11月8日より同メンバーによる新番組『今夜はナゾトレ』に継承[213]）。
  - 関西テレビ制作・フジテレビ系火曜21時枠にて『食卓のぞき見バラエティ 潜入!ウワサの大家族』（3月15日終了）の後番組として、2月21日に特番で放送し好評を得た『ニッポンのぞき見太郎』をレギュラー化。司会は生瀬勝久（俳優）と、元フジテレビアナウンサーでフリーアナウンサーの高島彩がコンビで務めた[214]（9月20日終了）。
- 27日 - フジテレビ系水曜22時台が、これまでの連続ドラマ枠から3年ぶりにバラエティ枠に転換、小泉孝太郎（俳優）とバナナマンの司会による『モシモノふたり〜タレントが“おためし同居生活”してみました〜』を開始[215]。
- 30日 - NHK総合『ブラタモリ』のアシスタントが、桑子真帆（NHKアナウンサー）→近江友里恵（同）に交代[136]、同日放送の「京都・嵐山」の回から登場[注 66]。

### 5月
- 1日 - フジテレビ系『ワイドナショー』（第1部）の同日放送回に安倍晋三首相が特別出演し、司会の松本人志（ダウンタウン）らとフリートークを行った[216][注 67]。
- 2日 - テレビ朝日ほかで放送されているミニ紀行番組『世界の車窓から』が、1987年6月1日の放送開始から数えて10000回を達成（関東地区）[217]。
- 6日 - 日本テレビ系金曜20時枠にて『究極の○×クイズSHOW!!超問!真実か?ウソか?』がレギュラー放送開始。司会は有吉弘行、プレゼンターは桝太一（同局アナウンサー）と劇団ひとり（お笑い芸人・作家）、進行は尾崎里紗（同局アナウンサー）がそれぞれ担当。初回は19時からの2時間SPとして放送された[218]。
- 8日 - 日本テレビ系『行列のできる法律相談所』にて、かつて同番組にレギュラー出演していた橋下徹がこの日のゲストとして、約8年ぶりに番組出演[219][注 68]。なお、同日の平均視聴率は17.2%（ビデオリサーチ調べ、関東地区・世帯・リアルタイム）を記録した[220]。
- 9日 - 15日 - 日本テレビ系列にて、前年に引き続き大型キャンペーン『7daysTV かぞくって、なんだ。』を実施。メインパーソナリティーを笑福亭鶴瓶（落語家・タレント）、キャンペーンサポーターは桝太一アナがそれぞれ2年連続で務めたほか、新たなメインパーソナリティーとして西内まりや（タレント・モデル・歌手・女優）が参加した[221]。同キャンペーンには前年に引き続き各レギュラー番組が参加し（7daysTV#参加番組を参照）、13日には2時間特番『かぞくムービーAWARD2016 笑いと涙の瞬間、もっともっと集めました!』（21:00 - 22:54）が放送された。
- 14日 - 6月5日 - 2016リオデジャネイロオリンピックバレーボール世界最終予選が開催され（女子：5月14日 - 5月22日、男子：5月28日 - 6月5日）、TBS系とフジテレビ系にて連日生中継された[222]。
- 15日 - 日本テレビ系の長寿演芸番組『笑点』（1966年の同日放送開始）が放送50周年を記念し、『笑点50周年記念スペシャル』として通常より30分前拡大の1時間枠で放送[223]。第1部（17時00分 - 17時30分）で13.4%・第2部（17時30分 - 18時00分）で20.1%の視聴率（いずれもビデオリサーチ調べ、関東地区・世帯・リアルタイム）をそれぞれ記録した[224]。
- 19日 - フジテレビ系『バイキング』の生放送中、同番組に出演した小林麻耶（木曜レギュラー）が体調不良を訴え、東京都内の病院に救急搬送されるハプニングが起きた[225]。
- 22日 - 日本テレビ系『笑点』第1回からの唯一の出演者[注 69]であり、2006年5月から5代目司会者を務めた落語家の桂歌丸がこの日、『笑点歌丸ラスト大喜利スペシャル』（通常より55分後拡大の85分枠）内の生放送をもって番組を勇退[226]、番組史上初の終身名誉司会に就任[223]、2018年7月2日に81歳で死去するまで在任した。第1部（17時30分 - 18時00分）で22.7%・第2部（18時00分 - 18時55分）で27.1%の視聴率（いずれもビデオリサーチ調べ、関東地区・世帯・リアルタイム）をそれぞれ記録した[227]。
- 22日 - 6月6日（5日深夜） - テレビ東京系にて『全仏オープンテニス2016』を独占生中継。初日の22日は19時54分より放送され、男子シングルス1回戦・錦織圭対シモーネ・ボレッリ戦は現地パリの悪天候により試合途中で中止となり2日目（23日）に順延となったが[228]、予定を最大の210分延長し、翌23日2時12分（22日深夜）まで放送された[注 70]。なお順延となった錦織出場試合の再開分は日本時間翌24日0時12分から1時まで（23日深夜）録画中継された[229]。また錦織が29日（21:54 - 翌30日3:18（150分延長、29日深夜）[注 70]）の4回戦・対リシャール・ガスケ戦で敗退し[230]、準々決勝・準決勝は中継せずも、錦織の進出有無に関わらず中継予定だった決勝は6月6日1:05 - 4:30（5日深夜。現地時間5日）に放送された[注 71]なお、『乃木坂工事中』は、5月22日に放送予定だった南房総ツアーの模様は、7月3日に延期となった。
- 27日
  - 伊勢志摩サミット2日目のこの日、アメリカ合衆国大統領バラク・オバマが、原爆被爆地である広島県広島市を現職の大統領として初めて訪問、NHK総合・民放各局のニュース・報道番組で大々的に報道。NHKでは『ニュース シブ5時』を休止し16時から18時45分まで特報を伝え、『NHKニュース7』も20時まで30分後拡大して放送した。また、全国向けには民放5大系列にて、広島県域向けには同県域民放各局にて、それぞれ夕方（後者の一部は午後または19時台）に各局別に報道特別番組を編成した[注 72]ほか、NHK総合で22:00 - 23:15に報道特番『“世界へのメッセージ”を読み解く』[232]が放送された。
  - 昼頃、羽田空港で大韓航空機のエンジンが出火し、NHK総合では同日13時のニュースを14時まで拡大放送した。これにより同日の『スタジオパークからこんにちは・第1部』が休止となった[注 73]。
- 29日 - 日本テレビ系『笑点』は、桂歌丸の後任の6代目司会者として、2006年5月から出演している落語家の春風亭昇太が就任し[226][233]、また、大喜利回答者の新メンバーとして、初代林家三平（1980年没）の次男で9代目林家正蔵の実弟でもある2代目林家三平（落語家）がお披露目され[234]、さらに林家たい平を『24時間テレビ』のマラソンランナーに選出したことも発表された[235]。
- 31日 - TBS系『水曜日のダウンタウン』における、お笑いトリオ・安田大サーカスのメンバークロちゃんを救出する企画の中止をこの日、同番組公式Twitterにて発表するとともに、同局が謝罪した[236]。

### 6月
- 3日 - 10日 - フジテレビ系にて、1週間に亘り様々な番組で宇宙をテーマにした企画を行う特別週間『宇宙ウィーク』を実施、最終日10日には「金曜プレミアム」枠にて映画『ゼロ・グラビティ』が地上波で初放送された[237]。
- 7日 - 日本テレビ系で前日6日に放送されたバラエティ特番『超頭脳トレード』にて、俳優の八名信夫（悪役商会所属、元プロ野球投手）を誤って「故人」として表記していたことが明らかとなり[238]、同局はこの日、事実誤認による間違いと認め公式サイトで全面謝罪した[239][240][注 74]。
- 12日 - テレビ朝日系にて、3日に死去したアメリカの元プロボクサー、モハメド・アリの緊急追悼特別番組『モハメド・アリ緊急追悼番組 蘇る伝説の死闘「猪木VSアリ」』[注 75]（20:58 - 23:10）を放送[注 76]。
- 18日 - AKB48 45thシングル選抜総選挙の開票イベントが新潟にて開催。イベントの模様は例年通りフジテレビ系にて生中継[注 77]、平均視聴率は第1部6.2%・第2部8.7%・第3部17.6%（いずれもビデオリサーチ調べ、関東地区・世帯・リアルタイム）を記録[242]。さらにテレビ朝日系にて、イベント終了後の23:15 - 翌0:09枠[注 78]にて『緊急生放送!AKB48総選挙延長戦』を生放送した[243][244]ほか、NHK BSプレミアム『AKB48 SHOW!』も『選抜総選挙生放送スペシャルin新潟』と題し、史上初の2連覇を果たした指原莉乃（HKT48）が生出演し特別生放送が行われた。
- 24日 - イギリスのEU離脱是非を問う国民投票関連報道により、NHK総合が正午のニュースを1時間30分延長した為、連続テレビ小説『とと姉ちゃん』第71回（お昼の部再放送）を13時30分に繰り下げて放送した[注 79]。
- 26日 - TBS系で19日に放送された『珍種目No.1は誰だ!? ピラミッド・ダービー』での「双子見極め対決」において、出演者の姿を映像加工して見えなくし、さらに当初のルールにない脱落とする捏造をしていたことが発覚。同番組に出演した男性顔相鑑定士が22日に自身のブログで告発。同局は同日、番組プロデューサーが本人に謝罪したものの、鑑定士はBPOへの申し立て及び法的手段に訴えることも検討。なお、同件について同局は「事実関係を確認中」とした[245][246][247]が、翌27日になり広報部が「行き過ぎた編集があった」ことを認めたものの、捏造については否定した[248]。BPOの放送倫理検証委員会は7月8日、同番組について審議入りすることを決定[249][250]。また、同委員会は12月6日、「出演者への敬意や配慮を著しく欠いた編集は放送倫理違反」とする意見書を公表した[251]。
- 29日（28日深夜）- 日本テレビで未明帯に放送中のアイドルバラエティ番組『AKBINGO!』、バッドボーイズ（お笑いコンビ）に代わる新MCとして、よしもと所属のお笑いコンビ・ウーマンラッシュアワーが登場[252]。

### 7月
- 1日 - 朝日放送の早朝情報番組『おはよう朝日です』（関西ローカル）にて、2005年4月からアシスタントキャスターを担当していた同局アナウンサーの喜多ゆかりが、「現在妊娠中であり、2016年12月に出産予定である」ことを番組内で報告し、適切な時期を選んで産休に入ることを理由として、番組を降板する予定であることを明らかにした[253]。
- 2日 - 関西テレビのトークバラエティ番組『昼間っから激論バラエティ 胸いっぱいサミット!』のサブ司会を務める八木早希（フリーアナウンサー、元毎日放送アナウンサー）が、同日放送分を最後に産休入りすることを理由に番組を一時降板、翌週9日より川田裕美（同、元読売テレビアナウンサー）に交代。なお、2017年秋に八木早希が休業から復帰した場合には、八木と川田が交互交代で司会を務めることも発表された[254]。
- 5日 - 日本テレビ深夜枠のアイドルバラエティ番組『BINGO』シリーズで、女性アイドルグループ・欅坂46初の冠番組となる『KEYABINGO!』（1:29 - 1:59、関東ローカル）が同日未明（4日深夜）より放送開始。番組MCはお笑いコンビ・サンドウィッチマンが担当[255]（第1シリーズ、9月27日まで放送）。
- 9日・10日 - 東京・杉並公会堂にて「ウルトラマン生誕50周年」を記念して、記念イベント『ウルトラマンの日in杉並公会堂』（TBS・円谷プロ企画制作）が開催された[256][注 80]。
  - 9日にはNHK BSプレミアムにて、ウルトラマン放送開始50周年記念番組『祝 ウルトラマン 50 乱入LIVE! 怪獣大感謝祭』を3時間ワイド生番組として放送。司会を松尾剛・寺門亜衣子（共にNHKアナウンサー）が務め、黒部進、森次晃嗣、団時朗などウルトラシリーズ主演俳優を始めとする多くのゲストが出演した[257]。また同日、テレビ東京系にて新シリーズ『ウルトラマンオーブ』を放送開始（ - 12月24日）。
  - 10日にはCS放送TBSチャンネル1 最新ドラマ・音楽・映画にて16時30分より2時間にわたり『独占生中継!ウルトラマンの日in杉並公会堂〜放送開始50年記念 ウルトラ全43ヒーロー大集結!〜』[258]と題し、同公会堂からの生中継を交えた特別番組が放送された。
- 10日 - 第24回参議院議員通常選挙投開票。NHK・民放各局にて選挙特番を放送。また都道府県選挙区で合区実施に伴い、NHKではアナログ放送終了以来となる都道府県跨ぎの選挙区分政見放送が鳥取・島根の山陰2県で復活、四国では徳島県と高知県で初実施された。
- 11日 - タレントで放送作家、作詞家としても活躍した永六輔が7日に死去（後述）していたことが、この日公表された。各局では永の追悼特別企画を次の通り放送。
  - NHK総合では以下の番組が放送された。
    - 『NHKアーカイブス』では、17日放送分の内容を「永六輔さんが遺したメッセージ」と題し、永が構成を務め、自らも出演した『夢であいましょう』（1961年 - 1966年）と『ばらえてい テレビファソラシド』（1979年 - 1982年）の映像の一部を放送した[259]。
    - 『永六輔が語った視点・論点』（18日 4:30 - 4:40）では、永が過去に出演した『視点・論点』の映像を紹介した[259]。
    - 19日の『クローズアップ現代+』では「“ともだち あなた 戦う心”〜永六輔・最期の言葉〜」と題して久保田祐佳アナウンサーが番組進行し、ゲストも交えて永を語り合う形で放送した[259][260]。

  - 読売テレビ制作・日本テレビ系の長寿旅番組『遠くへ行きたい[注 81]』では、17日の放送内容を、初代旅人を務めた永が出演した当時の映像を紹介する追悼特別企画『遠くへ行きたい 永六輔七転八倒旅語録』に変更[261]。
  - テレビ朝日系『徹子の部屋』では、12日の放送内容を変更し、永の追悼企画を放送した。
  - TBSテレビ『ゴロウ・デラックス』では、29日（28日深夜）放送分を追悼企画として、番組司会でTBSラジオの番組で長年アシスタントを務めた同局アナウンサー外山惠理（当番組2代目アシスタント）が思い出を語ると共に、永の出演回（2014年4月25日〈24日深夜〉放送）の再放送が行われた[262]。
  - また、後述の『FNS27時間テレビ』で行われたナオト・インティライミ（歌手）の27時間100曲ライブの最終歌唱曲として、永が作詞した『上を向いて歩こう』（坂本九）を披露。歌唱前に、かつてフジテレビ系で放送された音楽番組『僕らの音楽』でナオトと永が対談した当時（2012年放送）の映像が流れ、永への追悼の意も込めて熱唱した[263]。
- 20日 - ジャズ評論家を経てタレント・司会者として活躍した大橋巨泉が12日に死去（後述）していたことが、この日公表された。各局では大橋の追悼特別企画を次の通り放送。
  - テレビ朝日系『徹子の部屋』では、訃報が公表された20日の放送内容を大橋の追悼企画に変更した。
  - BS朝日では、21日19時より『ザ・ドキュメンタリー 大橋巨泉がん4度目の闘い〜治す人治さぬ人…命のドキュメント〜』（2015年6月4日本放送）を追悼番組として急遽再放送した[264]。
  - TBS系『中居正広の金曜日のスマイルたちへ』では、22日の放送内容を「金スマ特別編 大橋巨泉さん追悼企画」に変更した。
  - BS-TBSでは、23日14時より『関口宏の人生の詩』にて2015年5月10日に本放送された「大橋巨泉の時代を先取りしたテレビ屋人生」を追悼番組として再放送した。
- 23日 - 24日 - フジテレビ系にて夏恒例の『FNSの日』第30回となる『FNS27時間テレビフェスティバル!』を放送（23日18:30 - 24日21:24）[263]。
- 25日 - TBS系『NEWS23』にて、元同局アナウンサーの雨宮塔子が、新メインキャスターとして登板[265][266]。雨宮が古巣のTBSの番組に出演するのは17年ぶり[注 82]で、報道番組担当はTBS入社1年目の1993年10月から1年間担当していた『あなたにオンタイム』（週末版サブキャスター）以来となる。
- 28日
  - フジテレビ系の朝の情報番組『とくダネ!』の放送回数が同日放送分で4452回となり、同局系の平日午前のワイドショー枠では『小川宏ショー』（1965年 - 1982年）の全4451回の記録を更新した[267]。
  - TOKYO MXやBSフジなどで放送されていたテレビアニメ『レガリア The Three Sacred Stars』が、「本来意図していたクオリティと相違があることを強く認識した」として、制作体制を見直すためTOKYO MXでは同日放送の第4話を持って放送を一旦打ち切り、9月1日から改めて第1話から放送し直すと発表。これに伴いTOKYO MXなどでは8月はつなぎ番組として『TARI TARI』の冒頭と終盤の4話を放送する[268][269]。
- 30日 - フジテレビ系『めちゃ×2イケてるッ!』の特番『〜夏休み宿題スペシャル』に、かつてのレギュラーメンバーで、不祥事により芸能活動から遠ざかっていた山本圭壱（元・極楽とんぼ）が10年ぶりに出演。所属事務所の解雇やその原因となった淫行事件の経緯を自ら語り、最後はかつての相方である加藤浩次や岡村隆史（ナインティナイン）らレギュラーメンバーに土下座で謝罪した[270]。
- 31日 - 2016年東京都知事選挙（14日公示）投開票。この日、NHK総合などで選挙特番を放送。

### 8月
- 1日 - 7月26日に死去したピアニストの中村紘子を偲び、NHK BSプレミアムにて『クラシック倶楽部 中村紘子 ピアノ・リサイタル』（2013年10月20日・サントリーホールにて収録）を放送（5:00 - 5:55）[271]。
- 5日・6日 - 7月31日に61歳で死去した大相撲の第58代横綱千代の富士貢（九重親方）を追悼し、各局で追悼特集番組を放送。
  - 5日、NHK総合では『NHK特集「九州場所 千代の富士の15日間」』（1988年11月28日放送）を再放送（15:15 - 15:56）[272]。
  - 6日のTBS『バース・デイ』では「追悼 昭和の大横綱 千代の富士」と題した特集を放送。
- 7日〜21日、NHKと朝日放送・BS朝日にて、阪神甲子園球場で開催の「第98回全国高等学校野球選手権大会」の模様を連日生中継[注 83]。
  - 大会2日目以降、朝日放送・テレビ朝日系列にて連日深夜（日によっては翌日の未明または早朝）に放送の『熱闘甲子園』は、ナビゲーターは前年に引き続き古田敦也（野球評論家）、またメインキャスターはヒロド歩美（朝日放送アナウンサー）が務めた[273][274]。
- 8日 - 明仁天皇が、7月13日に生前退位の意向が報道されたことについて、天皇自らがその「お気持ち」を国民に伝えるビデオメッセージを同日午後にNHK総合や日本テレビ系列・TBS系列・テレビ東京系列（・一部独立局）が報道特別番組として放送した。
  - テレビ朝日系列は『ワイド!スクランブル拡大スペシャル』を「第2部」に引き続いて放送[注 84]、フジテレビ系列は『直撃LIVE グッディ!・第2部』を通常通り放送し、臨時に系列全局ネットに変更の上、いずれも同番組内で放送した。
  - TBS系列にて19時より2時間の生放送特番『皇室特別番組 陛下82歳「お気持ち」美智子さまと寄り添い共に開く未来への窓』が放送された。
- 15日 - TBS系月曜20時台、『直撃!コロシアム!! ズバッと!TV』の打ち切り終了による後番組として、特番で好評を博した討論バラエティ番組『好きか嫌いか言う時間』をレギュラー放送開始（初回は3時間SP）[注 85]。
- 15日・17日 - 14日に解散発表をしたSMAP全員がレギュラーで出演していた唯一の番組『SMAP×SMAP』（フジテレビ系、関西テレビとの共同制作）は、15日放送分では、冒頭にテロップを表示することで対応[275][276]。17日にフジ・関テレが同番組について両名でマスコミ各社にFAXを提出し「解散に関する発表を受け、継続不可能と判断」として年内での終了を正式決定したことを発表[277]。
- 22日 - NHKは台風9号及び11号関連の報道のため、総合テレビでは当初予定していたリオ五輪閉会式の生中継を急遽中止したほか、午後も『正午のニュース』（25分拡大し12時45分まで放送〈全国枠は12時40分まで〉）と連続テレビ小説『とと姉ちゃん』の昼の再放送以外の番組を全て休止し台風関連ニュースを17時まで放送。その後も、『ニュース シブ5時』（10分繰り下げ・短縮し17時から放送）『首都圏ネットワーク』（関東ローカル）『NHKニュース7』を台風関連ニュースを中心とした内容で放送したほか、21時からの『ニュースウオッチ9』も台風関連ニュースを中心に25分拡大して22時25分まで放送した（22時からの『クローズアップ現代+』は休止）。なお、リオ五輪閉会式については当日19時から21時41分までBS1で録画中継された（なお、このBS1での録画中継は元々から予定されていたものだった）。
- 27日〜28日 - 日本テレビ系にて毎年夏恒例の『24時間テレビ39「愛〜これが私の生きる道〜」』を放送。メインパーソナリティーはジャニーズ事務所所属の4人組グループ・NEWSが2009年（第32回）以来7年ぶり2回目の担当[278]。総合司会を羽鳥慎一（フリーアナウンサー）と水卜麻美（日本テレビアナウンサー）、スペシャルサポーターは徳光和夫（フリーアナウンサー。元同番組総合司会）と今田耕司（タレント）、チャリティーパーソナリティを波瑠（女優）、番組パーソナリティをオリエンタルラジオ（お笑いコンビ）[279]、マラソンランナーは林家たい平（落語家。『笑点』レギュラー）がそれぞれ務めた。なお当初、俳優の高畑裕太（女優高畑淳子の長男）も番組パーソナリティを務める予定だったが、不祥事により出演を見送る措置が執られた[280]。なお、全体の平均視聴率は15.4%（ビデオリサーチ調べ、関東地区・世帯・リアルタイム）で、歴代18位タイを記録[281]。
- 29日 - NHK総合『スタジオパークからこんにちは』の同日放送分（ゲスト：森昌子）に司会予定だった高畑淳子が、長男の不祥事の影響により自ら出演を取り止め、同日の代役司会は榊原郁恵（歌手・女優）が務めた[282]。
- 30日 - NHK総合は、同日早朝から夜にかけての番組編成について、台風10号が東北地方に上陸する可能性があるとして、連続テレビ小説『とと姉ちゃん』を除く全番組（『NHKニュース おはよう日本』など通常のニュース番組除く）を休止し、長時間の台風関連ニュースを終日放送。また翌31日も午前から午後にかけての番組の一部を休止して東北地方の大雨被害関連ニュースを放送した。

### 9月
- 7日 - 日本テレビ系水曜19時台、終了した『真相解明バラエティー! トリックハンター』の後番組として、特番で好評を博したバラエティ番組『1周回って知らない話』をレギュラー放送開始。司会は、特番時代から引き続き東野幸治と川田裕美（フリーアナウンサー、元・読売テレビアナウンサー）[283]。初回は2時間スペシャルで放送された。
- 10日 - 東京ドームで行われたプロ野球「読売ジャイアンツ（巨人）VS広島東洋カープ・22回戦」にて、広島が巨人を6-4で破り、25年ぶりのセ・リーグ優勝を達成。試合の模様はNHK総合で生中継（18:10-18:45、19:30-22:05[注 86]）で全国放送され、同中継の後半（19:30 - 22:05）の平均視聴率が広島地区で歴代2位となる60.3%、また瞬間最高視聴率が71.0%（いずれもビデオリサーチ調べ、広島地区・世帯・リアルタイム）をそれぞれ記録[284]。また、カープの地元である広島地区の各局（NHK広島放送局・中国放送・広島テレビ・広島ホームテレビ・テレビ新広島）は、（深夜または）翌日未明から翌朝にかけて一斉に優勝記念の特別番組を放送した[285]。なお、中国放送『Veryカープ!祝!カープ優勝V7』（11日0:58 - 3:45）はTBSと宮崎放送でも2:53から同時ネットされた[285]。
- 13日 - TBS系『所さんのニッポンの出番!』（2014年10月21日 - ）が同日放送の2時間スペシャルをもって終了、2年の歴史に幕。
- 18日・25日（および12月25日・2017年1月8日） - テレビ静岡制作・フジテレビ系列の公開教養番組『テレビ寺子屋』（フジテレビでは制作局より遅れネットで放送。）が、制作局において1977年4月の放送開始から数えて2000回（9月18日、フジテレビでは12月25日）を達成。それを記念して2週にわたって、かつて同番組のレギュラー講師として親しまれた吉岡たすく（児童文化研究家、2000年没）の講義の中から2本を放送[286]。
- 19日 - テレビ朝日系『ミュージックステーション』の放送30周年記念特別番組として、前年に引き続き大型特番『30周年記念特別番組 MUSIC STATION ウルトラFES』（12:00 - 16:45・17:00 - 19:00・19:00 - 21:48、3部構成）を放送[287]。同日放送にて、歌手の宇多田ヒカルが8年ぶりに『Mステ』に登場。3月まで5年3か月に亘り活動を休止していた宇多田にとって、活動再開後初のテレビ出演となった[288][注 87]。
- 20日 - テレビ朝日系の朝の情報番組『羽鳥慎一モーニングショー』が、9月第3週の平均視聴率で初の民放横並びトップとなる7.7%（ビデオリサーチ調べ、関東地区・世帯・リアルタイム）を獲得したことがわかった[289]。
- 22日
  - バスケットボール・Bリーグが開幕、同リーグ開幕戦「アルバルク東京VS琉球ゴールデンキングス」戦をフジテレビ系で地上波独占生中継（18:30 - 21:04、10分延長）した[290][291]。
  - テレビ朝日系の挑戦バラエティ番組『いきなり!黄金伝説。』（2000年4月 - ）が、同日放送の3時間スペシャルをもって最終回、前身の深夜番組『ココリコ黄金伝説』（1998年 - 1999年）として誕生以来18年の歴史に幕[292][注 88]。
- 23日 - テレビ大阪の夕方ローカルニュース番組『ニュースリアルKANSAI』の金曜版『ニュースリアルFRIDAY』のメインキャスターを2015年4月の番組開始以来務めた長谷川豊（元フジテレビアナウンサー）が同日放送分をもって降板[注 89]。
- 24日 - TOKYO MXの情報番組『週刊リテラシー』が放送終了[294]。
- 24日・25日 - 関西テレビ制作・フジテレビ系『さんまのまんま』（制作局では土曜午後に、フジテレビでは日曜午後にそれぞれ放送）が、1985年4月より31年6ヶ月続いたレギュラー放送を同日分をもって終了[295]。レギュラー版最終ゲストには森昌子（歌手）が出演した[296]。以後は年2回のスペシャル番組となり[295]、10月7日の「金曜プレミアム」枠にて放送の『さんまのまんま 秋の夜長に旬なあの人たちが勢揃いSP』より単発特番として再出発。
- 25日 - テレビ東京系の旅バラエティ番組『ドラGO!』が、前身番組『ドライブ A GO!GO!』から通算して約18年の歴史に幕。
- 28日 - 西武プリンスドームで行われたプロ野球「埼玉西武ライオンズVS北海道日本ハムファイターズ」第25回戦で日本ハムが西武に1-0で勝利し、4年ぶり通算7度目となるパ・リーグ優勝を達成[297]。なお、試合の模様はNHK BS1（101ch）[注 90]で全国中継されたほか、西武の地元・埼玉県のテレ玉の『ライオンズアワー』（19:00 - 21:30[注 91]）、日本ハムの地元・北海道では北海道放送（HBC）で、それぞれ生中継された[注 92]。優勝決定後、道内各局（テレビ北海道を除く、NHK北海道・北海道放送・札幌テレビ・北海道テレビ・北海道文化放送の5局）にて、同日深夜もしくは翌日未明に一斉に優勝記念の特別番組を放送した。
- 29日
  - 日本テレビ系『ZIP!』の木曜日パーソナリティとして出演した関根勤（お笑いタレント）が卒業[注 93]。
  - 日本テレビ『PON!』（中京テレビへもネット）で、2010年3月29日の放送開始から約6年半[注 94]に亘りDJ・ナレーターを務めた「DJ MICKEY」こと坂上みき（ラジオパーソナリティ、元テレビ新潟アナウンサー）が勇退。
- 30日
  - 日本テレビ系
    - 『ZIP!』の2代目女性総合司会を2014年9月29日より約2年間務めた北乃きい（女優）が卒業[298]。
    - 旅バラエティ番組『アナザースカイ』の女性MCを2014年10月3日より約2年間務めた瀧本美織（女優）が、同日放送分を以て卒業[299]。

  - テレビ東京系
    - 平日16時台の生活情報番組『L4 YOU!』が地域限定スポンサードネットを終了、制作局（キー局）以外のネット局（テレビ東京を除く同系列局・関西地区の一部独立局）全局では打ち切り。なお、翌月3日からは純然たる関東ローカルに降格となったが、番組そのものは継続。
    - 金曜19時（18:55 - 19:56）枠にて、教養バラエティ番組『超かわいい映像連発!どうぶつピース!!』を放送開始。お笑いコンビ・オードリーが司会を務める[300]。

  - KBS京都で2008年春から放送されていた昼前のローカル情報番組『ぽじポジたまご』が最終回、8年半にわたる歴史に幕。

### 10月
- 1日 - タツノコプロ製作のアニメシリーズ『タイムボカンシリーズ』[注 95]の最新作となる『タイムボカン24』が読売テレビ・日本テレビ系土曜17時30分枠にて放送開始[注 96]。同作はゲームソフト会社のレベルファイブが企画協力およびキャラクター&メカ原案を担当[301]。
- 2日
  - 日本テレビ系の日曜昼前のトーク番組『誰だって波瀾爆笑』（9:55開始。一部地域除く）が、放送枠を30分後拡大して11時25分までの90分番組としてリニューアル[302]。同時に、モデルでタレントの岡田結実（ますだおかだ・岡田圭右の長女）が新たにMC陣に加入[303]。
  - テレビ朝日系の日曜昼前枠にて、かつて放送された業界バラエティ『もしものシミュレーションバラエティー お試しかっ!』（2008年 - 2015年）の企画で人気を博した『帰れま10』をベースとしたロケバラエティ『帰れまサンデー』（10:00 - 11:15）とその第2部扱いの『帰れまサンデープラス』（11:15 - 11:45）をそれぞれ放送開始（なお、前者は後者を吸収・統合の↑2017年4月9日より16:30 - 17:25へ移動）。
  - TBS系
    - これまで単発番組として開始され、関東ほか一部地域で未明帯にレギュラー放送されたこともあるロケバラエティ番組『バナナマンのせっかくグルメ!!』（バナナマン出演）が日曜18時台後半枠で全国ネットによるレギュラー放送を開始。
    - 毎年秋恒例のコント日本一決定戦特番『Cygames キングオブコント2016』が同日生放送。9代目王者にライス（よしもと所属）が輝いた[304]。

  - テレビ東京系
    - 日曜18時台前半、『ドラGO!』の後継番組で、乗用車にまつわるロケバラエティ『車あるんですけど…?』を開始。MCは片桐仁（ラーメンズ）とトミタ栞（歌手・タレント）が務める。
    - 『日曜ビッグバラエティ』枠にて放送された、第61回『元祖!大食い王決定戦 世界をつかめ!炎の決戦』にて、4月に勇退した中村ゆうじの後任MCとして、肉体派タレントで俳優の照英が新たに就任[305]。

  - フジテレビ系
    - 日曜8時台後半（8:30 - 9:00）にローカルセールスのアニメ枠を新設、第1弾として『モンスターハンター ストーリーズ RIDE ON』を開始[306][307]。なお本作はフジテレビにおいて、約10年ぶりにデイタイム（6時 - 19時）での新アニメ枠[308]で、放送時間が一部重複していた『新報道2001』は7:30 - 8:25に枠縮小となった。
    - 日曜10時枠『ワイドナショー』が第2部『ワイドナB面』を統合して放送枠を20分拡大[注 97]。また、火曜日未明（月曜日深夜）に同番組を時差ネットしていた関西テレビが同日より同時ネットに移行[309]、さらに第1部のみをネットしていたテレビ大分でも2部統合に伴い時間拡大、これによりFNS全28局同時ネットとなった[注 98]。
    - 土曜未明（金曜深夜）枠で好評だった『さまぁ〜ずの神ギ問』が日曜13時枠へ移動（関東地区の場合。一部地域は非ネットもしくは放送日時が異なる）[310]。
- 3日
日本テレビ系
  - 『ZIP!』の3代目女性総合司会に、川島海荷（女優）が就任[311]。また、フィールドキャスターには2016年新人アナウンサーの梅澤廉、佐藤真知子の2名を新たに起用[312]。
  - 『NEWS ZERO』では放送10周年を記念して、特集企画「NEXT10〜次の10年へ」を6日まで4日間にわたり放送[313]。音楽活動を再開した宇多田ヒカルが、同番組のテーマ曲「真夏の通り雨」をスタジオライブで披露[314]、また同番組メインキャスターを務める村尾信尚との対談などを放送した[315][316]。

TBS系
平日（月曜 - 金曜）昼前の放送枠を改編。
  - 10:05 - 10:25枠に料理番組『おびゴハン!』（ローカルセールス枠）を放送開始。講師は柳澤英子（料理研究家）が務め、TBSアナウンサーの山内あゆ、加藤シルビア、宇内梨沙が日替わりでアシスタントとして出演。
  - 昼の大型情報番組『ひるおび!』の「午前」を35分拡大。番組全体の放送開始時刻が、従前より35分前倒しの10:25に変更され（一部地域を除く）、「午前」の新レギュラーコメンテーターに立川志らく（落語家）が加入[317]。

テレビ東京系
  - 平日16時台の生活情報番組『L4 YOU!』（同日から関東ローカル）が、9月まで関東ローカルで放送されていた『みどころ』枠を吸収し、15:55 - 16:54に枠拡大した。

フジテレビ系
  - 『めざましテレビ アクア』の月〜水曜の情報担当キャスターとして、2016年同局新人アナウンサーの堤礼実が登板[318]。また、月・火曜エンタメ&スポーツキャスターに、元テレビ静岡アナウンサーの伊藤弘美が就任[319]。
  - 『めざましテレビ』のレギュラー陣に、元チェッカーズの歌手藤井フミヤの長男で2016年同局新人アナウンサーの藤井弘輝が新登板。なお藤井は『アクア』のニュースコーナーも担当[320]。
  - 平日夕方の放送枠を改編、月曜 - 金曜の15:50 - 16:50にドラマなどの再放送を含むフリー編成枠『メディアミックスα』（関東ローカル）を放送開始[321]。これにより、フジテレビで4月から開始した平日の15時間連続となるほぼ生放送編成はわずか半年で幕を下ろした。
  - 夕方のニュース番組『みんなのニュース』平日版がリニューアル。上記関東ローカル枠での『メディアミックスα』新設に伴って全体の放送時間を16:50 - 19:00に短縮すると共に[321]、番組内容も事件・事故や政治・外報ニュースを扱う「ニュースゾーン」とスポーツ、カルチャー等の話題を扱う「ハッピーゾーン」を設け、ニュースゾーンのサブキャスターに椿原慶子（同局アナウンサー）、ハッピーゾーンのサブキャスターに生野陽子（同）を据え、9月までフィールドキャスターを担当していた内田嶺衣奈（同）を「ハッピーゾーン」担当に回し、永尾亜子（2016年新人アナウンサー）が「ニュースゾーン」担当として新規加入[322]。尚、メインキャスターの伊藤利尋は不変[322]。

5大系列局のローカル編成・独立局・BS
  - 毎日放送の午後の情報番組『ちちんぷいぷい』の第1部（13:55 - 15:50）を南日本放送（MBC、鹿児島県）に番販ネットを開始。これによりネット局はこの時点の2局（MBS・HBC）から3局に拡大[323]（後にHBC・MBCともにネット終了[注 99]）。
  - 朝日放送
    - 早朝の情報番組『おはよう朝日です』は、産休のため降板する喜多ゆかり（同局アナウンサー）の後任の新アシスタントとして、同局入社3年目の川添佳穂（同）が登板[324][325]。
    - 夕方のローカルニュース番組『キャスト』では『おは朝』に異動した川添の後任リポーターとして2016年新人アナウンサーの澤田有也佳が新登板[325]。

  - TOKYO MXの平日正午枠（12時 - 13時）に情報番組『ひるキュン!』を新設し放送開始。同番組ではメイン司会を田中みな実（元TBSアナウンサー）が一週間通しで務め、田中の曜日別パートナーとして井上裕介（NON STYLE、月曜）、サンプラザ中野くん（歌手、火曜）、木本武宏（TKO、水曜）、蟹江一平（俳優、木曜）、ゴリ（ガレッジセール、金曜）の5名がそれぞれ出演[326]。また本番組はエムキャス対応番組として提供される[326]。
  - KBS京都は、昼前のローカル情報番組を一新し『おやかまっさん』（平日10:30 - 11:55）のタイトルで新たに放送開始。メインMCはマッハ文朱（タレント、元女子プロレスラー）が務める。
  - BS日テレでは、平日11時枠[注 100]にて、高橋真麻（タレント、フリーアナウンサー）司会の冠情報バラエティ番組『真麻のドドンパッ!』を放送開始[327]。
  - BSフジのクイズ番組『クイズ!脳ベルSHOW』がこの週より、これまでの週1回（水曜22時枠）から月〜木曜22時枠の帯番組へ移行。
- 4日 - テレビ東京系『開運!なんでも鑑定団』の新アシスタントとして、同局2016年新人アナウンサーの片渕茜が新たに加入[328]。
- 5日
  - NHK Eテレにて、過去に特番で放送され好評を博したトーク番組『ねほりんぱほりん』（水曜23:00 - 23:30）がレギュラーで放送開始。MCは山里亮太（南海キャンディーズ）とYOU（タレント・女優）が務める[329]。
  - TOKYO MX『バラいろダンディ』にて、2014年4月の放送開始から2年半MCを務めた長谷川豊が前日で降板したことを、この日の番組冒頭にて、MCの阿部哲子が発表。これにより長谷川のレギュラー番組が全滅[330]。
- 6日
  - 日本テレビ系『ZIP!』の木曜日第3代パーソナリティとして、田中直樹（ココリコ）が登場[331]。
  - フジテレビ系『めざましテレビ アクア』木曜・金曜のメインキャスターに同局アナウンサーの宮澤智が、情報担当キャスターには2016年新人アナウンサーの鈴木唯がそれぞれ登板[318]。
- 7日
  - 東京・銀座でリオデジャネイロオリンピック・パラリンピックのメダリストらの合同祝勝パレードが行われ、NHK総合と民放各局（テレビ東京を除く）でその模様を放送した。
    - NHK総合では10時40分から11時30分まで生中継（ゲスト：室伏広治／元男子ハンマー投選手、アテネオリンピック金メダリスト）。
    - 日本テレビでは、朝の情報番組『スッキリ!!』の第2部に引き続いて、特設枠『スッキリ!!超拡大メダリストパレードたっぷり見せますSP』（10:25 - 11:30）を別途設けて放送した（一部地域除く）。
    - フジテレビ系では昼ニュース『FNNスピーク』の通常放送を、36分前拡大となる10:54[注 101] - 11:55に拡大SPとして、それぞれ生中継で放送した。
    - テレビ朝日系では『ワイド!スクランブル・第1部』、TBS系では『ひるおび!』の「第0部」・「午前」内でそれぞれ生中継した。

  - フジテレビ系『めざましテレビ』の金曜日の新コーナーとして、モデルでタレントのローラによる料理コーナー「ローラの休日」を開始[332]。
  - 日本テレビ系『アナザースカイ』の新女性MCに、中条あやみ（女優・モデル）が同日放送の1時間スペシャルから就任[333]。
- 8日 - BS日テレにて、昭和のヒット曲に限定した歌謡ランキング番組『歌え!昭和のベストテン』（土曜21:00 - 21:54、初回は22:54までの2時間SP）を放送開始。司会は太川陽介（俳優・タレント、元歌手）と西田あい（歌手）が務める[注 102][334]。
- 10日
  - NHK総合にて体育の日のこの日、2020年東京オリンピック・パラリンピックへのキックオフデーとして『東京2020 12時間スペシャル →2020』と題し、8時15分 - 20時45分までの12時間テレソン特番を生放送（中断あり）。総合司会は同局アナウンサーの武田真一・有働由美子が務め、19時30分からは嵐司会による『嵐スタジアム』を放送した[335]。また22時からの『NHKスペシャル』では「東京2020 レガシー 未来に何を残すのか」を放送した。
  - 日本テレビ系で中継放送した「プロ野球セントラル・リーグクライマックスシリーズファーストステージ・巨人VS横浜DeNA」第3戦は、地上波中継終了予定の16時53分を過ぎても試合が延長11回まで縺れたことにより、地上波での野球中継後続の夕方ニュース番組『news every.』の第2部（16時53分 - 17時53分）全編および第3部（17時53分 - 19時）内で野球中継を続行する形を採り、試合終了（結果はDeNAが4-3で勝利）まで中継を行った（こちらも参照）。
- 11日・18日・25日 - 関西テレビ制作・フジテレビ系の火曜21 - 23時台の3枠を順次改編。21時台は11日より、火曜22時枠連続ドラマが21時台と枠交換する形で、火曜21時枠連続ドラマを新設[336][337]。22時台は18日より、枠交換によりバラエティ番組枠となり『有吉弘行のダレトク!?』を、23時台から移動し1時間に拡大（枠移動・拡大後初回は30分後拡大）[310]。なお23時台の『ダレトク!?』の移動に伴う後番組には25日から『＃nakedEve』を新たに開始[310][338]。
- 13日
  - 日本テレビ他で放送の旅バラエティ番組『東野・岡村の旅猿 プライベートでごめんなさい…』は同日未明（12日深夜）からシーズン10を放送開始。同時に関東地区では日曜昼前から木曜未明（水曜深夜）へ枠移動となった[339]（ - 2017年3月30日）。
  - テレビ朝日系木曜19時枠、『いきなり!黄金伝説。』の後番組として、日曜19時台から『日本人の3割しか知らないこと くりぃむしちゅーのハナタカ!優越館』を放送枠移動、同日の2時間スペシャル（19:00 - 20:54）から放送[340]。
  - TBS系でかつて放送されたランキング形式の歌謡番組『ザ・ベストテン』（1978年 - 1989年）をモチーフとした歌謡ランキング番組『昭和歌謡ベストテン』（木曜21:00 - 21:54）がBS-TBSにて放送開始。司会は関根勤（タレント）と長峰由紀（TBSアナウンサー）のコンビ[341]。
- 16日
  - 日本テレビ系『ザ!鉄腕!DASH!!』『世界の果てまでイッテQ!』の日曜ゴールデン枠2大番組のレギュラー出演者による初の相互乗り入れ特番『ザ!鉄腕!DASH!!×世界の果てまでイッテQ! はじめての交換留学SP』を放送。『DASH』からは城島茂（TOKIO）が、『イッテQ!』からは手越祐也（NEWS）とイモトアヤコがそれぞれ互いの番組に「留学」した[342]。
  - テレビ朝日系『雨上がり決死隊のトーク番組アメトーーク!』のゴールデン版『日曜もアメトーーク!』が日曜19時枠（18:57 - 19:58）で放送開始（初回は2時間SP[343]）。なお、従来の木曜ネオバラエティ枠『アメトーーク!』は継続、『アメトーーク!』は週2回の放送となった[340][注 103]。
  - TBS系でかつて日曜20時枠にて放送されたクイズバラエティ番組『クイズ☆タレント名鑑』（2010年8月 - 2012年3月）が4年半ぶりに復活、新番組『クイズ☆スター名鑑』として放送開始（18:55 - 19:56、初回は2時間SP）[344]。MCは『タレント名鑑』から引き続き田村淳（ロンドンブーツ1号2号）と、枡田絵理奈（元TBSアナウンサー）が務める他、レギュラーパネリストも田村亮（ロンドンブーツ1号2号）、有吉弘行、おぎやはぎが続投する[345]。
  - テレビ東京系『モヤモヤさまぁ〜ず2』のアシスタントを3年半務めた狩野恵里（同局アナウンサー）が、同日放送の『卒業スペシャルinハワイ』をもって卒業[346]。なお同日は通常より1時間拡大して20:54まで放送した[343]。
- 18日
  - TBS系火曜19時枠、『所さんのニッポンの出番!』の後番組として、日曜19時台から『この差って何ですか?』を放送枠移動、同日の2時間スペシャル（19:00 - 20:54）から放送。
  - プロ野球・広島東洋カープ投手の黒田博樹が現役引退を表明。これにより、テレビ新広島では19時より、フジテレビ制作の番販による同時ネット番組『優しい人なら解ける クイズやさしいね 2時間スペシャル』[注 104]を急遽『緊急特番 TSSみんなのテレビ カープ黒田投手引退会見』に差し替えて放送した[347][348]ほか、中国放送は『水戸黄門・第37部』の再放送を休止し『ニュース6緊急特番・黒田投手 今季限りで引退へ』を、カープOBの安仁屋宗八（RCC野球解説者）をゲストに迎えて放送[349]し、広島テレビでは翌日未明（当日深夜）に『緊急特別番組 カープ黒田博樹投手 現役引退へ』（19日0:59 - 1:29）をそれぞれ放送した[350]。
- 20日 - TBS系で16日に放送した『サンデーモーニング』の「週刊御意見番」で中央大学が箱根駅伝予選会で予選落ちしたニュースを紹介した際、コメンテーターの張本勲（野球評論家）が「情報によると内紛があるらしい」と発言したことに対し大学側が抗議していた問題で、同局は「事実と異なる表現があった」として番組HPに謝罪文を掲載[351]。しかし、23日の番組内での謝罪及びテロップ対応は拒否した[352]。
- 21日 - 14時7分に、鳥取県中部を震源とする震度6弱の地震（鳥取県中部地震）が発生し、NHK及びテレビ東京を除く民放キー4局は発生直後から通常の報道・情報番組の内容を地震関連に変更する対応を取ったり、通常の報道・情報番組または通常のドラマ再放送枠を打ち切った上で報道特別番組を編成する対応を取って伝えた。
- 22日 - テレビ朝日の紀行番組『じゅん散歩』のスペシャル番組として『じゅん散歩超デラックス〜若大将とまさかの爆笑ゆうゆう散歩 ちい散歩から10年!名場面も一挙公開〜』をこの日放送（9:55 - 11:40、関東ローカル）。同番組の放送1周年はもちろん、2006年4月放送開始の『ちい散歩』（ - 2012年5月4日）からスタートした散歩シリーズの放送10周年記念として、第3代散歩人を務める高田純次（タレント）と、前番組『若大将のゆうゆう散歩』（2012年5月7日 - 2015年9月25日）で第2代散歩人を務めた加山雄三（歌手・俳優）の新旧散歩人の合体散歩（浅草〜丸の内周辺）をメインに、歴代散歩人の名場面集や、初代散歩人を務めた地井武男（俳優、2012年6月29日没）を偲ぶ企画も放送した[353]。
- 23日
  - テレビ東京系『モヤモヤさまぁ〜ず2』の3代目アシスタントとして福田典子（同局アナウンサー）が新登板[354]。
  - NHK BS1では20日に死去した元ラグビー選手の平尾誠二（53歳没）を追悼し、18:00 - 20:50（途中でBSニュース中断挟む）の枠で『伝説の名勝負「不屈の闘志激突!'85年ラグビー日本選手権」』（2012年1月2日放送）を特別番組として放送した[355]。
- 26日 - TBS系で9日に放送した『オール芸人お笑い謝肉祭'16秋』において、出演者が下半身を露出するなど下品な内容があったとして、BPOの放送と青少年に関する委員会が同番組について審議入りを決定。BPOの決定についてTBSは「今回の審議入りについて重く受け止め、また真摯に協力する」とコメントした[356]。
- 27日 - テレビ朝日系『羽鳥慎一モーニングショー』にて、20日に放送された慶應義塾大学広告研究会の集団暴行事件の話題について、報道の内容が不適切だったことを同番組アシスタントの宇賀なつみ（同局アナウンサー）が謝罪した[357]。
- 28日 - フジテレビ系金曜19時台（一部地域除く）にて、特番で人気を博した、視聴者からの悩み事を相談する情報バラエティ番組『その原因、Xにあり!』を放送開始。司会は恵俊彰[310][358]。
- 29日 - プロ野球日本シリーズ「広島VS日本ハム」、同日マツダスタジアムで行われた第6戦で日本ハムが勝利し、4勝2敗で日本一を達成（こちらも参照）。日本ハムの日本一を受け、NHK北海道・札幌テレビ・北海道放送・北海道テレビの道内4局では翌30日未明（当日29日深夜）に日本ハムの優勝特番を放送。
- 30日 - テレビ朝日系『日曜洋画劇場』が放送50周年[注 105]を記念して、同日放送の『日曜エンタ・日曜洋画劇場』15分短縮版（放送作品：『バイオハザードII アポカリプス』、21:15 - 23:10[注 106]）から50周年限定オープニング映像を放送[359]（こちらも参照）。なお、翌2017年春で『日曜洋画』自体が完全終了したため、この50周年限定オープニングは短期間で終わった。
- 31日 - テレビ朝日系『ワイド!スクランブル』の「第1部」が、関東地区のみ同日より5分前倒し拡大、10時25分開始となる[注 107]。

### 11月
- 1日 - 12月28日、フジテレビ系『直撃LIVE グッディ!』は、司会を務める高橋克実（俳優）が12月に出演の舞台演劇『ナイスガイ in ニューヨーク』の稽古期間は11月については水・木曜のみ出演し、舞台本番の12月は全放送を休演。この為、高橋不在の間の代打MCとして八嶋智人（俳優）が登板した[360]、八嶋は同番組の代打MCとして11月は月・火・金曜を、12月はすべての曜日をそれぞれ担当した[360]。
- 5日
  - 広島東洋カープのセ・リーグ優勝記念凱旋パレードが広島市内で行われ、NHK広島放送局・中国放送・広島テレビ・広島ホームテレビ・テレビ新広島の県内全5局が特別番組を編成し、その模様を生中継した[361]。また、午後から本拠地のマツダスタジアムにて行われた優勝報告会および黒田博樹引退セレモニーは、RCC・HTV・HOME・TSSの民放4局が特別番組として放送[362]。
  - 関西テレビ土曜14時台後半にて、岡村隆史（ナインティナイン）と田村亮（ロンドンブーツ1号2号）がMCを務めるトーク番組『おかべろ』（フジテレビ以外の同系列局の一部でも番販遅れネットを実施）を開始[363]。
- 6日 - フジテレビ系日曜19時 - 20時54分にて、古舘伊知郎が司会を務める大型バラエティ番組『フルタチさん』を開始[364][注 108]。古舘にとっては『報ステ』降板後初のテレビレギュラー番組となるのは勿論、同局系では約16年ぶりに司会を担当。また古舘は9日（8日深夜）より同局系の水曜0時25分 - 0時55分枠（火曜深夜）の新トーク番組『トーキングフルーツ』でも司会を務める。
- 7日 - 13日 - 日本テレビ系列にて、前年に引き続き、1週間に亘り様々な番組で「からだ」をテーマにした企画を行う特別週間「カラダWEEK」を実施。キャプテンは上田晋也（くりぃむしちゅー）、マネージャーはお笑いコンビ・ハリセンボンと、モデルで女優の中村アンが務めた[365]。
- 7日 - テレビ東京が港区六本木3丁目の住友不動産六本木グランドタワー内の新本社から放送開始、これに合わせて平日のニュース番組を一新。
  - 4日終了の『NEWSアンサー』（2011年10月 - 2016年11月）に代わり、夕方の経済ニュース番組『ゆうがたサテライト』（月 - 金曜16:54 - 17:45[注 109]）を開始。メインキャスターは同局アナウンサーの狩野恵里、フィールドキャスターは同局報道記者の進藤隆富がそれぞれ担当[366]。
  - 『ワールドビジネスサテライト（以下『WBS』と記す）』も出演者が一部交代及びシフト変更。前週まで「トレたま」コーナーのリポーターだった相内優香（テレビ東京アナウンサー）が火曜・木曜・金曜のフィールドキャスターに回り、相内の後任の同コーナーリポーターには新人アナウンサーの片渕茜が起用され、月曜・火曜の同コーナーを担当[367]。
  - 朝の情報番組『モーニングチャージ!』もリニューアル[368]し、これで『Newsモーニングサテライト』から『WBS』までテレ東系では1日を通して4つの報道・情報番組全てで経済ニュースを放送する体制となった[369]。
- 9日 - アメリカ大統領選挙投開票日（現地時間：8日）のこの日、大統領選挙関連の報道特別番組をNHKならびに民放地上波5大系列で放送。
- 10日 - 13日 - 野球日本代表（侍ジャパン）の強化試合（10日・11日：対メキシコ戦、12・13日：対オランダ戦、東京ドーム）をTBS系及びテレビ朝日系でそれぞれ中継（いずれも当日放送の地上波と同系列のBSデジタル局にて、地上波で放送のない時間帯には、必要に応じてトップ中継またはリレー中継を実施）[370]。
- 12日 - NHK総合にて、10月25日に死去した登山家の田部井淳子（77歳没）の追悼番組として『田部井淳子さんをしのんで〜100年インタビュースペシャル〜』（16:40-17:30）を放送した[注 110]。
- 15日 - 日本テレビ系『今夜くらべてみました』のMC陣にSHELLYが産休から9か月ぶりに復帰、同日の放送から再登板し、徳井義実（チュートリアル）・後藤輝基（フットボールアワー）・指原莉乃（HKT48）とのMC4人体制に[372]。これに伴いタイトルも番組史上最長となる『徳井と後藤と麗しのSHELLYと芳しの指原が今夜くらべてみました』に再変更。
- 20日
  - 北海道内で2つのプロスポーツに関連するイベントが行われ、道内各局（NHK北海道・北海道放送・札幌テレビ・北海道テレビ・テレビ北海道・北海道文化放送）で特別番組が編成された。
    - 北海道日本ハムファイターズのパ・リーグ優勝ならびに日本一を記念したパレードが札幌市内で開催されるにあたり、テレビ北海道を除く各局で特別番組を編成しパレードの模様を生中継[373]。なお、テレビ北海道は毎週日曜午前に放送されている『けいざいナビ北海道』の中で、パレードの現場からレポートを挿入[374]。
    - 明治安田生命J2リーグ第42節で首位北海道コンサドーレ札幌はツエーゲン金沢と0 - 0の引き分けとなり、9年ぶり3回目のJ2リーグ優勝と5年ぶり5回目のJ1昇格が決定。この試合の模様は、テレビ北海道において生中継（14:00 - 15:57）されたほか、道内全局で、翌21日未明（当日深夜）に優勝記念の特別番組を編成し、一斉に放送した[375]。
- 21日 - 27日 - テレビ東京系にて「テレ東→六本木3丁目移転プロジェクト」の一環として、一週間に亘りゴールデンタイムにて特別番組を編成する「テレ東変わるWeek」を実施[376]。
- 22日 - 5時59分頃（JST）、福島県沖を震源とするM7.3の地震[注 111]が発生し津波警報が発令された。当時NHKでは総合テレビで『NHKニュース おはよう日本』を放送中であったが、津波警報発令直後の6時02分頃をもって同番組を即刻打ち切り終了とし、全放送波で緊急警報放送に切り替えた。また民放キー局では朝の情報番組時間帯であったことから、福島県沖地震及び津波警報について詳細に伝えた。
  - NHK総合では正午前まで地震・津波関連の緊急報道特番を放送（一部時間帯はEテレ・BS1・BSプレミアムでもサイマル放送）したほか、総合テレビの正午の全国ニュースは地震・津波関連ニュースを中心に12時40分まで拡大放送された。なお、連続テレビ小説『べっぴんさん』（第44回）は総合では昼の再放送枠（12:45 - 13:00）を本放送扱いとするなど、放送予定に変更が生じた（詳細はこちらを参照）[注 112]。
  - テレビ朝日系では『羽鳥慎一モーニングショー』の通常放送に引き続き、ANN報道特別番組扱いで『〜拡大SP』（9:55 - 10:25）も別途放送[注 113]したほか、TBS系でも9:55 - 10:25枠にJNN報道特別番組を放送した。
- 23日 - NHK総合およびBS-TBS、BSスカパー!にて、プロサッカーJリーグの年間王者決定戦『Jリーグチャンピオンシップ2016』準決勝「川崎フロンターレ対鹿島アントラーズ」』（川崎市等々力陸上競技場）を生中継（NHK総合は13:50 - 16:00）。試合は1-0で鹿島が勝利し決勝進出。
- 24日 - NHK総合にて、明石家さんまが司会の音楽特別番組『第1回明石家紅白!』（19:30 - 20:43）が放送。さんまがNHKの番組で司会を務めたのはこれが初で、『明石家紅白!』は翌2017年6月10日（9日深夜）に第1回の拡大版を放送し、6月26日には『第2回』が放送されている。
- 27日 - 朝日放送制作・テレビ朝日系列『大改造!!劇的ビフォーアフター SeasonII』が終了、レギュラー放送としては第1期との通算で11年8か月の歴史に幕を下ろし、シリーズは翌年から再度不定期特番に移行した[378][注 114]。
- 28日 - 歌手のASKAが執行猶予中に覚醒剤取締法違反（使用）で再逮捕[379]。各局の午後のワイドショー番組においてASKA逮捕の一報（この時点では逮捕状請求）を速報テロップで伝えたが、このうち『情報ライブ ミヤネ屋』（読売テレビ制作・日本テレビ系）では、放送終了後に司会の宮根誠司と芸能レポーターの井上公造が逮捕前のASKAに対し電話を使ったインタビューを敢行[380]。この模様は、翌日の同番組ならびに『NEWS ZERO』、また翌30日の日テレ系各報道・情報番組でも放送された。なお、ASKAは証拠不十分で12月19日に釈放された。
- 29日 - ジャニーズ事務所所属のアイドルグループ・V6のメンバー、長野博が結婚を発表。同日、日本テレビ系で生放送された恒例の歌謡特番『日テレ系音楽の祭典 ベストアーティスト2016』に出演し報告、同番組内でV6メンバーや、総合司会を務めた櫻井翔（嵐）らから祝福を受けた[381]。
- 30日 - 乳がんの治療のため、約1年間芸能活動を休止していた北斗晶（タレント、元女子プロレスラー）が、かつてレギュラー出演していたTBS系『あさチャン!』[注 115]にこの日生出演しテレビ復帰[382]。

### 12月
- 1日 - 読売テレビ『朝生ワイド す・またん!』（関西ローカル）は、2010年3月の番組開始から司会を務めた吉田奈央（同局アナウンサー）が同日放送を以て産休入りの為降板[383][384]。
- 3日 - 明石家さんまとSMAPの冠番組であり、年末年始恒例の特番として好評を博した日本テレビ系『さんま&SMAP!美女と野獣のクリスマススペシャル』とフジテレビ系『さんタク』（後者は木村拓哉と共演）の両番組について、SMAPの解散に伴い、ともに打ち切りとなったことがわかった。同日、さんまがパーソナリティを務めるラジオ番組にて、自ら明言した[385]。
- 4日 - 朝日放送・テレビ朝日系にて年末恒例の漫才日本一決定戦『M-1グランプリ2016』が生放送。第12代王者に銀シャリ（よしもと所属）が輝いた[386]。
- 5日
  - TBS系「第49回日本有線大賞」が放送された。司会は高橋英樹と小島瑠璃子。
  - 体調不良のため11月3日から活動休止していた歌手の華原朋美が、自身が月曜日レギュラーとして出演している日本テレビ『PON!』に生出演、同日から復帰。華原は同番組の出演を10月31日放送分から約1ヶ月休止していた[387]。
  - お笑いコンビ・くりぃむしちゅーの有田哲平が同日放送の『しゃべくり007 冬の2時間SP』（日本テレビ系）のオープニングトークの中で、一般女性と結婚したことを報告[388]。
- 7日 - 読売テレビ『朝生ワイド す・またん!』にて、2013年から出産・育児により3年8ヶ月休業していた虎谷温子（同局アナウンサー）が同日より復帰し、水・木曜の司会を担当[383]。これに伴い出演者をシフト変更し、諸國沙代子（同）が月・金曜の司会担当に[384]。
- 8日 - 18日 - 日本テレビ系列地上波・BS日テレに於いてサッカー国際大会『FIFAクラブワールドカップ2016』（市立吹田サッカースタジアム／横浜国際総合競技場）を大会期間中に生中継[389]。なお、18日に決勝が行われ、スペインの名門クラブレアル・マドリードが優勝したが、Jリーグから出場の鹿島アントラーズの健闘もあり、大会最高視聴率26.8%（瞬間最高は36.8%。ともにビデオリサーチ調べ、関東地区・世帯・リアルタイム）を記録した[390]。
- 9日 - 読売テレビ・日本テレビ系アニメ『名探偵コナン』の20周年を記念して、同アニメの2時間SP『名探偵コナン エピソード“ONE” 小さくなった名探偵』を『金曜ロードSHOW!』枠にて放送[391]。
- 10日 - フジテレビ系『土曜プレミアム』枠にて、木村拓哉主演の劇場映画『HERO（2015年版）』を地上波初放送[392]。
- 13日 - お笑いコンビ・NON STYLE（よしもと所属）の井上裕介の交通不祥事を受け、BSジャパンでは、井上が司会を務めるバラエティ番組『結婚式、挙げてみませんか?』（火曜23:30 - 24:00）の同日の放送を中止とした[393]。また、井上は月曜レギュラーを務めるTOKYO MX『ひるキュン!』も19日放送より休演、当面は代役で対応。年末年始特番の出演を全てキャンセルした（ただし、当面の間は相方の石田明が単独で活動する）。
- 15日 - NHK総合『所さん!大変ですよ』のアシスタントを2015年開始のレギュラー版第1回から担当していた久保田祐佳（NHKアナウンサー）が、同日放送のエンディングにて、産休入りのため卒業することを発表[394]。
- 16日 - この日午後、安倍晋三首相とロシアのウラジーミル・プーチン大統領の2回目の首脳会談が総理大臣官邸で行われ、NHK総合と民放各局は会談後の共同記者会見の模様を生中継で放送した。
- 19日 - フジテレビ系『SMAP×SMAP』（関西テレビ・フジテレビ共同制作）で1996年4月15日の放送開始時から続いた名物コーナー「BISTRO SMAP」が同日放送で最終回を迎え、最終ゲストとしてタモリが出演。平均視聴率は16.3%（ビデオリサーチ調べ、関東地区・世帯・リアルタイム）を記録した[395]。
- 20日 - テレビ東京系『開運!なんでも鑑定団』の同日放送分にて、出品された天目茶碗が曜変天目茶碗と鑑定され、25,000,000円という高値を記録。これについて、レギュラー鑑定士の中島誠之助（骨董屋「からくさ」店主）曰く「（番組22年の歴史の中で）最大の発見」とした[396]。
- 23日 - BS日テレの報道番組『深層NEWS』は新年（2017年）からの番組リニューアル断行に伴い、番組開始当初からメインキャスターを務めた小西美穂（日本テレビ報道記者）、隔週金曜日のメインを担当した岸田雪子（同）、同じく下川美奈（同）らといったレギュラー出演者が同日放送をもって退任[397]。
- 24日
  - TBS系
    - 同日放送の『新・情報7days ニュースキャスター』番組内にて、元プロ野球選手の清原和博のインタビューを放送。なお、清原のテレビへの出演は2月の覚醒剤取締法違反容疑での逮捕後初[398]。
    - 1994年4月に『チューボーですよ!』として開始した堺正章司会の料理バラエティ番組『新チューボーですよ!』（2013年11月 - ）が終了。クリスマス・イヴのこの日『〜最終回ですよ!スペシャル』と題し、翌25日0:15までの15分後拡大SPとして放送し、ゲストに俳優の唐沢寿明と、番組の初代アシスタントを務めた雨宮塔子（元TBSアナウンサー）が出演し、前身番組から通算して22年9か月の歴史に幕[399]。

  - テレビ東京系『ウイニング競馬』の司会を2015年1月より2年間務めた鷲見玲奈（同局アナウンサー）が、「第61回有馬記念」開催前日のこの日の放送を最後に卒業[400]。
- 25日 - 1960年に日本教育テレビ（NET、後のテレビ朝日）で放送開始し、1967年4月16日から東京12チャンネル→テレビ東京で放送してきた長寿医療情報番組『話題の医学』（日本医師会企画・制作）が終了。テレビ東京で49年9ヶ月、NET時代から通算して56年の歴史に幕[401]。
- 26日 - フジテレビ系『SMAP×SMAP』（関西テレビ・フジテレビ共同制作）が最終回。番組史上最長となる5時間特番『SMAP×SMAP FINAL』（18:30 - 23:18、288分）をもって、20年9か月・全920回にわたる放送の歴史に幕[402]。なお、SMAPはこれがグループとしての最後のテレビ出演となった[403]。視聴率は、第1部（18:30 - 19:00）が14.1%、第2部（19:00 - 22:00）が17.4%、第3部（22:00 - 23:18）が23.1%をそれぞれ記録した（いずれもビデオリサーチ調べ、関東地区・世帯・リアルタイム）[404]。
- 27日
  - 日本テレビ系『ZIP!』
    - 火曜日パーソナリティの眞木大輔（MAKIDAI）が、24日にコンサートのため、北海道亀田郡七飯町の国道を自動車で移動走行中にトラックとの衝突事故に遭遇、全治2〜3ヵ月の重傷を負い入院、同日の番組を欠席した[405]。なお同日の放送では代役を立てずに放送、また、MAKIDAIからのメッセージが司会の桝太一（同局アナウンサー）から代読された。
    - 系列局の読売テレビ『朝生ワイド す・またん!』では、2011年10月5日より火曜日司会を務めた中谷しのぶ（同局アナウンサー）が同日の放送を以て諸事情により番組降板することを発表[406]。
- 28日 - 21時38分ごろ、茨城県北部を震源とする最大震度6弱の地震が発生。
  - NHK総合『ニュースウオッチ9』は予定ニュースを地震情報に切り替え22時30分まで拡大して放送した。また、日本テレビ系『1億人の大質問!?笑ってコラえて!年末スペシャル』は第2部（21:46 - 23:30）の冒頭で日テレNEWS24を伝えた後第2部本編に入り、テレビ朝日系『帰れま10!史上最大の挑戦!朝・昼・夜3軒連続帰れまトライアスロン!』も途中で中断し地震速報を伝えた後再開。
  - TBS系で放送していた『実録!犯罪列島2016 怒りの直接対決3連発!婚活サギ師追跡458日逮捕まで完全激撮』は終盤で地震ニュースに切り替わり終了まで放送できず、このため、2017年1月9日未明（8日深夜）に急遽未放送部分を盛り込む形で再編集版『実録!犯罪列島 婚活サギ師直接対決SP』として放送されることになった[407]。
- 29日 - 日本テレビ報道記者の岸田雪子が、2006年4月の番組開始から務めた『スッキリ!!』と、2010年4月から務めた『情報ライブ ミヤネ屋』（読売テレビ制作）両番組のニュース担当をそれぞれ卒業[408]。
- 30日 - TBS系にて『第58回輝く! 日本レコード大賞』を生放送（18:30 - 22:00[注 116]、210分（事前枠を含め270分））[409][410]。大賞は西野カナが歌唱した「あなたの好きなところ」が受賞[411]。なお平均視聴率は19:00 - 22:00が14.5%（ビデオリサーチ調べ、関東地区・世帯・リアルタイム）を記録、前年比1.5ポイント増[412]。
- 31日
  - 『第67回NHK紅白歌合戦』（第1部…19:15 - 20:55・第2部…21:00 - 23:45、合計260分）を生放送。紅組司会は有村架純（女優。初）、白組司会は相葉雅紀（嵐。2年ぶり6回目、個人では初）、総合司会は武田真一（NHKアナウンサー、初）がそれぞれ担当。前年に続き紅組が優勝。平均視聴率は第1部が35.1%[413]、第2部が40.2%（いずれもビデオリサーチ調べ、関東地区・世帯・リアルタイム）を記録、第2部は前年比1.0ポイント増[414]。
  - テレビ東京系『土曜スペシャル』の人気シリーズ『ローカル路線バス乗り継ぎの旅』を劇場映画化し、この年公開された『ローカル路線バス乗り継ぎの旅 THE MOVIE』を地上波テレビ初放送。
- 31日 - 2017年元日未明 - 日本テレビ系にて『ダウンタウンのガキの使いやあらへんで!!』の大晦日恒例「笑ってはいけないシリーズ」の第11弾『絶対に笑ってはいけない科学博士24時』（31日18:30 - 翌2017年元日0:30、360分）を放送[415]。平均視聴率（ビデオリサーチ調べ、関東地区・世帯・リアルタイム）は第1部（18:30 - 21:00）が17.7%、第2部（21:00 - 翌0:30）が16.1%で紅白歌合戦の裏番組として7年連続で民放トップを獲得した[416]。

## その他テレビに関する話題

### 年間
- 【視聴率】日本テレビが2016年の「年間」[注 117]の世帯視聴率で、3年連続となる三冠王（ゴールデン・プライム・全日）を獲得（ビデオリサーチ調べ、関東地区・世帯・リアルタイム）[417][418]。

### 1月

静岡第一テレビ・新ロゴ

- 1日 - 【ロゴ・静岡県】静岡第一テレビ（SDT）が局の呼称を、これまでの「だいいちテレビ」から「Daiichi-TV」（ダイイチ・ティーヴィー）に変更[419]。同時にブランドステートメントとして「NEXT VISIONへ。」を制定。
- 4日 - 【視聴率】ビデオリサーチによる2015年の年間[注 118]視聴率（関東地区・世帯・リアルタイム）が発表され、日本テレビが全日・ゴールデン・プライムでいずれも首位を獲得。2年連続で3冠王に輝く[420]。全日での首位は5年連続。一方、視聴率低迷に悩むフジテレビは全日帯では民放3位（NHK総合込みで4位）だったものの、ゴールデン・プライムではTBSに抜かれ民放4位（ゴールデンはNHK総合込みで5位・プライムはNHK総合込みで4位）に転落した[421][422]。また、2015年の年間視聴率ベスト30（関東地区・世帯・リアルタイム）も発表されたが、フジテレビは年間ベスト30にランクインしたのが、2015年12月27日に放送された『全日本フィギュアスケート選手権・女子フリー』の1番組にとどまり、苦戦ぶりを象徴する結果となった[423]。
- 10日
  - 【不祥事・活動進退】NHKのアナウンサーで、総合テレビの『ニュース シブ5時』のフィールドキャスターを務めていた塚本堅一が、自宅で危険ドラッグを所持していた疑いで厚生労働省関東信越厚生局麻薬取締部に逮捕された[424]。翌11日にはNHK放送センターのアナウンス室を家宅捜索した。アナウンサーが逮捕された件についてNHKは「誠に遺憾であり、視聴者の皆様や関係者に深くおわびすると同時に、事実関係を調べた上で厳正に対処する」とコメントした[425]。『シブ5時』は大相撲初場所中継のため休止していたが、25日から再開。同日冒頭でキャスターを務める松尾剛と寺門亜衣子（ともにNHKアナウンサー）が塚本の逮捕について改めて謝罪した[426]。塚本は更に29日に自宅で危険ドラッグを製造した疑いでも再逮捕され[427]、2月9日に略式起訴及び罰金50万円の処分を受け[428]、さらに同月23日付で懲戒免職処分となった[429]。
  - 【訃報】フジテレビ系『とくダネ!』や『Mr.サンデー』（後者は関西テレビと共同制作）などの情報・ワイドショー番組のコメンテーターとして活躍したジャーナリストで元ニューズウィーク日本版編集長の竹田圭吾が膵臓がんのため死去（51歳没）[430]。
- 11日 - 【訃報】大日本除虫菊（金鳥）「タンスにゴン」など数多くのテレビCMソングを手がけた作曲家・編曲家のはやし・こばが、敗血症のため死去（80歳没）[431]。
- 15日 - 【活動進退】テレビショッピングにて独特の語り口でお茶の間の人気者となり、さらには物真似のネタにもなった通信販売大手のジャパネットたかた創業者で前社長の髙田明が勇退[432][433]。最後の出演はテレビ東京『7スタライブ』内「快適!ショッピングスタジオ」と、CS放送ジャパネットチャンネルDXの30時間特番で、同日24時（翌16日0時）をもって同社の全出演を終了した。
- 16日 - 【健康問題・活動進退】タレントで漫才師の西川きよしが、前立腺がんの手術・治療のため1か月程度休養[434]。その後2月末より復帰した。
- 19日 - 【不祥事】日本テレビアナウンサー（当時）のSが、制作会社社員の女性に対してセクハラ行為を行ったとして自宅謹慎中であることが明らかに。同局広報部はこれが事実であることを認めたうえで既に厳正な処分を行ったとコメントした[435]。
- 20日 - 【BPO】2014年12月28日にテレビ朝日系で放送された『世紀の瞬間&未解決事件』で2000年12月に発生した世田谷一家殺害事件を取り上げた際、名誉を侵害されたとして被害者家族である女性絵本作家がBPOに申し立てたことについて、BPOの放送人権委員会は審理入りする決定を下した[436]。
- 21日 - 【訃報】元テレビ朝日取締役報道局長の椿貞良が2015年12月10日に死去していたことが明らかに。1993年に日本民間放送連盟（民放連）の会合で当時行われた総選挙報道において、いわゆる「椿発言」が問題となり国会の場で証人喚問され、さらには当時の郵政省からテレビ朝日が厳重注意を受けるなど波紋を呼んだ[437]。
- 27日 - 【出版】出版業務及びチケット販売のぴあが発行していたテレビ情報誌「TVぴあ」がこの日の発売号をもって休刊[438]。
- 30日〜5月 - 【活動進退】タレントのベッキーが、不倫騒動の影響によりタレント活動を休止。MCを務めていた関西テレビ・フジテレビ系『にじいろジーン』は30日の放送から休演。番組冒頭で同じくMCを務める山口智充（お笑いタレント・俳優）が発表した[439]。ベッキーはこのほかのレギュラー番組の出演も暫く休止していた[440][441]（5月より順次復帰、『にじいろ〜』は降板）。
- 31日 - 【活動進退】日本テレビアナウンサーの上田まりえが同局退社[442]。翌2月1日から松竹芸能所属のタレントとして活動開始[443]。

### 2月
- 15日 - 【BPO】BPOの放送人権委員会は、フジテレビ系『ニュースな晩餐会』（2015年9月終了）の2015年3月8日放送分について「名誉を毀損する人権侵害があったとして、人権と放送倫理にいっそうの配慮を求める」旨の、同委員会の決定内容を放送し再発防止に努めるよう、フジテレビに勧告した[444]。
- 16日 - 【訃報】日本テレビ系『シャボン玉ホリデー』など数多くのバラエティ番組の構成を手掛け、ラジオパーソナリティとしても活躍した放送作家のはかま満緒が東京都内の自宅で倒れ、病院搬送後に心不全のため死去（78歳没）[445]。
- 27日 - 【訃報】NHKでスポーツ中継実況アナウンサーとして数々のスポーツ大会・競技の実況中継を担当した西田善夫（元横浜国際総合競技場長）が死去（80歳没）[446]。

### 3月
- 1日 - 【試験放送・青森県】青森ケーブルテレビで0時（2月29日24時）から、2011年7月24日の地上アナログ放送終了までの間、地上アナログ放送のみで行っていたテレビ北海道（テレビ東京系列）の区域外再放送を、地上デジタル放送にて試験放送として再開[447]。
- 4日 - 【活動進退】TBSアナウンサーの小林悠が、健康上の理由により同日付で依願退職したことを発表[448]。
- 5日 - 【放送事故・長崎県】長崎文化放送（NCC）で10時48分ごろ、放送が一時中断し、受信中のテレビ画面が一時黒くなるなどして、約39分間にわたり番組やCMが放送できなくなる事故があった。これにより途中5分間の自社制作番組は予定通り放送できたが、11時32分に復旧するまで別の映像を流すなどでつないだ。このため『ありえへん∞世界』（テレビ東京）および『とっても健康らんど』（九州朝日放送）の番組一部とCMが放送できなかった。NCCによると、長崎市の本社屋で電源工事をしていた業者の作業員が放送機器につながるブレーカーを過って落としたことが原因とみられる[449]。
- 13日 - 【不祥事】TBSの報道局政治部の男性記者が、港区赤坂のスーパーで万引きをしたとして、警視庁赤坂署に現行犯逮捕された。男性記者は容疑を認め、15日に釈放された。TBSは逮捕について「誠に遺憾。事実関係を調べた上で厳正に対処する」とコメントした[450]。
- 15日 - 【活動進退】テレビ朝日系『報道ステーション』やフジテレビ系『とくダネ!』になど出演していた、経営コンサルタントのショーン・マクアードル川上が、週刊文春により自身の経歴の誤りを指摘されたことを受け、米国の大学での受講歴などについて、事実と異なる表記があったことを認め、2番組を初めとする出演中の番組（出演予定、ラジオ含む6本）について活動を自粛すると発表[451]。
- 21日 - 【訃報】落語協会所属の物真似師であり、前名の初代江戸家小猫時代にテレビ東京『Theゲームパワー』やフジテレビ系『キンカン素人民謡名人戦』の司会を務めたことでも知られた四代目江戸家猫八が進行性胃癌のため死去（66歳没）[452]。最後の出演は8日のテレビ朝日系『徹子の部屋』で、長男の2代目江戸家小猫とともに出演した[453]。
- 23日 - 【不祥事】フジテレビ営業局の男性社員がこの日早朝、渋谷区内のマンションの他人の部屋に無断で侵入したとして警視庁渋谷署に現行犯逮捕された。調べに対し「自分の部屋に入ろうとしただけだ」と容疑を否認。当時はかなり酒に酔った状態だった[454][455]。フジテレビは逮捕について「大変遺憾。事実関係を調査の上厳正に対処する」とコメントした[456]。
- 26日 - 【活動進退】TBSアナウンサー兼報道記者の久保田智子が同日放送の『報道LIVE あさチャン!サタデー』放送終了後にTBSアナウンス室の自身のブログにて「アメリカ駐在の夫（日本テレビ記者、NNNニューヨーク支局駐在特派員）と共にアメリカにて生活するために、TBSを退職する」ことを発表した[457][458]。なお、久保田は自身の年次有給休暇の残留分を消化するまでの間、TBS社員としての籍は残した[457]。
- 31日
  - いずれも【活動進退】
    - 【東京キー局】TBSで入社以来36年間スポーツアナウンサーとして活躍したアナウンサー林正浩が同日付で定年退職。テレビ最後の実況は30日のプロ野球中継『SAMURAI BASEBALL・DeNA×巨人2回戦』（一部地域除く。地上波中継終了後もBS-TBSにてリレー中継を全国放送）[459]。
    - 【近畿広域圏】読売テレビアナウンサーの増井渚が同日付で退社、セント・フォース所属のフリーアナウンサーに転向[460]。

  - 【施設】1980年3月31日の開業と同時にフジテレビ系で『日本全国ひる休み』を放送開始（同年9月30日終了）し、その後『笑ってる場合ですよ!』（1980年 - 1982年）を経て伝説的番組となった『森田一義アワー 笑っていいとも!』（1982年 - 2014年）の聖地として主に親しまれ、また『ライオンのいただきます（→II）』（1984年 - 1990年）など様々な番組の公開放送や収録で使用された東京・新宿の多目的スタジオ・スタジオアルタが、同日生放送されたTOKYO MX『出張!5時に夢中!in 新宿スタジオアルタFinal』を最後にスタジオ運用を終了[93][94]。なお、最後のアルタ制作番組は『久保みねヒャダこじらせナイトSP』（フジテレビ、4月3日（2日深夜）[注 119]）。跡地は11月3日に多目的劇場「アルタシアター」としてリニューアルオープンした[462]。

### 4月
- 1日

中京テレビ（CTV）の新ロゴ

  - 【ロゴ・中京広域圏】中京テレビがCI導入、新コーポレートマーク「CHUKYO TV」とブランドステートメント「あなたの真ん中へ。」の使用を開始[463]。同時に和文ロゴも一新。
  - 【放送持株会社・福岡県】RKB毎日放送が認定放送持株会社に移行、RKB毎日ホールディングスに商号変更。分割準備会社の商号を「（新）RKB毎日放送」に変更し旧社から放送・文化事業全般を承継[464][465][注 120]。
  - 【CS】朝日放送系列のCS放送運営会社、スカイ・エーのチャンネル名が「スカイ・A sports+」から「スカイA」に変更[466]。
  - 【賞】 スポーツ庁は、日本テレビが2015年秋に実施した健康増進キャンペーン「カラダWEEK」について「スポーツを通して国民の健康増進への関心を高めることに寄与した」として、鈴木大地長官名による感謝状を同局に贈ることを発表[467]。感謝状贈呈式は4日に東京都千代田区のスポーツ庁庁舎長官室に於いて執り行われた[468]。
- 4日
  - 【視聴率】ビデオリサーチによる2015年の年度[注 121]視聴率が発表され、日本テレビが全日・ゴールデン・プライムでいずれも首位を獲得。2年連続で3冠王に輝く（全日は5年連続で首位獲得）。全日が8.5%、プライム帯が12.2%、ゴールデン帯が12.4%（いずれもビデオリサーチ調べ、関東地区・世帯・リアルタイム）[469]。
  - 【健康問題】お笑いコンビ・はんにゃの川島章良が、2014年11月に初期の腎臓癌が発見され、手術を受けていたことを、同日放送のテレビ朝日系『しくじり先生 俺みたいになるな!!2時間スペシャル』（20:58 - 23:15）内で明らかにした[470][注 122]。
- 6日 - 【表現問題】TBSはこの日、放送法遵守を求める視聴者の会が見解の相違を理由に同局番組のスポンサーに圧力をかけるなどと公言していることについて、「表現の自由、ひいては民主主義に対する重大な挑戦であり、看過できない行為である」と非難、同局が声明を発表した[471]。
- 9日 - 【訃報】NET（後のテレビ朝日）系アニメ『キューティーハニー』（1973年）の主題歌「キューティーハニー」を手掛けた「クロード・Q」こと、作詞家の岩崎富士男が心不全のため死去[472]。
- 11日 - 【配信】テレビ朝日とサイバーエージェントで共同運営するインターネット映像配信サービス、AbemaTV（アベマ・ティーヴィー）がサービス開始。
- 12日 - 【訃報】フジテレビ系の海外テレビ映画『スパイ大作戦』（日本語版）の指令テープの声、同局アニメ『ハクション大魔王』（1969年 - 1970年）の大魔王役や、TBS系『ギミア・ぶれいく』（1989年 - 1992年）内のショートアニメ『笑ゥせぇるすまん』の「喪黒福造」役など、数多くのアニメや外国映画の吹き替えを務め、俳優としてはフジテレビ系の特撮ドラマ『スペクトルマン』では「公害Gメン室・倉田室長」を演じ、またナレーターとしても活躍した俳優・声優の大平透が肺炎のため死去（86歳没）[473]。
- 15日 - 【スポーツ・災害・熊本県】くまもと県民テレビはこの日から3日間の日程で開催予定だった、同局主催・興和特別協賛のLPGAツアー第7戦『KKT杯バンテリンレディスオープン』を、前日夜に発生した熊本地震 (2016年)を受け開催の中止を決定。なお、同オープンは17日（最終日）に日本テレビ系で中継放送予定だった[474]。
- 18日 - 【災害・不祥事・熊本県・近畿広域圏・宮城県】熊本地震の取材に当たっていた関西テレビの中継車が前日（17日）朝、熊本県菊陽町内のガソリンスタンドで車列の中に割り込んで給油していたことが明らかとなり、同局がこの日、事実を認めたうえでHPで謝罪した他[475]、同日夕方放送の『みんなのニュース ワンダー』でもキャスターの岡安譲（同局アナウンサー）が視聴者に対して謝罪した[476]。ところがその後、同じフジテレビ系列の仙台放送の関連会社社員がこの割り込み給油を援護する内容の虚偽書き込みをTwitter上でしていたことが分かり、同局が19日、HP上で謝罪した[477]。
- 21日 - 【業務問題】日本テレビはこの日、同局のHPに不正アクセスがあり、番組関連のプレゼント応募者などの個人情報が約43万件流出した恐れがあることを発表した。同局広報部はこの事態について謝罪し「今後このような事態を起こさないよう、情報セキュリティー対策を強化していく所存」とし、外部専門家による調査委員会を設置して原因を究明する方針を明らかにした[478][479]。
- 26日 - いずれも【訃報】
  - 日本テレビ系『ものまねバトル』などで松浦亜弥（歌手）のものまねを披露して人気を博し、またTBS系『警視庁南平班〜七人の刑事〜シリーズ』など数多くのテレビドラマに出演するなど俳優としても活躍したお笑いタレントの前田健が同日未明、虚血性心不全のため死去（44歳没）[480][481]。
  - 東京12チャンネル（後のテレビ東京）のドラマ『プレイガール』やフジテレビ系『ライオンのいただきます』などに出演し、タレント・女優としても活躍した作家でシャンソン歌手の戸川昌子が胃癌のため死去（85歳没）[482]。
- 27日 - 5月9日 - 【イベント】日本テレビ系『笑点』の放送50周年を記念して、巡回展「笑点 放送50周年特別記念展」が東京・日本橋の髙島屋日本橋店で開催[483]。同展はその後京都、横浜、大阪の髙島屋各店でも開催された。
- 30日 - 【CS・閉局】IMAGICAの系列会社IMAGICA FTV（3月31日会社解散[484]）が運営していたCS放送のグルメ専門チャンネル「FOODIES TV」（1997年5月1日開局）が放送終了、19年の歴史に幕[485]。

### 5月
- 1日 - 【CM・災害・熊本県】ジャニーズ事務所所属のアイドルグループ・嵐のメンバー5人が熊本地震の被災者を励ます復興支援プロジェクト「FOR KUMAMOTO PROJECT」の特別CM[注 123]が、この日の20時53分から1分間、熊本県を放送対象地域とする県域民放テレビ4局（熊本放送・くまもと県民テレビ・熊本朝日放送・テレビ熊本）で一斉に放送された[486]。
- 2日 - 【不祥事】TBS系『ニンゲン観察バラエティ モニタリング』などを手掛ける番組制作会社のHI-STANDARDと同社社長が、2014年12月までの2年間に渡り約7100万円を脱税していたとして東京国税局から東京地検に告発されていたことが明らかに。同社はすでに修正申告と納税を済ませている[487]。
- 3日 - 5日 - 【イベント】NHKがゴールデンウィーク恒例のイベント『渋谷DEどーも2016』を東京・渋谷のNHK放送センターにて開催。
- 5日 - 【訃報】『きょうの料理』や『新日本紀行』などNHKを中心に数多くのテレビ番組のテーマ音楽を手掛けたことで知られた作曲家でシンセサイザー奏者の冨田勲がこの日午後、東京都内の自宅で倒れ救急搬送されたものの、慢性心不全のため死去（84歳没）[488]。
- 6日 - 【海外】毎日放送制作・TBS系の人物密着ドキュメンタリー番組『情熱大陸』がフィリピンの地上波テレビ局「GMA NewsTV」において日本時間のこの日から放送開始。現地では「JONETSU TAIRIKU」のタイトルで放送され、日本で放送されたものを再編集、英語字幕が付けられ、英語のナレーションに吹き替えられる。また同番組はフィリピンのインターネットポータルサイト「Hallo Hallo Allance」にて日本の放送局が制作したドキュメンタリー番組としては初めての試みで1ヶ月限定の無料見逃し配信も行う[489][490]。
- 12日 - 【健康問題・活動進退】フジテレビ系『とくダネ!』のメイン司会を務めるフリーアナウンサーで司会者の小倉智昭（元テレビ東京アナウンサー）が膀胱がんであることが明らかになった。翌13日放送の同番組内で小倉自らが病状について報告、16日から治療に専念するため全ての仕事をキャンセルしたが[491]、23日放送の同番組から復帰した[492]。
- 16日 - 【BPO】BPOの放送人権委員会はこの日、2015年2月17日にフジテレビ系で放送された『カスペ!・あなたの知るかもしれない世界6』で自転車事故を取り上げた際、放送倫理上の問題があるとの見解を示した[493]。
- 17日 - 【訃報】フジテレビ系アニメ『ちびまる子ちゃん』のお姉ちゃん（さくらさきこ）役や読売テレビ・日本テレビ系アニメ『ブラック・ジャック』のピノコ役など数多くのテレビアニメで活躍した声優の水谷優子が乳がんのため死去（51歳没）。『まる子』は29日が最後の出演となり[494]、6月5日放送分より豊嶋真千子に引き継がれた[495]。
- 18日 - 【訃報】双子の姉の伊藤エミ（2012年没）と共にザ・ピーナッツを結成し、フジテレビの歌謡番組『ザ・ヒットパレード』や日本テレビ系『シャボン玉ホリデー』などに出演するなど、テレビ草創期に活躍した歌手の伊藤ユミが死去（75歳没）。これによりザ・ピーナッツは2人とも亡くなった[496]。
- 21日 - 【結婚・中京広域圏】本仮屋ユイカ（女優）の実妹で東海テレビアナウンサーの本仮屋リイナが、フジテレビ勤務の男性社員と結婚することが明らかになり、23日放送のレギュラーでアシスタントを務める同局のローカル情報番組『スイッチ!』で婚姻届を提出したことを自ら発表した[497]。
- 23日
  - 【放送事故】この日の早朝、東北5県のNHK総合テレビ（仙台放送局除く）で映像と音声が途切れるトラブルが発生。発生したのは『大相撲 幕内の全取組・夏場所千秋楽』を放送中の4時頃と『NHKニュース おはよう日本・7時台』（7時00分 - 7時45分）を放送中の7時25分頃の2回。東京・渋谷の放送センターから仙台局経由で5県の各放送局へ映像と音声を送る放送設備にトラブルがあったと見られる[498]。
  - 【事故・BS】2015年1月、BS朝日で放送されていた深夜番組『3B juniorの星くず商事』（放送打ち切り）の収録中にアイドルグループ3B juniorのメンバーだった当時小学生の少女がヘリウムガスを吸引して一時意識不明となった事故で、警視庁麻布署はこの日、同番組を制作したテレビ朝日に対し「注意義務は認められなかった」として被疑者不詳のまま業務上過失傷害容疑で書類送検した[499]。
- 24日 - 【放送事故】21時40分頃から最大10分間にわたり、東京などにあるNTTコミュニケーションズが保有する通信機器の故障により新潟・長野・山梨各県の合計10の民放テレビ局で放送が中断するトラブルが発生した。機器はすでに復旧している[500]。
- 26日 - 【不祥事・北海道】北海道放送（HBC）は、3月末までメディアビジネス局で事業部長を務めていた男性社員が、同局主催のゴルフ大会「サン・クロレラクラシック」やさっぽろ雪まつりなどの事業で外部の業者に架空の工事費用を請求させ、HBCが関連会社に支払った代金をキックバックし、総額で約1億円余りを不正に着服していたことが判明。HBCはこの社員を26日付で懲戒解雇するとともに、今回の不正を受け、再発防止策を決定し、上司だったメディアビジネス局長ら3人をけん責などの処分。渡辺卓社長が役員報酬20%を、常務2人が同10%をそれぞれ3ヵ月間自主返納するとした[501][502]。
- 27日 - 【閉局】放送大学が関東地方の一部地域で実施している放送大学の地上波テレビ・FMラジオ放送を2018年10月末までに終了し、2011年10月に開始済みの全国放送のBSデジタル放送に一本化すると発表[503]。
- 28日 - 【訃報】NHK Eテレの道徳人形劇『ざわざわ森のがんこちゃん』の原作者で児童文学作家の末吉暁子が肺腺癌のため死去（73歳没）[504]。
- 29日 - 【イベント】NHKが、NHKエンタープライズ及び日本出版販売と共同で『第1回大河ドラマ検定』を東京と大阪で開催[505][506]。
- 31日
  - 【賞】日本テレビ系『笑点』の司会を勇退した桂歌丸が「卓越した話芸で落語界の向上と発展に尽力した」として文部科学大臣表彰を受けた[507][508]。
  - 【活動進退・静岡県】テレビ静岡アナウンサー（当時）の伊藤弘美が同局を退社[509]。

### 6月
- 3日 - 【賞】国土地理院が「測量の日」のこの日、測量・地図の普及啓発に顕著な功績をあげたとして、NHK『ブラタモリ』に功労者感謝状を贈呈した[510][511][512][513]。
- 5日
  - 【放送事故】福井県勝山市から公開生放送されたNHK総合『NHKのど自慢』の番組冒頭の12時15分から約3分間、音声が二重になるトラブルが発生[注 124]。ステレオの左右の音声のうち、右の音声が約10秒遅れた。東京・渋谷の放送センター内の放送機器の故障が原因と見られる[514]。
  - いずれも【訃報】
    - NHK『おかあさんといっしょ』の人形劇『ブーフーウー』や、NET系アニメ『勇者ライディーン』などの劇中音楽・主題歌を手掛けた作曲家の小森昭宏が腎不全のため死去（85歳没）[515]。
    - TBS系『8時だョ!全員集合』の第1回から第765回まで美術デザインを手がけ、1980年にはバラエティ番組史上初となる「伊藤熹朔賞」を受賞する快挙を達成した美術セットデザイナーの山田満郎が肝臓がんのため死去（73歳没）[516]。
- 7日 - 【新社屋・イベント】テレビ東京が、港区六本木3丁目の新社屋への移転を控え「テレ東→六本木3丁目移転プロジェクト」の実施を発表[517]。
- 21日 - 【人事・中京広域圏】中京テレビ社長の山本孝義が同日付で相談役に退き、後任の社長に日本テレビ出身で副社長の小松伸生が昇格[518]。
- 28日
  - 【人事】NHK経営委員会の定例会にて新しい経営委員長に石原進（JR九州相談役）、委員長職務代行者に本田勝彦（日本たばこ産業相談役）をそれぞれ選出した[519]。
  - 【活動進退】元俳優の高知東生が24日に覚醒剤取締法及び大麻取締法違反で逮捕されたことを受け、一部スポーツ新聞が大手日用品メーカーの花王が高知の妻で女優の高島礼子が務めていた白髪用毛染め剤のCMキャラクターを「社会的影響を考慮し」降板したことを明らかにしたと報道したが[520]、花王の広報は高島が降板したという事実はなく、CMキャラクターも継続中であること、また高知の逮捕とはまったく関係がないとして降板を完全に否定した[520][521]。
- 29日 - 【人事】テレビ朝日の株主総会及び同社取締役会にて、吉田慎一（テレビ朝日ホールディングス社長兼任）の後任の代表取締役社長として、元同局報道記者出身で常務取締役の角南源五を昇格[522]。
- 30日
  - 【不祥事・中京広域圏】中京テレビ『ラジオDEごめん』、メ〜テレ『どですか!』や地元食品メーカーのCMに出演し、愛知県を始め東海地方で絶大な人気を誇っていたタレント・宮地佑紀生（本名・由紀男）が、27日に地元ラジオ局の生放送中に共演の女性タレントに対して殴る蹴るの暴行を働いたとして、愛知県警千種署に傷害の疑いで逮捕された[523]。宮地は翌7月1日に名古屋地検に送検されたが、即日処分保留のまま釈放[524]。その後12月13日付で名古屋区検が宮地を略式起訴し、翌14日に名古屋簡裁が罰金30万円の略式命令を科した[525]。
  - 【配信・閉局】ジャパン・モバイルキャスティングが、親会社mmbi展開の「NOTTV」が巨額赤字による事業継続困難を理由に、同日正午を以って「モバキャス」サービスを「NOTTV」ともども終了[526]、4年3ヶ月の歴史に幕。

### 7月
- 1日
  - 【分社化・近畿広域圏】朝日放送のコンテンツビジネス事業の分割・再編を目的として4月5日に設立されたABCフロンティアホールディングス、ABCアニメーション、ABCインターナショナル、ABCライツビジネスの4社が、朝日放送からの事業分割・承継と中間持株会社体制への移行を完了し業務を開始[527]。このうちABCアニメーションは7月3日放送の『B-PROJECT〜鼓動*アンビシャス〜』『魔法つかいプリキュア!』よりアニメ製作業務を開始した。
  - 【CS】日本テレビのグループ企業シーエス日本運営のCS放送チャンネルである「日テレプラス」が、チャンネル名を「日テレプラス ドラマ・アニメ・スポーツ」から「日テレプラス ドラマ・アニメ・音楽ライブ」に変更。
- 7日 - いずれも【訃報】
  - 放送作家の草分け的存在で、NHK『夢であいましょう』をはじめとしたテレビ・ラジオ番組の企画や台本を多数手がけ、読売テレビ制作・日本テレビ系『遠くへ行きたい』などにも出演し、坂本九の「上を向いて歩こう」[注 125]や梓みちよの「こんにちは赤ちゃん」など作詞家としても活躍したタレントの永六輔が死去（83歳没）[528]。最後のテレビ出演は2月4日のテレビ朝日系『徹子の部屋』で、この時は大橋巨泉（司会者・タレント。12日死去、後述）と一緒に出演した。
  - 『NHK7時のニュース』のキャスターや、国会中継の実況、選挙特番の司会など、テレビ草創期から1987年の定年までNHKの報道番組を中心に活躍した元NHKアナウンサーの西沢祥平が肺炎のため死去[529]。
- 12日 - 【訃報】ジャズ評論家、放送作家を経て、テレビ司会者として日本テレビ系『11PM』『巨泉・前武ゲバゲバ90分!』、TBS系『クイズダービー』『世界まるごとHOWマッチ』（後者は毎日放送制作）などで活躍したタレントの大橋巨泉が死去（82歳没）[530]。前述の『徹子の部屋』で永六輔と共演したのが最後のテレビ出演となった。
- 15日〜9月11日 - 【イベント・近畿広域圏】毎日放送が『オーサカキング』（2008年まで）以来となる夏イベント『Wびっくり!サマー2016』を、大阪・茶屋町の同局本社内にある「ちゃやまちプラザ」および周辺で開催。
- 16日〜8月28日 - 【イベント】テレビ朝日の恒例の夏イベント『テレビ朝日・六本木ヒルズ 夏祭り SUMMER STATION』、東京・六本木ヒルズおよび周辺にて開催。
- 16日〜8月31日 - いずれも【イベント】
  - TBS主催の恒例夏イベント『デリシャカス2016』、東京・赤坂サカスにて開催。
  - フジテレビの恒例の夏イベント『お台場みんなの夢大陸2016』、東京・台場の同局本社および周辺にて開催。
- 22日 - 【訃報・北海道】元札幌テレビ放送社長で、民放連副会長も務めた伊坂重孝が死去（93歳没）[531]。
- 23日〜8月28日 - 【イベント】日本テレビの恒例の夏イベント『超☆汐留パラダイス! -2016SUMMER-』、東京・汐留の日本テレビタワーおよび周辺にて開催。
- 26日
  - 【訃報】NHK Eテレ『N響アワー』の司会を1993年4月から3年間務めたピアニストの中村紘子が死去（72歳没）[532]。
  - 【不祥事】2014年7月に『大改造!!劇的ビフォーアフター SeasonII』（朝日放送制作・テレビ朝日系）で岐阜市の住宅をリフォームした模様を紹介した際、「追加工事費が発生したのに代金が未払いだ」として愛知県内の建設会社が朝日放送や番組制作会社、建築設計会社などを相手に約2900万円の支払を求める訴訟を名古屋地裁に提訴。同局は「非は建設会社にある」として争う方針を示した[533]。
- 28日 - 【放送持株会社・近畿広域圏】毎日放送が認定放送持株会社に移行する計画であると発表。同日、毎日放送分割準備株式会社を設立し、各種諸手続を進めた上で2017年4月1日に、毎日放送を「MBSメディアホールディングス」に商号変更し、放送事業等を継承した毎日放送準備会社が「毎日放送（新）」となりMBSメディアHDの傘下に入る。なお、既に放送持株会社体制に移行したRKB毎日放送に同じくテレビ・ラジオの分社は行わない[534]。

### 8月
- 2日 - 【不祥事・活動進退】日本テレビ系『行列のできる法律相談所』の弁護士軍団メンバーで、TBS系『白熱ライブ ビビット』の月曜レギュラーコメンテーターを務めるなどタレントとしても活躍する弁護士の大渕愛子が、依頼人から着手金を不当に受け取ったとして東京弁護士会から業務停止1か月の懲戒処分を受けたのに伴い、両局は大渕の出演を当面の間見合わせることを発表した[535]。
- 5日 - 【訃報】NHK教育テレビの子供向け料理番組『ひとりでできるもん!』（1991年 - 2006年）の“まいちゃん”こと初代「水沢舞」役で人気を博し、同局『みんなの広場だ!わんパーク』（2000年 - 2003年）では“ミーオ”の愛称でMCを務めていた元子役でタレントの平田実音が肝不全のため死去（33歳没）。訃報は9月1日に、平田と番組制作に携わった芸能事務所「ゲンプランニング」代表取締役の加藤元が公表した[536]。
- 14日 - 【活動進退】1月に解散報道があったアイドルグループ・SMAPが2016年12月31日をもって解散することが、所属するジャニーズ事務所より正式に発表された[537]（SMAP解散騒動も参照）。これを受けNHKでは『リオデジャネイロオリンピック「男子テニス・準決勝」』（アンディ・マリー【イギリス】 vs 錦織圭【日本／日清食品】戦）中継中に「人気アイドルグループSMAP 12月31日で解散、事務所が発表」という速報テロップを用いて、SMAP解散の第一報を伝えた[538]。また民放では、TBS・フジテレビ・日本テレビが深夜のニュースにおいて速報扱いでSMAP解散を報道した一方で、第一報が伝えられる直前まで香取慎吾が司会を務める情報バラエティ番組『SmaSTATION!!』を放送していたテレビ朝日とテレビ東京では速報は流されなかった[539]。
- 17日 - 【BPO】BPOの放送人権委員会は、舛添要一・前東京都知事の政治資金問題を取り上げたフジテレビ系『Mr.サンデー』（フジテレビ・関西テレビ共同制作）について、16日付で審理入りしたことを明らかにした。理由は同番組5月22日放送分の舛添都知事（当時）の政治資金問題を取り上げた際、自宅へ取材に訪れた番組スタッフに対して舛添夫人が「いくら何でも失礼です」と話す場面を放送。舛添夫人側は、未成年の長男と長女を執拗に撮影された上に「子どもを映さないで」と抗議した部分をカットされ、政治資金問題への取材を批判したように編集されたなどと主張している。一方のフジ側は「正当な取材、放送だと認識している。現段階ではこれ以上の回答は控えたい」としている[540]。
- 19日 - 【活動進退】解散が決まったSMAPのメンバー、香取慎吾が、2005年より11年間務めてきたテレビ朝日のサッカー日本代表応援団長を辞退したことがわかった。同局広報部がこの日発表[541][542][543]。同局系で放送の2018年ワールドカップロシア大会アジア最終予選（9月1日 - 11月15日）の中継番組において、香取が一切出演しない形となった。
- 23日 - 【不祥事・活動進退】女優高畑淳子の長男で、俳優・タレントのTが、映画撮影のため滞在していた群馬県前橋市内のビジネスホテルで女性従業員に暴行を加えたとして強姦致傷容疑で群馬県警に逮捕された[544]。これを受け、日本テレビは、Tが出演する予定だった8月27日・28日放送の『24時間テレビ39』の出演取り止めを発表。なお、同番組内で放送の24時間テレビドラマスペシャル『盲目のヨシノリ先生〜光を失って心が見えた〜』については、高畑の代役として、メインパーソナリティーのNEWSのメンバー・小山慶一郎が「榊京太」役として起用された[545][注 126]。また、同日の同局系『今夜くらべてみました[注 127]』では高畑がゲスト出演した回（『24時間テレビ』の宣伝を兼ねた回のため、その他に増田貴久（NEWS）と羽鳥慎一が出演）を放送する予定だったが、別の内容（ゲスト：渡辺直美・高橋真麻・ぺえ）に差し替える措置で対応[注 128]。なお、T逮捕に伴う『24時間テレビ』の損害額は少なくとも1000万円に上るとみられる[546]。なおTは被害者との示談が成立したとして9月9日に釈放された後、所属芸能事務所は事件の責任が重大であることから高畑の契約解消を発表した。
- 27日・28日 - 【イベント・近畿広域圏】読売テレビの夏イベント『ゴー!ゴー!夏フェス2016』を大阪・京橋の同局本社とTWIN21にて開催[547]。
- 29日 - 【新社屋・島根県】山陰中央テレビ（TSK）が松江市向島町の旧松江市ガス局跡地に本社を移転、新社屋から放送を開始[548][549]。完全デジタル化後に民放の本社が移転したのは初。
- 31日 - 【訃報】NHK Eテレ『天才てれびくんMAX』に2008年から2011年まで「てれび戦士」としてレギュラー出演していた元子役の伊藤元太が事故により死去（18歳没）。訃報は2017年1月5日に「天てれサーカス部」の公式サイトで公表された[550][551][552][553][554][555]。

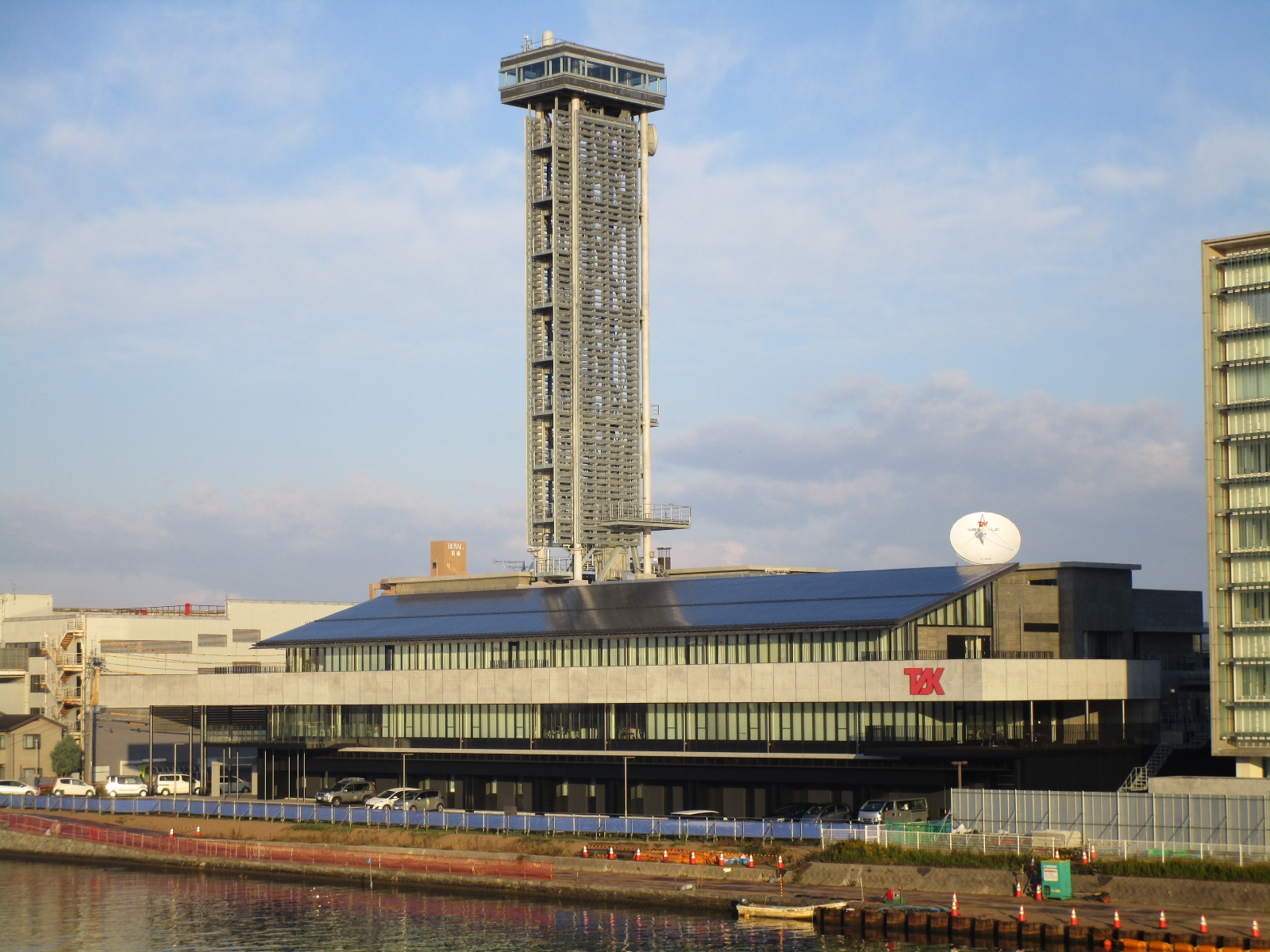
山陰中央テレビ・新社屋

### 9月
- 7日 - 【賞】日本新聞協会が2016年度の新聞協会賞を発表。NHKの「天皇陛下『生前退位』の意向」のスクープ、フジテレビの「鬼怒川決壊『濁流に呑み込まれる家族』」のスクープ映像が選出された[556][557]。
- 14日 - 【放送事故・近畿広域圏】関西テレビが9月12日にフジテレビ系列で放送された月9ドラマ『好きな人がいること』の第9回にて特典企画として行った、同作の出演者である桐谷美玲と山﨑賢人、プロデューサーの藤野良太によるドラマの裏話を披露する副音声が関西テレビにネットされなかったことについて謝罪した。同局では9月19日の15:50 - 16:45に副音声付で改めて再放送された[558]。
- 15日 - 【賞】民放連が、平成28年度の日本民間放送連盟賞の最優秀作品を発表。テレビ報道部門では琉球朝日放送の『枯れ葉剤を浴びた島2〜ドラム缶が語る終わらない戦争〜』、教養部門ではWOWOWの『ノンフィクションW「撮影監督ハリー三村のヒロシマ〜カラーフィルムに残された復興への祈り〜」』、エンターテイメント部門では信越放送の『SBCスペシャル「鶴と亀とオレ」』、ドラマ部門ではWOWOWの『ドラマW「この街の命に」』がそれぞれ受賞[559]。
- 17日〜年末 - 【キャンペーン・鳥取県・島根県】日本海テレビ（NKT）、山陰放送（BSS）、山陰中央テレビ（TSK）の山陰地方民放3局が、若者のテレビ離れに歯止めをかけ、視聴率向上を目指す共同キャンペーン「テレビってザワザワキャンペーン」を開始。各局の情報番組を横断したプレゼントキャンペーンやイベントを実施、小島よしお（お笑い芸人）と狩野英孝（同）を起用したイメージCMを放送するほか、テレビとネットを連動させた施策も展開する[560][561]。
- 24日 - 【配信・中京広域圏】中京テレビがPC・スマートフォン向け動画配信サービス「Chuun（チューン）」のサービスを開始[562]。
- 30日 - 【配信・閉局】ウェザーニューズが運営する、気象情報専門チャンネル「ウェザーニュース」（BSデジタルデータ放送）が放送終了[563]。

### 10月
- 3日 - 【視聴率】ビデオリサーチの関東地区の視聴率調査について、2016年の「年度下期」から、調査対象世帯数を900に拡大。従前のリアルタイム視聴調査世帯600とタイムシフト視聴調査世帯300をあわせて計900世帯とし、これらの全世帯でリアルタイム視聴調査とタイムシフト視聴調査の両方を行う[564][565]。
- 8日 - 【活動進退】お笑いコンビ・ピース（よしもと所属）の綾部祐二が、2017年4月から語学留学などのためニューヨークに活動拠点を移すと発表。綾部は9本のテレビ番組に出演しているが2017年3月までにすべて降板し、またピースとしての活動も休止する[566]。しかしコンビの解散については相方の又吉直樹が否定[567]。
- 14日 - 【訃報】多数のテレビCM音楽やフジテレビ系アニメ『鉄人28号 (第1作)』（1963年 - 1966年）のBGM、また石原裕次郎主演映画の音楽等を手がけた作曲家の嵐野英彦が死去（81歳没）[568]。
- 16日 - 【訃報】TBS系『8時だョ!全員集合』『飛べ!孫悟空』やフジテレビ系『ドリフ大爆笑』などのザ・ドリフターズ出演番組のテーマ音楽を手掛けたことで知られ、フジテレビ系『志村けんのだいじょうぶだぁ』『志村けんのバカ殿様』などの志村けん冠番組、同局系『FNNスーパータイム』や『産経テレニュースFNN』などFNN系報道番組やテレビアニメ、CMソングのテーマ音楽も担当した作曲家で編曲家のたかしまあきひこが膵臓癌のため死去（73歳没）[569][570]。
- 19日 - 【不祥事・活動進退・静岡県】NHKは2015年12月に静岡市内で窃盗事件を起こしたとして2016年9月に逮捕され、その後起訴猶予処分となった静岡放送局元副局長の職員について「NHKの信用・体面を傷つけた」として同日付で当該職員を諭旨免職処分とする決定を行った[571]。
- 20日 - 【訃報】テレビ朝日系アニメ『ドラえもん・第1期』（1979年 - 2005年）の先代骨川スネ夫役[注 129]を26年間演じたことで知られ、フジテレビ系アニメ『銀河鉄道999』（1978年 - 1981年）の車掌役や同局系『ドカベン』（1976年 - 1979年）の殿馬一人役、NHK『おかあさんといっしょ』の人形劇『にこにこぷん』（1979年 - 1992年）の「じゃじゃまる」役など数多くのテレビアニメや人形劇、映画の吹き替えを務め、俳優・演出家としても活躍した声優で劇団21世紀FOX代表の肝付兼太が肺炎のため死去（80歳没）[572]。
- 23日 - 【訃報・中京広域圏】CBCテレビで放送されていた東海地方初のローカルワイドニュース番組『CBCニュースワイド』（1974年 - 1999年。中京ローカル）の初代キャスターを務めたことで知られた元中部日本放送アナウンサーで同社常務などを歴任した日比英一が急性心不全のため死去（82歳没）[573]。
- 24日 - 【配信】フジテレビが運営するソーシャルメディア向けニュースチャンネル「ホウドウキョク24」が同日14時からリニューアル。従来のライブストリーミングに加え、新たにテキスト記事やVR動画などを導入[574]。

### 11月

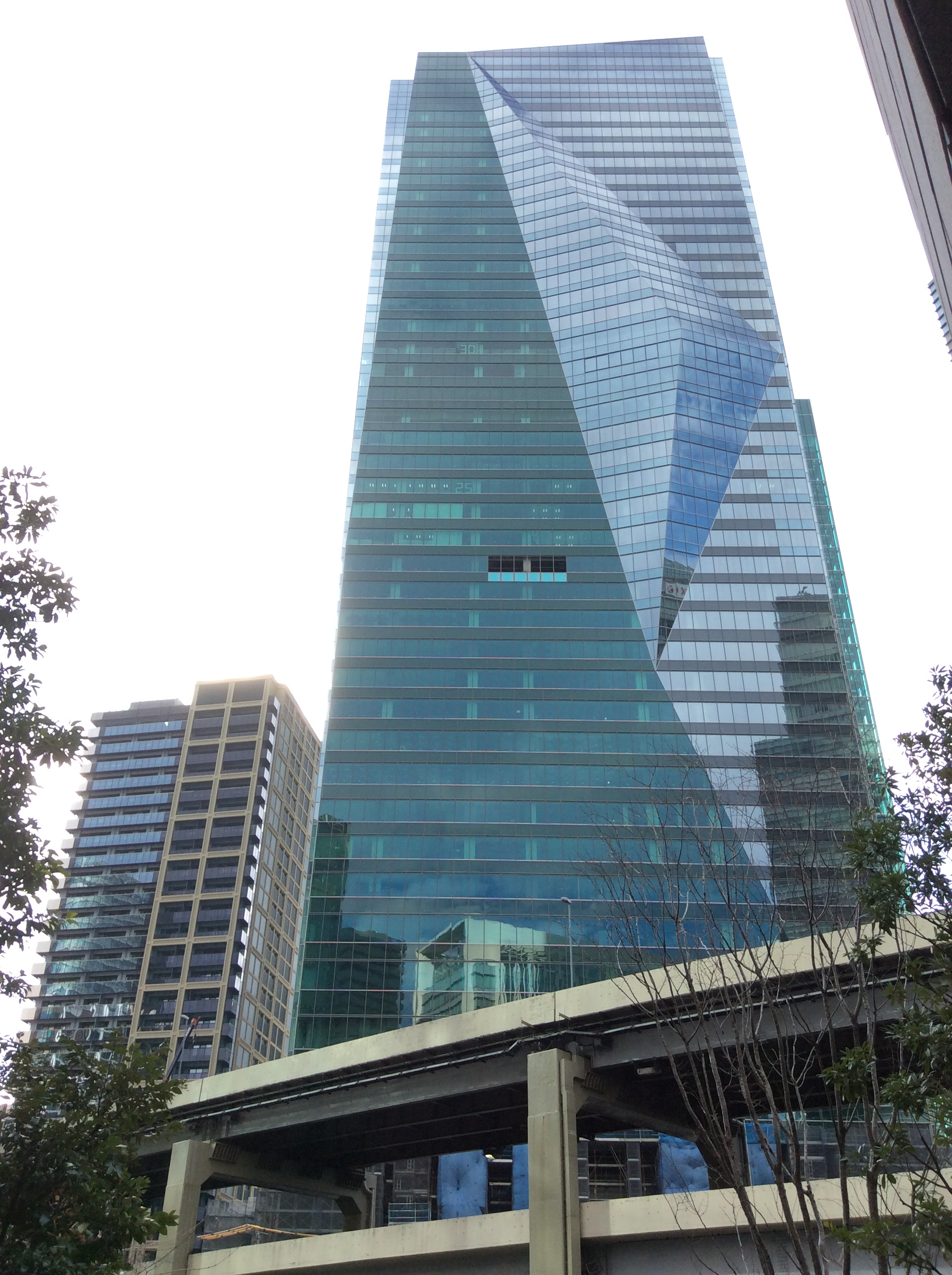
テレビ東京本社が入居する住友不動産六本木グランドタワー

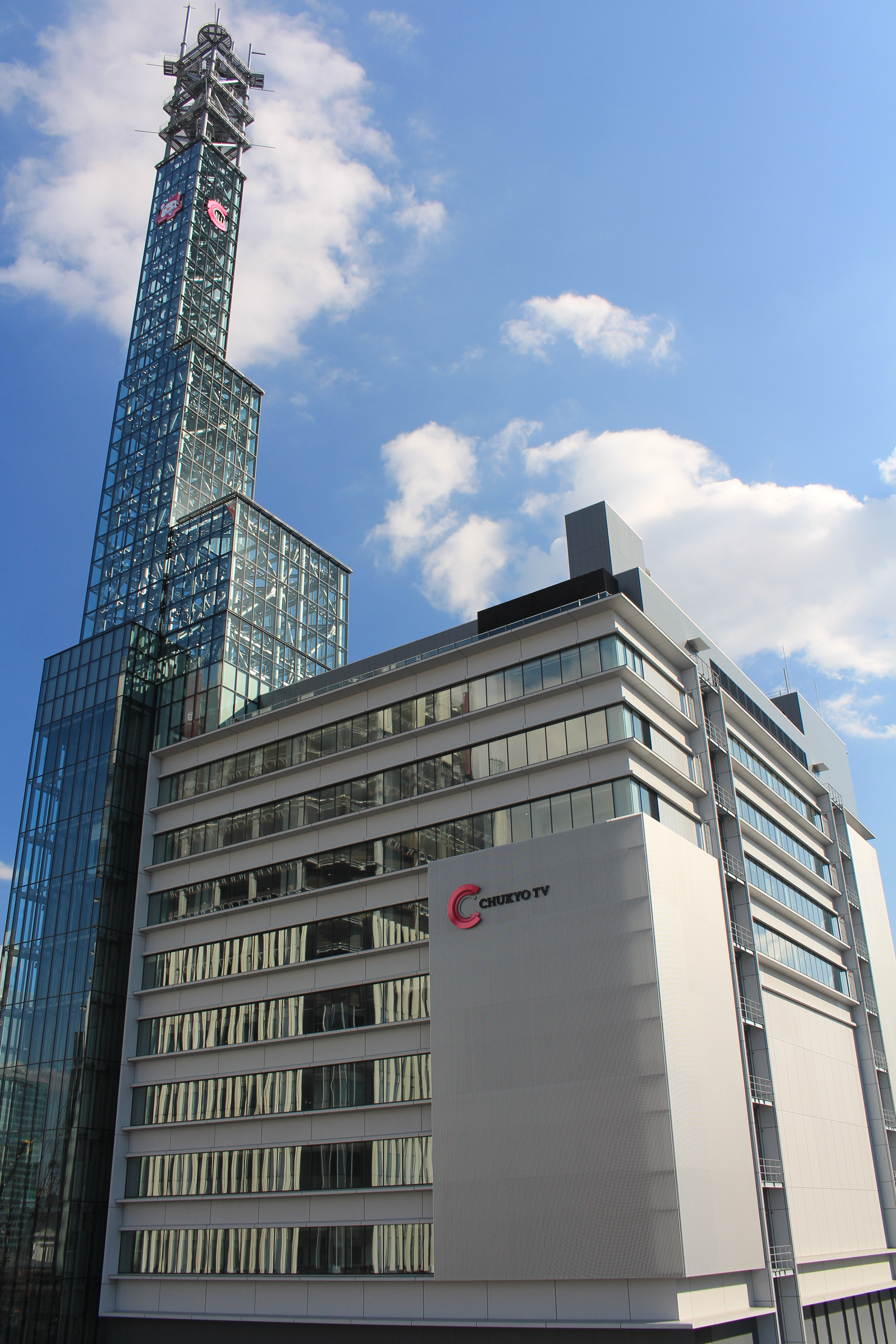
中京テレビ・新社屋

- 2日 - 【賞】NHKが主催する日本賞の各賞授賞式が開かれ、「グランプリ日本賞」にはカナダで制作された映画『消えたブロガー"アミナ"』が選ばれた[575]。
- 4日 - 【訃報】元TBSテレビディレクターで番組制作会社・現代センター代表の吉永春子が死去（85歳没）[576]。
- 7日 - 【新社屋】テレビ東京が港区六本木3丁目の「六本木グランドタワー」内の新本社に移転、同日朝より新本社から放送開始。同時に、地上波とBSジャパンの放送設備を一体化した統合マスター設備を稼働[577]。同局の本社移転は3度目[注 130]。なお虎ノ門の旧本社は「テレビ東京神谷町スタジオ」として引き続き使用される。
- 16日 - 【BPO・静岡県】BPOの放送人権委員会は、テレビ静岡が7月14日に放送したニュースにおいて、浜松市の浜名湖周辺で起きた切断遺体事件について報道した際、警察の捜索を受けた静岡県内の男性が「犯人ではないかという印象を視聴者に与え、名誉を傷つけられた」として同委員会に人権侵害を申し立てていた件で、15日付で審理入りしたことを明らかにした。同局は「信頼できる取材源などから、捜索が事件との関連でなされたと確証を得た」と反論[578]。
- 21日 - 【新社屋・中京広域圏】中京テレビが名古屋市中村区平池町のささしまライブ24地区東街区に完成した新本社屋に移転、同日午前5時より新社屋から放送開始[579]。
- 28日〜12月18日 - 【配信】NHKが総合テレビとEテレのインターネット同時配信及び一部番組の見逃し配信の実証実験を実施。1日よりモニター募集を受け付け、NHKネットクラブのプレミアム会員になっている受信契約者約3000人とインターネット調査会社のモニター、総計10000人を対象に実施し、副音声やマルチ編成、放送終了から1週間の見逃し配信を行う[580]。
- 29日 - 【訃報】元NHKアナウンサーで、テレビ放送黎明期からのNHKクイズ番組『ジェスチャー』（1953年 - 1968年）の4代目司会を務め、フリーに転向してからはフジテレビ系『小川宏ショー』の司会を17年間にわたって務めたフリーアナウンサーで司会者の小川宏が多臓器不全のため死去（90歳没）[581]。

### 12月
- 1日 - 【節目】地上デジタルテレビ放送の全国一斉に於いての放送開始から10周年。
- 5日 - 【訃報】中国放送（RCC、広島県）のアナウンサーを経て、フジテレビ系『おはよう!ナイスデイ』や『とくダネ!』など情報番組のリポーターとして活躍したことで知られたフリーアナウンサーでリポーターの武藤まき子が同日朝、東京都内の自宅で倒れ、虚血性心不全のため死去（71歳没）[582]。
- 6日 - 【人事】NHK経営委員会は、2017年1月24日付で任期切れとなる籾井勝人第21代会長の後継人事を審議し、その結果、常勤経営委員で三菱商事元副社長の上田良一を第22代会長に選任した[583]。上田は2017年1月25日に正式に就任する予定[583]。
- 15日 - 【スポーツ・CS】（公社）日本プロサッカーリーグとスカパーJSATは、2007年から10年間にわたった協力関係を解消し、スカパー!有料放送におけるJリーグ中継を終了すると発表。7月にリーグ法人と2017年から10年間のメディア配信に関する優先権を結んだパフォーム・グループとスカパーJSATとの交渉が最終的に決裂したためで、天皇杯については継続予定[584]。
- 19日 - 【不祥事】フジテレビ社会部の30代男性記者が、取材対象の暴力団関係者からの依頼で、高級車購入の名義貸しなどの利益供与をしていた疑いがあることが明らかとなった。同局は「事実関係については調査中であり、何らかの対応をする」とした[585][586]。
- 20日 - 【経営・宮城県】フジ・メディア・ホールディングス（FMHD）はこの日、同社の事業子会社であるフジテレビの系列局で、宮城県に本社を置く仙台放送（OX）の株式を産経新聞社などから追加取得し、同日付で連結子会社化。在京キー局を子会社に置く放送持株会社が地方系列局を連結子会社化するのはこれが初[587][588][589]。
- 23日 - 【活動進退】年内いっぱいでの解散が決定したSMAPが大晦日の『第66回紅白歌合戦』に出演しない旨を、ジャニーズ事務所がこの日明らかにした。出演辞退については、19日付でNHKにSMAPメンバーの連名で文書で通知したという。これにより26日放送の『SMAP×SMAP』最終回（関西テレビ・フジテレビ系）がSMAPにおける最後のテレビ出演となった[403]。
- 26日 - 【活動進退・近畿広域圏】読売テレビは同日、夕方の情報番組『かんさい情報ネットten.』（関西ローカル）でメインキャスターを務める、同局アナウンサーの清水健が2017年1月27日を以て降板し、同月31日付で同局を退社することを発表した。退社後は福祉支援活動の仕事に専念する[590]。
- 27日 - 【訃報】テレビ草創期の1956年 - 1966年にNHK総合で放送されたバラエティ番組『お笑い三人組』に出演して人気を博し、日本テレビ系で放送されたクイズ番組『花王ワンダフルクイズ』（1956年 - 1962年）や同じく音楽番組『歌のグランプリショー』（1962年 - 1970年）の司会を別名義で担当、さらには自民党の参議院議員を1期務めるなど各方面でマルチな活躍をした講談師の一龍齋貞鳳（別名・今泉良夫）が死去（90歳没）。訃報は2年後の2019年1月10日に遺族が三回忌を終えたことを理由として公表した[591]（→2019年1月の出来事も参照）。

## リオデジャネイロオリンピック
8月5日から21日（日本時間）の約17日間開催されたリオデジャネイロオリンピックでは、ロンドン大会での放送体制と同様、日本放送協会（NHK）と日本民間放送連盟（民放連）によるジャパンコンソーシアムでの放送体制となった。
- NHKでは、現地メインキャスターとしてアナウンサーの阿部渉、三瓶宏志、杉浦友紀、森花子の4名を起用、中継番組のリポーターとして女性アナウンサーの佐々木彩（東京アナウンス室）、上原光紀（NHK広島）、澤田彩香（NHK名古屋）を[593]、主題歌には安室奈美恵の『Hero』を起用[594]。
- 日本テレビ系列では、櫻井翔（嵐）が2008年の北京から5大会連続[注 131]でメインキャスターを務めたほか、明石家さんまがキャプテン、上田晋也（くりぃむしちゅー）がスペシャルサポーター、2012年ロンドン大会体操日本代表の田中理恵がアスリートキャスターをそれぞれ務めた[595]。なお、主題歌には嵐の『Power of the Paradise』が使用された[596]。嵐が日テレ系五輪中継の主題歌を務めるのは04年アテネの「Hero」、08年北京の「風の向こうへ」、10年バンクーバーの「揺らせ、今を」、12年ロンドンの「証」、14年ソチの「Road to Glory」に続く6作目。
- テレビ朝日系列では、元プロテニスプレイヤーでスポーツキャスターの松岡修造をメインキャスターに起用。松岡は2004年のアテネ大会以来夏季・冬季合わせて7大会連続でテレ朝系列の五輪キャスターを務めた。またフィールドキャスターは、2012年ロンドン大会競泳銅メダリストの寺川綾が[597]、歌手で俳優の福山雅治が、2000年のシドニー大会から5大会連続でスペシャルキャスターを務めた。なお福山は前回のロンドン大会に続きテレビ朝日系列の中継主題歌『1461日』も担当した[598]。
- TBS系列では、メインキャスターに中居正広（SMAP、当時）を起用。なお、中居は2004年アテネ大会以来夏季・冬季合わせて7大会連続でTBS系列の五輪キャスターを務めた[注 132]。また、シドニー五輪女子マラソン金メダリストの高橋尚子がスペシャルキャスター、TBSアナウンサーの小林由未子が番組進行を務めた。また主題歌には、SMAPが2006年にリリースした『ありがとう』が使用された[599]。
- テレビ東京系列では、同局が毎年晩秋に中継する国際柔道大会『グランドスラム・東京』の総合司会を2010年から務めている俳優の小泉孝太郎がメインキャスターを務めた[600]。主題歌は和楽器バンドの『起死回生』[601]。
- フジテレビ系列では、元オリンピック選手の小谷実可子（アーティスティックスイミング）、野村忠宏（柔道）、髙橋大輔（フィギュアスケート）の3名が「オリンピアンキャスター」を務めた[602]。主題歌はEXILEの「Joy-ride 〜歓喜のドライブ〜」[603]で、EXILEの楽曲が五輪中継番組の主題歌となったのは、2008年北京大会のテレビ東京系の主題歌「Fly Away」以来8年ぶり2回目[604]。

## 周年

### 番組
| 月 | 周年 | 番組（放送局） |
| -- | ---- | --- |
| 1  | 50   | ウルトラシリーズ（テレビ東京） |
| 1  | 45   | 新婚さんいらっしゃい!（朝日放送） |
| 1  | 25   | ライオンのごきげんよう（フジテレビ）※3月終了 |
| 1  | 20   | いないいないばあっ!（NHK Eテレ） 名探偵コナン（読売テレビ） |
| 1  | 10   | プロフェッショナル 仕事の流儀（NHK総合） |
| 2  | 40   | 徹子の部屋（テレビ朝日） |
| 2  | 30   | ドラゴンボールシリーズ（フジテレビ） |
| 2  | 20   | 真夜中市場〜ハイヒールの眠れない夜〜（関西テレビ） |
| 4  | 55   | 連続テレビ小説（NHK） みんなのうた（NHK） テレビスポーツ教室（NHK大阪放送局 / NHK Eテレ） |
| 4  | 45   | 仮面ライダーシリーズ（テレビ朝日） イブニングKOCHI（テレビ高知） |
| 4  | 40   | 名曲アルバム（NHK） 日曜美術館（NHK Eテレ） プロ野球ニュース（フジテレビ / フジテレビONE） |
| 4  | 35   | 将棋の時間（NHK Eテレ） サタふく（福島テレビ） |
| 4  | 30   | 日立 世界・ふしぎ発見!（TBS） 志村けんのバカ殿様（フジテレビ） |
| 4  | 25   | abnステーション（長野朝日放送） |
| 4  | 20   | 新・ざわざわ森のがんこちゃん（NHK Eテレ） ズームイン!!サタデー、メレンゲの気持ち（以上日本テレビ） ワイド!スクランブル（テレビ朝日） 王様のブランチ、世界遺産（以上TBS） 午後のロードショー（テレビ東京） SMAP×SMAP（関西テレビ・フジテレビ）※12月終了 あさパラ!（読売テレビ） スポーツパラダイス（静岡朝日テレビ）                                                                                   |
| 4  | 15   | ほっとイブニング（NHK名古屋放送局 / NHK総合） ザ!世界仰天ニュース（日本テレビ） よるたまシリーズ（テレビ北海道） 水野真紀の魔法のレストランR、せやねん!（以上毎日放送） アサデス。（九州朝日放送） |
| 4  | 10   | ダーウィンが来た! 〜生きもの新伝説〜、ニュースウオッチ9（以上NHK総合） ならナビ（NHK奈良放送局 / NHK総合） Oha!4 NEWS LIVE（日テレNEWS24 / 日本テレビ） スッキリ!!（日本テレビ） 散歩シリーズ（テレビ朝日） 日経スペシャル カンブリア宮殿（テレビ東京） イッポウ（CBCテレビ） お笑いワイドショー マルコポロリ!（関西テレビ） 美の壺（NHK Eテレ→NHK BSプレミアム） ボウリング革命 P★League（BS日テレ） |
| 5  | 50   | 笑点（日本テレビ） |
| 7  | 20   | 1億人の大質問!?笑ってコラえて!（日本テレビ） |
| 7  | 10   | 情報ライブ ミヤネ屋（読売テレビ） |
| 8  | 35   | 熱闘甲子園（朝日放送・テレビ朝日） |
| 9  | 15   | やすしきよしの夏休み（関西テレビ） |
| 9  | 10   | 秘密のケンミンSHOW（読売テレビ） |
| 10 | 50   | 日曜洋画劇場（テレビ朝日） |
| 10 | 45   | 提言の広場（山形テレビ） |
| 10 | 30   | モーニングショー（テレビ朝日） ミュージックステーション（テレビ朝日） |
| 10 | 25   | オールスター感謝祭（TBS） どさんこワイド179（札幌テレビ放送） |
| 10 | 20   | めちゃ×2イケてるッ!（フジテレビ） JAPAN COUNTDOWN（テレビ大阪） 山・海・漬（岩手めんこいテレビ） |
| 10 | 15   | SmaSTATION!!（テレビ朝日） 中居正広の金曜日のスマイルたちへ、サンデージャポン（以上TBS） |
| 10 | 10   | ドキュメント72時間（NHK総合） NEWS ZERO、心に刻む風景（以上日本テレビ） |
| 11 | 15   | 日テレ系音楽の祭典 ベストアーティスト（日本テレビ） 未来の主役 地球の子どもたち（TVQ九州放送） |
| 12 | 60   | 日曜劇場（TBS） |
| 12 | 25   | オールザッツ漫才（毎日放送） |
| 12 | 15   | わが心の大阪メロディー（NHK大阪放送局 / NHK総合） |

### 開局・放送開始
| 月 | 周年 | 放送局                                                           |
| -- | ---- | ---------------------------------------------------------------- |
| 1  | 55   | NHK広島Eテレ                                                     |
| 1  | 20   | ファミリー劇場                                                   |
| 3  | 60   | NHK仙台・広島・福岡総合                                          |
| 4  | 55   | NHK北見総合 富山Eテレ                                            |
| 4  | 45   | NHK大津総合 群馬テレビ                                           |
| 4  | 35   | テレビ新潟放送網（TeNY）                                         |
| 4  | 25   | WOWOW 岩手めんこいテレビ 長野朝日放送 TVQ九州放送 長崎国際テレビ |
| 5  | 45   | 千葉テレビ放送（チバテレ） NHK神戸・和歌山総合                   |
| 7  | 30   | スターチャンネル                                                 |
| 8  | 55   | NHK高知Eテレ                                                     |
| 10 | 55   | NHK青森Eテレ                                                     |
| 10 | 35   | 福島放送                                                         |
| 10 | 25   | 青森朝日放送・北陸朝日放送                                       |
| 10 | 20   | 岩手朝日テレビ 歌謡ポップスチャンネル                            |
| 12 | 60   | 朝日放送（ABCテレビ） CBCテレビ NHK札幌総合                      |

### ネットワーク
| 月 | 周年 | ネットワーク                    |
| -- | ---- | ------------------------------- |
| 4  | 50   | 日本ニュースネットワーク（NNN） |
| 10 | 50   | フジニュースネットワーク（FNN） |

### その他
- 9月17日 - 西日本放送（RNC）の親局送信所が青峰テレビ送信所（香川県高松市・坂出市）から金甲山テレビ送信所（岡山県玉野市・岡山市）に移転してから30周年。[注 156]
- 10月1日
  - テレビ東京の社名・呼称が「東京12チャンネル[注 157]」から「テレビ東京」に変更してから35周年。
  - TBSテレビが局のコールサインを「JOKR-TV」から「JORX-（D）TV」に変更してから15周年[注 158]。

## キリ番・記念回

### 帯番組
- 10100回 - 世界の車窓から（10月19日、テレビ朝日）
- 4500回 - 情報プレゼンター とくダネ!（10月6日、フジテレビ）[607]
- 4000回 - ちちんぷいぷい（7月25日、毎日放送）
- 3900回 - クローズアップ現代+（11月30日、NHK総合）[注 159]
- 3000回 - 報道ステーション（2月26日、テレビ朝日）
- 2000回
  - 4月22日 - 石川さん情報Live リフレッシュ（石川テレビ）
  - 5月9日 - ごきげんライフスタイル よ〜いドン!（関西テレビ）[注 160]
  - 9月2日 - とってもワクドキ!（三重テレビ）
  - 11月10日（9日深夜） - 全力坂（テレビ朝日）[608]
- 1500回
  - 2月8日 - 朝生ワイド す・またん!（読売テレビ）
  - 3月7日 - 今日ドキッ!（北海道放送）[注 161]
- 1000回
  - ノンストップ!（2月25日、フジテレビ）
  - AKB48のあんた、誰?（5月3日、NOTTV）※6月30日終了[609]
  - 虎ノ門市場（5月11日、テレビ東京）

### レギュラー番組
- 2600回 - ミュージックフェア（2月13日、フジテレビ）
- 2500回 - 笑点（1月31日、日本テレビ）
- 2300回
  - 3月26日 - 提言の広場（山形テレビ）
  - 3月27日 - 遠くへ行きたい（読売テレビ）
- 2000回
  - 7月16日 - 釣りごろつられごろ（テレビ新広島）
  - 9月11日 - スーパー戦隊シリーズ（テレビ朝日）[注 162]
  - 9月18日 - テレビ寺子屋（テレビ静岡）[286][注 163]
- 1600回
  - 1月9日（8日深夜） - タモリ倶楽部（テレビ朝日）
  - 3月10日 - カラオケ1ばん（テレビ埼玉）
- 1500回
  - 1月10日 - ふれあい若狭（福井放送）
  - 12月17日 - ファッション通信（BSジャパン）[注 164]
- 1400回 - 日立 世界・ふしぎ発見!（7月2日、TBS）
- 1300回
  - 2月19日 - それいけ!アンパンマン（日本テレビ）
  - 4月10日 - ダウンタウンのガキの使いやあらへんで!!（日本テレビ）
- 1200回
  - 3月20日 - もぎたてテレビ（南海放送）[注 165]
  - 3月28日 - JAみどりの風（群馬テレビ）
  - 6月27日 - 痛快!明石家電視台（毎日放送）
  - 8月27日 - 朝だ!生です旅サラダ（朝日放送）
- 1000回 
  - 2月21日 - 皇室日記（日本テレビ）
  - 4月4日 - 世界まる見え!テレビ特捜部（日本テレビ）[611]
  - 5月28日 - メレンゲの気持ち（日本テレビ）
  - 6月5日（4日深夜） - ランク王国（TBS）
  - 8月25日 - ダウンタウンDX（読売テレビ）[612]
- 900回
  - 4月10日 - 情熱大陸（毎日放送）
  - 7月8日 - クレヨンしんちゃん（テレビ朝日）
  - 7月25日 - SMAP×SMAP（関西テレビ）※12月26日終了
  - 8月11日 - とんねるずのみなさんのおかげでした（フジテレビ）
  - 11月18日 - 快傑えみちゃんねる（関西テレビ）[613]
- 800回
  - 1月30日 - 競馬予想TV!（フジテレビONE）
  - 6月25日 - 美の巨人たち（テレビ東京）
- 700回
  - 1月26日 - 日経スペシャル ガイアの夜明け（テレビ東京）
  - 12月19日 - やべっちFC〜日本サッカー応援宣言〜（テレビ朝日）
- 600回
  - 4月1日 - 中居正広の金曜日のスマイルたちへ（TBS）[注 166]
  - 4月16日 - 土曜はこれダネッ!（長野放送）[注 167]
  - 5月15日 - プリキュアシリーズ（朝日放送）[注 168]
  - 11月27日 - 行列のできる法律相談所（日本テレビ）
- 500回
  - 1月17日 - 今日感テレビ日曜版（RKB毎日放送）
  - 1月24日 - 夢の通り道（日本テレビ）
  - 8月4日 - 日経スペシャル カンブリア宮殿（テレビ東京）
  - 8月22日（21日深夜） - J-MELO（NHKワールドTV）[注 169]
- 400回
  - 1月31日 - 男子ごはん（テレビ東京）[注 170]
  - 2月20日 - にじいろジーン（関西テレビ）
  - 5月11日（10日深夜） - AKBINGO!（日本テレビ）[注 171]
  - 6月5日 - モヤモヤさまぁ〜ず2（テレビ東京）
  - 6月29日 - 今ちゃんの「実は…」（朝日放送）
  - 9月17日 - あぐり王国北海道NEXT（北海道放送）[注 172]
  - 11月17日 - SONGS（NHK総合）
  - 11月27日 - グッと!地球便（読売テレビ）
- 300回
  - 2月27日 - 熱血BO-SO TV（千葉テレビ）
  - 5月7日 - ウラマヨ!（関西テレビ）
  - 5月29日 - COOL JAPAN〜発掘!かっこいいニッポン〜（NHK BS1）
  - 7月16日 - 激論!クロスファイア（BS朝日）
  - 7月22日 - 華丸・大吉のなんしようと?（テレビ西日本）
  - 8月1日 - プロフェッショナル 仕事の流儀（NHK総合）
  - 9月5日 - GAMBA TV〜青と黒〜（毎日放送）[注 173]
  - 11月3日 - VS嵐（フジテレビ）
  - 11月18日 - ナイツのHIT商品会議室（千葉テレビ）

### 不定期・特別番組
- 100回 - W女優おんせん（5月5日（4日深夜）、エンタメ〜テレ）[注 174]
- 50回
  - 4月9日 - オールスター感謝祭（TBS）
  - 11月13日 - World Baseballエンタテイメント たまッチ!（フジテレビ）
- 30回
  - 7月9日 - 人志松本のすべらない話（フジテレビ）
  - 7月23日 - FNS27時間テレビ（フジテレビ）

## 視聴率
15分未満の番組を除く。視聴率はビデオリサーチ調べ、関東地区・世帯・リアルタイム。その他地域別の視聴率は#その他テレビに関する話題に。

### ニュース・報道番組
| 順位 | 視聴率 | 放送日              | 番組名                 | 放送局  |
| ---- | ------ | ------------------- | ---------------------- | ------- |
| 1    | 24.1%  | 8月22日 19:00-19:30 | NHKニュース7           | NHK総合 |
| 2    | 22.4%  | 8月21日 21:00-21:15 | ニュース・気象情報     | NHK総合 |
| 3    | 21.5%  | 5月16日 21:00-22:00 | ニュースウオッチ9      | NHK総合 |
| 4    | 21.0%  | 8月22日 18:10-19:00 | 首都圏ネットワーク     | NHK総合 |
| 5    | 20.0%  | 7月31日 20:00-20:50 | 東京都知事選挙開票速報 | NHK総合 |

### スポーツ
| 順位 | 視聴率 | 放送日               | 番組名                                                                        | 放送局     |
| ---- | ------ | -------------------- | ----------------------------------------------------------------------------- | ---------- |
| 1    | 28.0%  | 1月2日 7:50-14:05    | ★SAPPORO新春スポーツスペシャル 第92回東京箱根間往復大学駅伝競走・往路         | 日本テレビ |
| 2    | 27.8%  | 1月3日 7:50-14:18    | ★SAPPORO新春スポーツスペシャル 第92回東京箱根間往復大学駅伝競走・復路         | 日本テレビ |
| 3    | 26.8%  | 12月18日 19:20-22:09 | FIFAクラブワールドカップジャパン2016決勝・レアル・マドリード×鹿島アントラーズ | 日本テレビ |
| 4    | 25.1%  | 10月29日 18:30-22:38 | SMBC日本シリーズ2016・第6戦 広島東洋カープ×北海道日本ハムファイターズ         | 日本テレビ |
| 5    | 24.0%  | 1月24日 17:00-18:00  | 大相撲初場所・千秋楽                                                          | NHK総合    |
| 6    | 23.7%  | 8月21日 22:05-23:00  | 2016年リオデジャネイロオリンピック「男子マラソン」・第2部                     | NHK総合    |
| 7    | 23.6%  | 8月6日 8:43-11:53    | リオデジャネイロオリンピック・開会式                                          | NHK総合    |
| 8    | 22.9%  | 10月29日 22:38-22:59 | ダッグアウト                                                                  | 日本テレビ |
| 9    | 22.6%  | 8月14日 21:00-24:14  | リオデジャネイロオリンピック2016「女子マラソン」                              | TBS        |
| 10   | 22.0%  | 8月7日 9:56-10:13    | リオデジャネイロオリンピック・競泳決勝「男子400m個人メドレー」                | NHK総合    |
| 11   | 21.8%  | 11月15日 19:00-21:35 | 2018 FIFAワールドカップ アジア地区最終予選「日本×サウジアラビア」             | テレビ朝日 |
| 12   | 20.7%  | 8月18日 6:30-7:00    | NHKニュースおはよう日本&オリンピック                                          | NHK総合    |
| 13   | 20.6%  | 8月15日 8:15-11:44   | リオデジャネイロオリンピック・卓球女子団体準決勝「日本×ドイツ」               | NHK総合    |
| 14   | 20.4%  | 5月21日 19:17-22:10  | リオ五輪バレーボール世界最終予選 女子「日本×イタリア」                        | TBS        |
| 15   | 20.3%  | 9月1日 21:11-23:15   | 2018 FIFAワールドカップ アジア地区最終予選「タイ×日本」                       | テレビ朝日 |
| 16   | 20.1%  | 8月21日 21:15-22:00  | リオデジャネイロオリンピック「男子マラソン」・第1部                           | NHK総合    |

### ドラマ・映画
| 順位 | 視聴率 | 放送日               | 番組名                                                                   | 放送局     |
| ---- | ------ | -------------------- | ------------------------------------------------------------------------ | ---------- |
| 1    | 27.0%  | 4月2日 8:00-8:15     | 連続テレビ小説・あさが来た・最終回 #26-6（156）                          | NHK総合    |
| 2    | 25.9%  | 8月17日 8:00-8:15    | 連続テレビ小説・とと姉ちゃん #20-2（116）                                | NHK総合    |
| 3    | 24.3%  | 10月27日 21:50-22:44 | 木曜ドラマ・ドクターX〜外科医・大門未知子〜（第4シリーズ）#3             | テレビ朝日 |
| 4    | 22.1%  | 12月7日 8:00-8:15    | 連続テレビ小説・べっぴんさん #10-3（58）                                 | NHK総合    |
| 5    | 22.0%  | 7月3日 21:00-23:10   | 日曜エンタ・ドクターX〜外科医・大門未知子〜スペシャル                    | テレビ朝日 |
| 6    | 20.8%  | 12月20日 22:00-23:09 | 火曜ドラマ・逃げるは恥だが役に立つ・最終回（#11）                        | TBS        |
| 7    | 20.5%  | 8月27日 21:14-23:14  | 24時間テレビドラマスペシャル・盲目のヨシノリ先生〜光を失って心が見えた〜 | 日本テレビ |
| 8    | 20.3%  | 11月23日 8:00-8:15   | 連続テレビ小説・べっぴんさん #8-2（44）【再放送】                        | NHK総合    |
| 9    | 20.1%  | 1月17日 20:00-20:45  | 大河ドラマ・真田丸（#2）                                                 | NHK総合    |

### バラエティ・歌番組
| 順位 | 視聴率 | 放送日               | 番組名                                   | 放送局     |
| ---- | ------ | -------------------- | ---------------------------------------- | ---------- |
| 1    | 40.2%  | 12月31日 21:00-23:45 | 第67回NHK紅白歌合戦・第2部               | NHK総合    |
| 2    | 35.1%  | 12月31日 19:15-20:55 | 第67回NHK紅白歌合戦・第1部               | NHK総合    |
| 3    | 31.2%  | 1月18日 22:15-23:09  | SMAP×SMAP                                | フジテレビ |
| 4    | 28.1%  | 5月29日 17:30-18:00  | 笑点                                     | 日本テレビ |
| 5    | 25.8%  | 8月28日 19:00-20:54  | 24時間テレビ39「愛は地球を救う」・PART10 | 日本テレビ |
| 6    | 24.0%  | 5月13日 20:57-22:00  | 中居正広の金曜日のスマイルたちへ         | TBS        |
| 7    | 23.2%  | 8月28日 17:23-19:00  | 24時間テレビ39「愛は地球を救う」・PART9  | 日本テレビ |
| 8    | 23.1%  | 12月26日 22:00-23:18 | SMAP×SMAP・最終回・第3部                 | フジテレビ |
| 9    | 22.2%  | 11月13日 19:58-20:54 | 世界の果てまでイッテQ!                   | 日本テレビ |
| 10   | 20.5%  | 10月16日 19:00-20:54 | DASH!!×イッテQ!はじめての交換留学2時間SP | 日本テレビ |
| 11   | 20.3%  | 5月22日 19:00-19:58  | ザ!鉄腕!DASH!!                           | 日本テレビ |